# Bedřich Smetana
Bedřich Smetana (2. března 1824 Litomyšl – 12. května 1884 Praha) byl český hudební skladatel období romantismu.
Pocházel z poměrně zámožné, do určité míry poněmčené sládkovské rodiny. Od raného mládí se věnoval hudbě, zejména hře na klavír a kompozici. Po studiu u Josefa Proksche působil od roku 1847 v Praze jako koncertní klavírista a hudební pedagog. V letech 1856–1861 pobýval jako dirigent a učitel hudby ve švédském Göteborgu. Po návratu do Prahy se mnohostranně zapojil do českého společenského a kulturního života, a to i jako hudební kritik, jako první kapelník Prozatímního divadla v letech 1866–1874, avšak zejména jako operní skladatel. V padesáti letech věku zcela ohluchl, ale i po ztrátě sluchu dokázal složit řadu vrcholných děl. 
Po svém rozhodném příklonu k češství usiloval Smetana celým svým dílem v duchu pozdního českého národního obrození o vytvoření svébytného českého hudebního stylu na základě domácích i soudobých světových podnětů. Hlavním hudebním vzorem mu byl skladatel a klavírista Franz Liszt. Svými osmi dokončenými operami různých žánrů položil základ českého repertoáru; největší popularity, a to i v Německu a jinde ve světě, dosáhla komická opera z venkovského prostředí Prodaná nevěsta, která je považována za prototyp české národní opery. Z dalších skladeb jsou nejznámější cyklus symfonických básní Má vlast a smyčcový kvartet č. 1 e moll „Z mého života“. Vedle toho napsal Smetana také četné klavírní skladby a vokální díla pro pěvecké sbory.
Ačkoli jeho působení i tvorba vyvolávaly bouřlivé polemiky, stal se Bedřich Smetana ještě za svého života předním reprezentantem české hudby a národní kultury vůbec. Je tradičně označován za zakladatele moderní české národní hudby a výrazně ovlivnil následující generace českých skladatelů. Jeho dílo i osobnost jsou v českém prostředí předmětem soustavné pozornosti odborníků i interpretů, těší se značné oblibě u posluchačů a pronikly i do všeobecného povědomí. Ve světovém měřítku se však zájem o Smetanu zcela nerovná proslulosti Antonína Dvořáka nebo Leoše Janáčka.

## Život

### Mládí (1824–1843)

#### Rodinné poměry a dětství

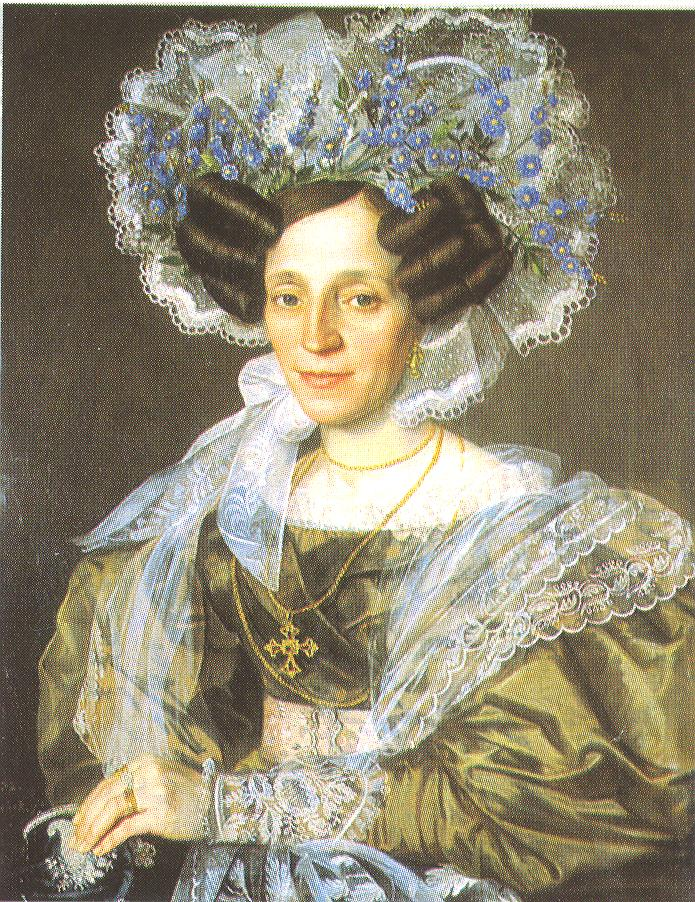
Barbora Smetanová rozená Lynková (obraz Antonína Machka, 1832)

Bedřich (pokřtěn jako Fridrich, resp. v česky vedené matrice psáno jako Frydrych) Smetana se narodil dne 2. března 1824 v přízemí pivovaru v Litomyšli do poměrně zámožné rodiny.
Jeho otec František (Franz) Smetana (26. října 1777 Sadová – 12. června 1857 Nové Město nad Metují) se vyučil sládkem. Po praxi si pronajal postupně pivovary ve slezské Nise, Chvalkovicích, Novém Městě nad Metují a od konce roku 1823 měl v nájmu panský (valdštejnský) pivovar ve východočeské Litomyšli. Byl třikrát ženatý (s Annou Bartoníčkovou, Ludmilou Exnerovou a Barborou Lynkovou) a měl celkem 18 dětí, z nichž však sedm zemřelo v raném dětském věku. Bedřich byl třetí dítě z třetího manželství (celkem jedenácté) a první přeživší syn; vedle pěti nevlastních sester z otcova druhého manželství (Anna, Klára, Žofie, Marie a Ludmila) měl vlastní sestry Albínu, Barboru (Betty) a Františku a mladší bratry Antonína a Karla.

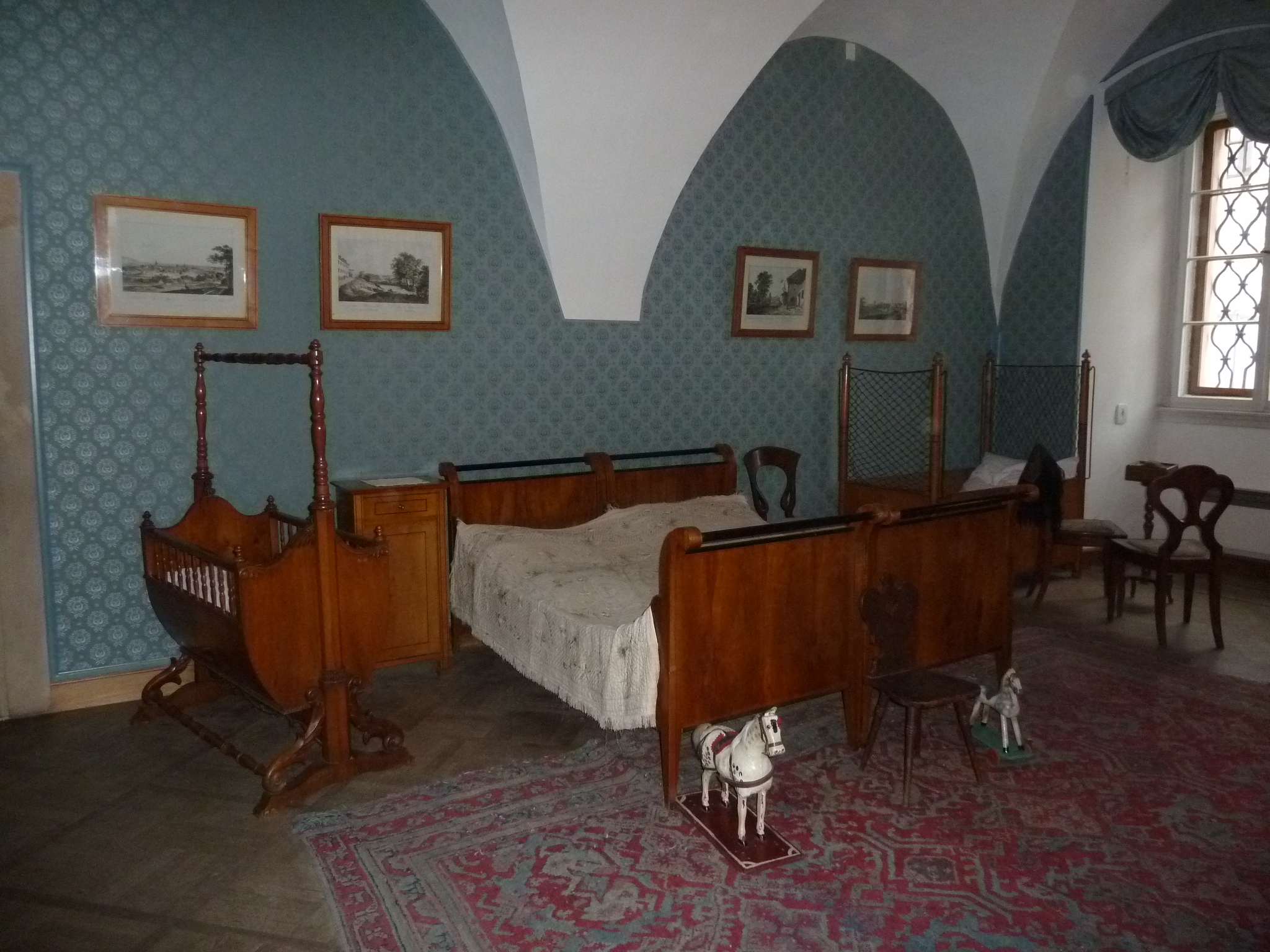
Rodná světnička Bedřicha Smetany v Litomyšli, fotografie z roku 2011

Oba Smetanovi rodiče měli jisté hudební nadání: jeho matka, Barbora Lynková (1791 Miletín – 20. listopadu 1864 Mladá Boleslav), pocházela ze stejného rodu jako skladatel Jiří Ignác Linek; otec nebyl přímo z muzikantské rodiny, avšak nadšeně amatérsky pěstoval komorní hudbu. Svého syna od útlého věku zasvěcoval do hry na housle a v pěti letech nechal Bedřichovi dávat hodiny hry na klavír od místního učitele a hudebního organizátora Jana Chmelíka. Již tehdy hrál chlapec při domácím provedení Haydnova smyčcového kvartetu part prvních houslí a 4. října 1830 vystoupil poprvé veřejně na hudební akademii litomyšlských filozofů s předehrou k opeře Daniela Aubera Němá z Portici v klavírní verzi. Ještě v Litomyšli začal Bedřich Smetana komponovat i jednoduché kousky, první dochovaná skladba – nedokončený kvapík D dur – však vznikla až v Jindřichově Hradci.
Tam se rodina přestěhovala roku 1831, když otec získal výhodnější čtyřletý nájem zámeckého pivovaru hraběte Černína z Chudenic. Jindřichův Hradec neměl tak bohatý kulturní život jako Litomyšl, Smetana však zde vedle pravidelné školní docházky (hlavní školy a prvního ročníku gymnázia) navštěvoval své první pravidelné vyučování hře na housle, violu a klavír u místního regenschoriho Františka Ikavce (1800–1860). Ten jej vyučoval i zpěvu; hoch zpíval sopránová sóla v proboštském kostele. V Jindřichově Hradci se Smetanova rodina úzce stýkala s rodinou Kolářovou, z níž pocházela jeho pozdější první manželka.
V jedenácti letech Bedřich utrpěl zranění, které zanechalo trvalé následky. Při klukovské hře s vrstevníky jim explodovala láhev se střelným prachem a Bedřicha zasáhly střepiny do pravé tváře. Malý Bedřich se snažil si zranění ošetřit omytím v rybníce. Následoval však bolestivý zánět postihující horní a dolní čelist a spánkovou kost. Důsledkem bylo zpomalení růstu pravé strany obličeje spojené s asymetrií tváře. Ve vyšším věku maskoval Smetana důsledky zranění plnovousem, který nosil z tohoto důvodu poněkud nesymetrický.

#### Gymnaziální studia

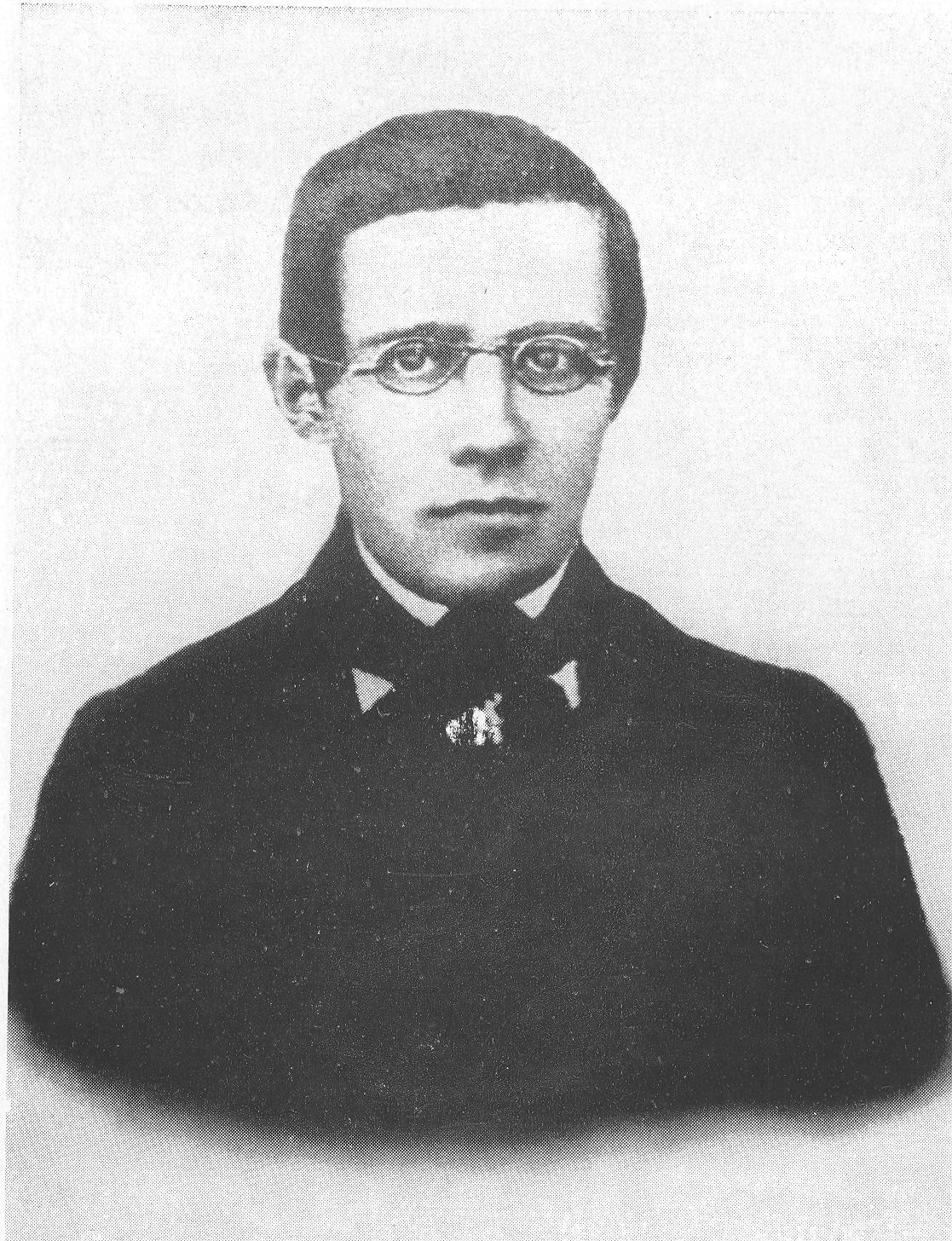
Bedřich Smetana v době studií, kolem roku 1840

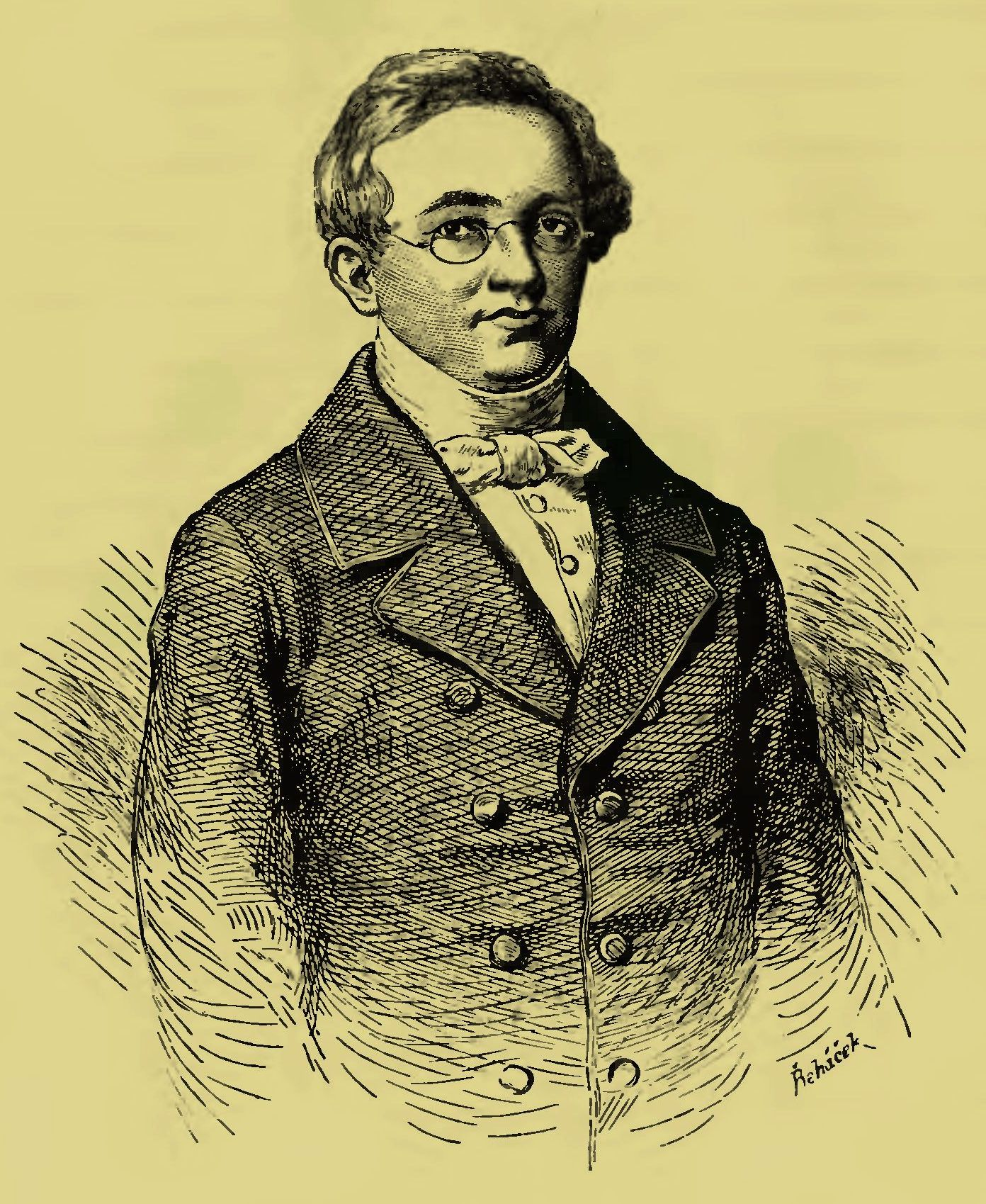
Josef František Smetana, starší bratranec Bedřicha Smetany

V roce 1835 skončil Františku Smetanovi nájem jindřichohradeckého pivovaru a podařilo se mu v dražbě výhodně koupit svobodnický statek Růžkovy Lhotice poblíž Čechtic se zámečkem, pivovarem a hostincem. Přestěhoval se tam i s rodinou, Bedřich zde však trávil jen školní prázdniny, neboť ve školním roce 1835/36 nastoupil do gymnázia v Jihlavě (zanechavše nepříliš úspěšně své předchozí gymnaziální vzdělávání v Jindřichově Hradci), ale i zde se mu nedařilo a navíc propadal depresím; nakonec uprosil otce, aby jej odtud ještě před koncem školního roku odvedl. Následujícího roku nastoupil na doporučení svého o 23 let staršího bratrance, premonstráta Josefa Františka Smetany (1801–1861), na řádové gymnázium v (tehdejším) Německém Brodě, kde se mu líbilo více a kde se seznámil mj. s Karlem Havlíčkem Borovským. Další hudební vzdělávání omezoval na hru na klavír u profesora P. Šindeláře a na prázdninové lekce u čechtického učitele Jana Syrového.

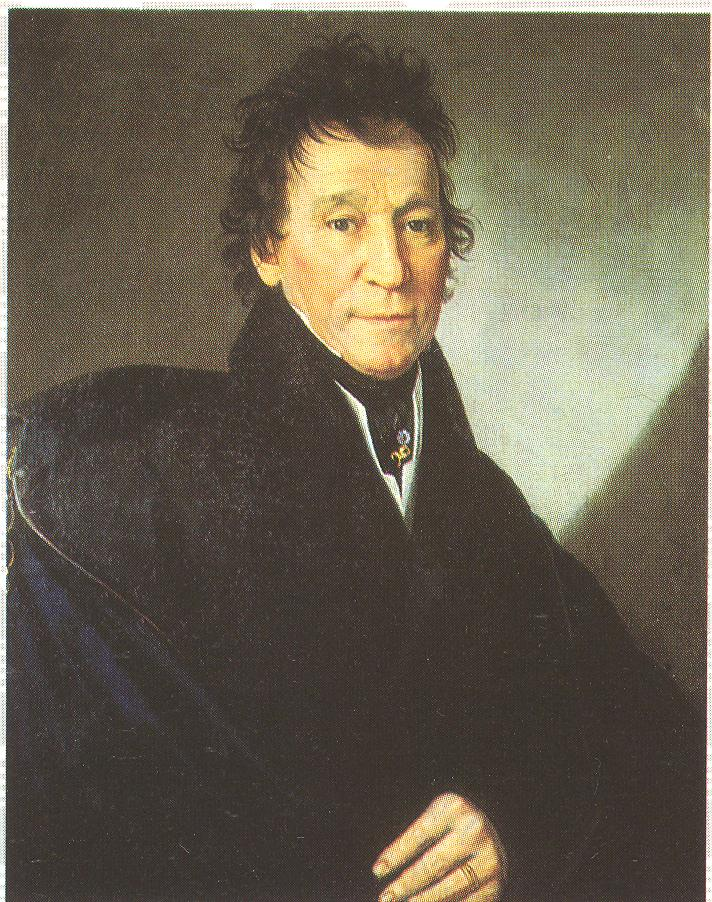
František Smetana, otec Bedřicha Smetany (obraz Antonína Machka, 1832)

Od podzimního semestru 1839 přecházela řada Smetanových přátel z Německého Brodu na akademické gymnázium v Praze a hoch přemluvil otce, aby mu rovněž zařídil přestup. V Praze, plné kulturních podnětů – z nichž velký význam měla pro Smetanu zejména série koncertů Franze Liszta v březnu 1840 – se však začal brzy zabývat více hudbou než studiem. Oznámil tehdejšímu řediteli Josefu Jungmannovi, že z gymnázia vystupuje a hodlá se věnovat hudbě. Smetanův otec, který s tím přirozeně nesouhlasil, jej odvezl z Prahy a od následujícího školního roku jej zapsal na premonstrátské gymnázium v Plzni, na němž působil jako profesor jeho bratranec Josef František Smetana. Pod ochranou a dohledem svého mnohem staršího bratrance tam Bedřich studia přece jen dokončil a složil maturitu (6. srpna 1843), byť s nevalným prospěchem.
V Plzni se dospívající Smetana pod patronací svého profesora humanitních předmětů, hudbymilovného Gustava Beera, živě zapojil do společenského života, hrál na návštěvách, v salonech a k tanci a rovněž sám rád tancoval. Podle svého deníku v té době prožil také několik citových vzplanutí, první ke své sestřenici Aloisii Smetanové ještě o prázdninách před plzeňským pobytem, které trávil u strýce v Novém Městě nad Metují. Aloisii (Louise) také věnoval Louisinu polku (Louisen-Polka), jež je jeho první v úplnosti dochovanou skladbou. Od května 1842 se však datuje dlouhodobý vztah ke Kateřině Kolářové, dceři otcova přítele a talentované pianistce. V Plzni Smetana složil řadu dalších drobných klavírních skladeb, většinou tanečních (polky, kvapíky, čtverylky), z nichž zejména Louisina polka, Jiřinková polka (podle jiřinkových slavností v České Skalici) a polka Ze studentského života dosáhly již ve své době značné popularity. Pokoušel se však i o první orchestrální skladby (Menuet B dur a Galop bajadérek z roku 1842) a o náročnější klavírní kusy (tři impromptu z let 1841–1842). Po dokončení studií se vzepřel přání otce, aby se stal úředníkem či pokračoval ve studiích na univerzitě, a odešel do Prahy s úmyslem věnovat se výhradně hudbě. Do deníku si tehdy zapsal: „S pomocí Boží budu jednou v technice Lisztem, v komponování Mozartem.“

### První pražský pobyt (1843–1856)

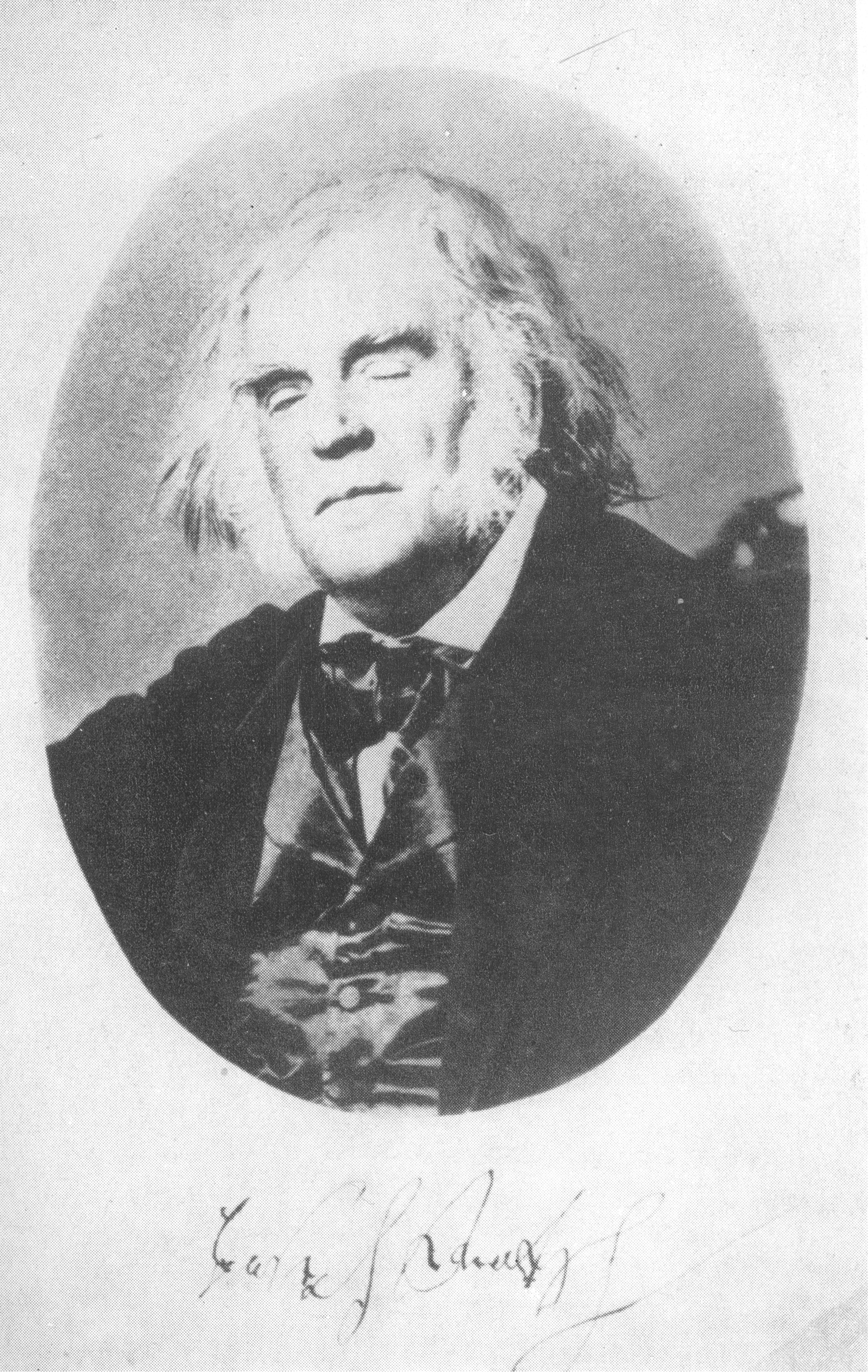
Smetanův učitel Josef Proksch

V Praze bydlel Smetana u své příbuzné a první tři měsíce žil nuzně. Otec jej peněžně nepodporoval, nacházel se v té době sám ve vážných finančních potížích a roku 1844 byl nucen prodat statek v Růžkových Lhoticích a přijmout opět nájem pivovaru v Obříství. Mladík se však zapojil do umělecké společnosti Concordia, kde se seznámil mimo jiné s ředitelem pražské konzervatoře Janem Bedřichem Kittlem, na jehož přímluvu se od 18. ledna 1844 stal domácím učitelem pěti dětí hraběte Leopolda Thuna, hudebně vesměs málo nadaných. V této funkci navázal mnoho užitečných kontaktů mezi aristokracií i hudebníky a rodina Thunových zůstala po celý život jeho podporovatelkou. S hraběcí rodinou bydlel v jejich pražské rezidenci a doprovázel je i na venkovská sídla (zámek Bon Repos u Benátek nad Jizerou, zámek Poběžovice, tehdy Ronsperg). Na přímluvu Anny Kolářové, Kateřininy matky, zahájil tehdy soustavné studium hudební kompozice u Josefa Proksche. Proksch se opíral o tehdy nejmodernější učebnici Adolfa Bernarda Marxe a o díla Beethovena, Berlioze, Chopina a tzv. lipského okruhu. Smetana v té době vyprodukoval velké množství cvičných skladeb, včetně své jediné klavírní sonáty g moll. Když v lednu 1847 v Praze koncertovali Robert a Clara Schumannovi, ukázal jim Smetana sonátu k posouzení, jež však dopadlo nepříznivě: slavní manželé ji shledávali příliš berliozovskou. U Proksche získal v poměrně krátkém čase důkladnou teoretickou průpravu, již později postrádal u řady svých současníků, s výjimkou Antonína Dvořáka. Vedle studijních prací psal drobné příležitostné klavírní skladby ve stylu Fryderyka Chopina, Roberta Schumanna nebo Adolfa Henselta, zejména cyklus Bagately a impromptus (1844) a postupně vznikající Lístky do památníku.

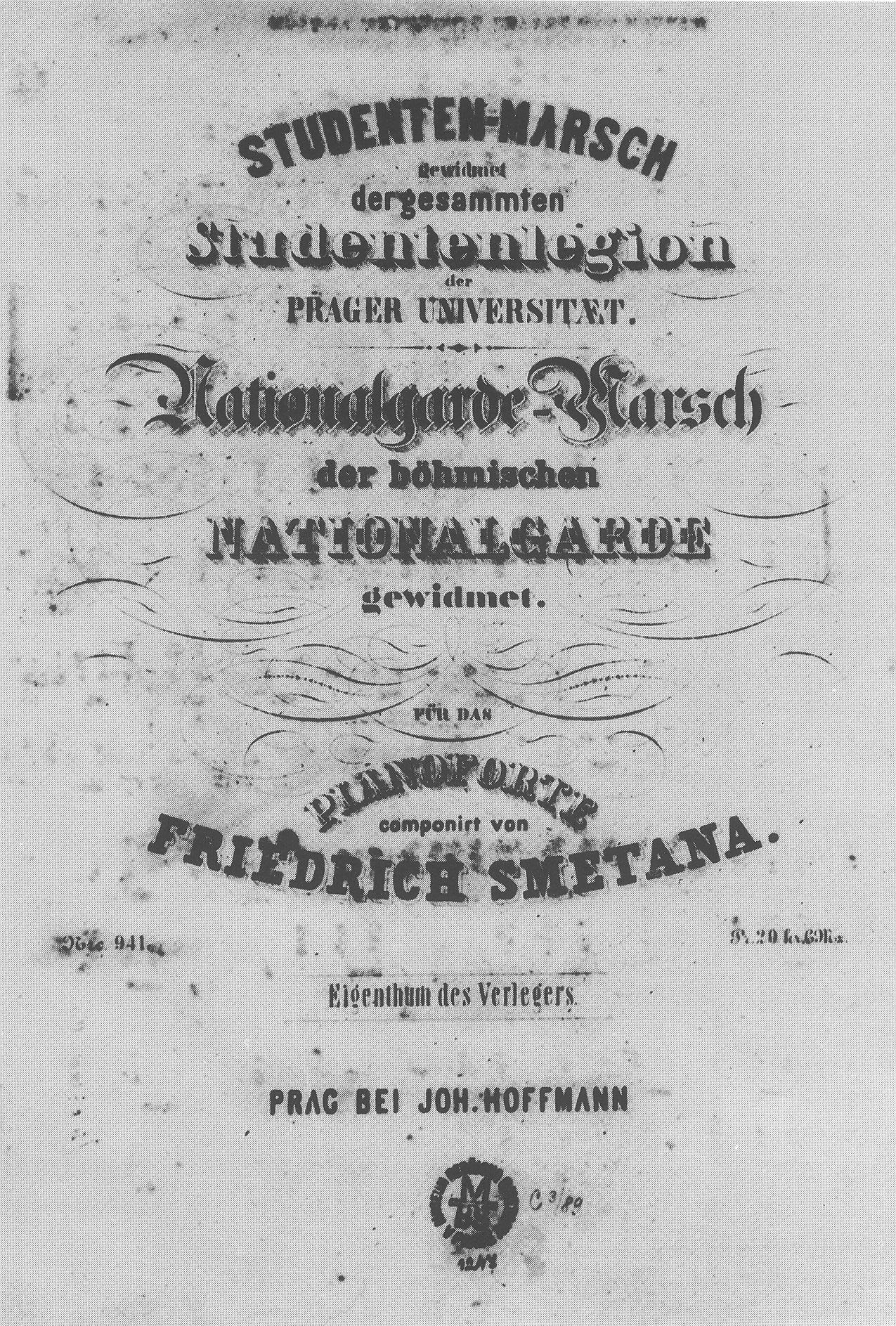
Pochod Národní gardy a Pochod studentské legie z revolučního roku 1848, první Smetanovy skladby vydané tiskem

Vedle studia kompozice pokračoval Smetana ve hře na klavír a po třech letech se rozhodl pokusit se o kariéru koncertního pianisty; ta mu měla sloužit především k získání peněz a proslulosti k tomu, aby se mohl stát kapelníkem, dirigentem nebo učitelem, nebo dokonce sestavit vlastní orchestr. 1. června 1847 ukončil vyučování u Thunů, které po něm převzala Kateřina Kolářová, i studium u Proksche. Jeho plánovaná koncertní cesta po západočeských lázních však skončila fiaskem: plzeňský koncert byl slušně navštíven, ale v Chebu se sešli jen čtyři diváci a vystoupení v Mariánských Lázních, Františkových Lázních a Karlových Varech musel Smetana odvolat. Rozhodl se tedy založit v Praze hudební ústav (klavírní školu) a 24. ledna 1848 podal zemskému guberniu žádost o její povolení.
Při pražském povstání v červnu 1848 se Smetana, jenž udržoval styky s radikálními demokraty, nechal strhnout k účasti na barikádovém boji. Napsal také dva příležitostné pochody, Pochod Národní gardy a Pochod studentské legie, které se staly jeho prvními skladbami vydanými tiskem, jakož i revoluční Píseň svobody („Válka, válka! Prapor vlaje“) na slova Josefa Jiřího Kolára. Po porážce povstání nakrátko uprchl k rodičům do Obříství, kde jej zastihlo příznivé vyřízení žádosti, a s finanční podporou rodičů a známých mohl od 8. srpna 1848 otevřít hudební ústav (klavírní školu) na Staroměstském náměstí v Praze.
V době příprav na otevření hudebního ústavu Smetana poprvé navázal kontakt se svým vzorem Franzem Lisztem. Zaslal mu s věnováním své Six morceaux caractéristiques se žádostí a zařízení jejich publikace a o půjčku 400 zlatých. Liszt věnování přijal, půjčku však odmítl a po osobním seznámení se Smetanou zařídil i vydání skladeb v Lipsku u Friedricha Kistnera jako Smetanův opus 1.

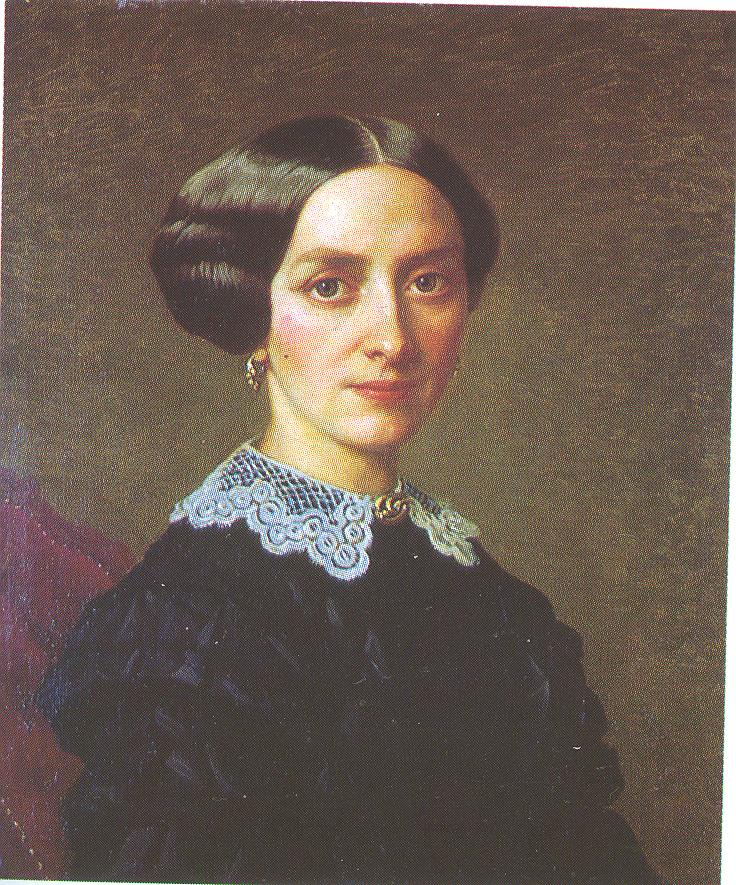
Smetanova první manželka Kateřina rozená Kolářová (obraz od J. P. Södermarka, 1858)

Škola zpočátku značně prosperovala a získala si dobré jméno žákovskými koncerty, vedle toho získal Smetana řadu soukromých žaček v aristokratických kruzích a krátce byl zaměstnán pro klavírní předehrávky u císaře Ferdinanda. Dobré majetkové situace mohl využít k založení rodiny. 29. srpna 1849 se v novoměstském kostele sv. Štěpána oženil se svou dávnou láskou Kateřinou Otilií Kolářovou (5. března 1827 Klatovy – 19. dubna 1859 Drážďany). V lednu 1850 se novomanželé přestěhovali do prvního bytu v domě čp. 969/II na nároží ulic Vodičkovy č. 26 a V jámě 2. Do roku 1854 se jim narodily čtyři dcery. Nadále dosti úspěšně vystupoval jako pianista a na koncertech komorní hudby. Vedle účasti na pražských abonentních koncertech to bylo především v sestavě, která vznikla roku 1847 podle vzoru staršího Pixisova kvarteta. Vedle Smetany ji tvořili houslisté František Němec nebo Otto Königslöw, violista Jan Král a violoncellisté Anton Träg nebo August Julius Goltermann. Komorní večery (pod názvy „Quartet-Soirée“ nebo „Trio-Soirée“) se konaly nejprve na půdě pražské konzervatoře, od počátku roku 1849 pak zpravidla ve Smetanově hudebním ústavu; program tvořily skladby starších (Mozart, Beethoven) i soudobých (Bennett, Schumann, Chopin, Mendelssohn) skladatelů a kritika si jich postupně začala cenit. Jako sólista se Smetana vyznamenal účinkováním při Beethovenových (1854) a Mozartových (1856) slavnostech. 20. dubna 1849 František Škroup na Žofíně poprvé dirigoval jeho Slavnostní předehru D dur.
Smetana také pokračoval v komponování virtuózních klavírních kusů jednotlivých i řazených do volných cyklů (Svatební scény 1849, Lístky do památníku, Črty), některé z nich poslal na posouzení Lisztovi a Kláře Schumannové. Jeho specialitou se stávaly polky, oproti těm z plzeňského období umělecky stylizované do koncertní podoby (Tři salonní polky, Tři poetické polky). Usiloval o pozvednutí polky na umělecký žánr tak, jak to učinil Chopin s mazurkou a polonézou. V letech 1853–1854 složil také svou jedinou symfonii, Triumfální symfonii (ke konci života ji revidoval a přejmenoval na Slavnostní), určenou ke sňatku císaře Františka Josefa I. Dedikace však nebyla přijata a symfonie se také vcelku nikdy neprosadila; nejvíce se hrála samostatně 3. věta Scherzo, která jako jediná neobsahuje citaci rakouské císařské hymny. Při jejím prvním veřejném provedení 28. ledna 1855 se Smetana poprvé představil jako dirigent.
V polovině 50. let Smetanův rodinný život zasáhly vážné rány. Tři z jeho čtyř dcer – Gabriela († 1854, Týn nad Bečvou), Bedřiška († 1855)a Kateřina – zemřely a naživu zůstala pouze Žofie. Smrt hudebně nejtalentovanější dcery Bedřišky otce velmi zasáhla a na její památku zkomponoval svou dosud nejmodernější a nejvýznamnější skladbu, Klavírní trio g moll (1855). Ale i jeho manželku tyto tragédie zdrtily, navíc se u ní začala projevovat tuberkulóza a změna povahy vedla k manželským neshodám.

### VGöteborgu (1856–1861)

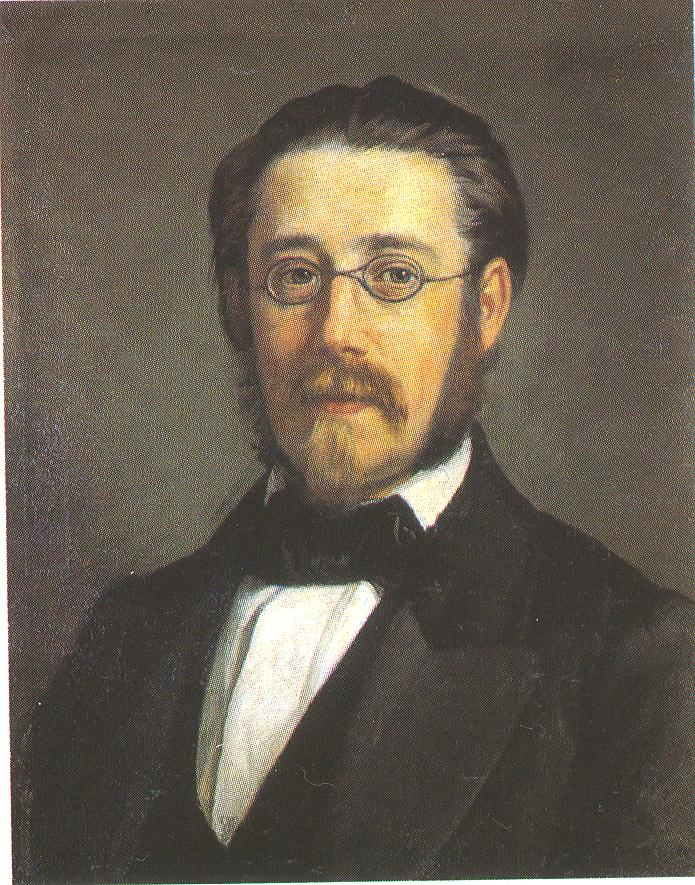
Smetana v době pobytu v Göteborgu. Obraz J. P. Södermarka.

Rodinné ztráty a problémy i nespokojenost s pouhým vyučováním, nemožností získat v Praze význačnější hudební postavení, snižující se příjmy z hudební školy i politicky tíživá situace přispěly k tomu, že Smetana využil příležitosti, kterou mu zprostředkoval pražský klavírní virtuos Alexander Dreyschock. Tomu bylo na turné v severských zemích nabídnuto ředitelství Filharmonické společnosti (Harmoniska sällskapet) ve švédském městě Göteborg. Dreyschock odmítl, doporučil však na místo Smetanu a ten 11. října 1856 odjel do Švédska. Nejprve uspořádal na zkoušku dva klavírní koncerty, již 12. listopadu pak byl přijat za dirigenta Filharmonické společnosti; současně se stal vyhledávaným učitelem hry na klavír pro místní dívky a dámy a vůbec významnou osobností göteborské společnosti.
Göteborg bylo otevřené a prosperující, ale z kulturního hlediska ve srovnání s Prahou velmi provinční město. Orchestr a sbor, které zde měl Smetana k dispozici, byly jen amatérské a i místní hudební vkus byl velmi konzervativní. Pro Smetanu však bylo zdejší působení velmi přínosné: získával zkušenosti jako kapelník a sbormistr po umělecké i praktické stránce a měl – s nutnými ohledy na záliby obecenstva – volnou ruku v dramaturgii, navíc pobíral poměrně vysoký plat ve Filharmonické společnosti i honoráře za klavírní hodiny. Uváděl zde jak klasiky (Händla, Haydna, Mozarta, Beethovena), tak zejména soudobé skladatele: Mendelssohna, Schumanna, Liszta, Chopina, Berlioze, Wagnera, Gadeho, Verdiho, Rubinsteina i některé vlastní skladby.
S moderním hudebním vývojem udržoval Smetana styk především prostřednictvím Liszta. Při návštěvě u něj ve Výmaru v září 1857 slyšel poprvé Lisztovu Faustovskou symfonii a byl novým žánrem programní symfonie neboli symfonické básně fascinován. V průběhu svého pobytu ve Švédsku složil postupně tři symfonické básně: Richard III. na námět tragédie Williama Shakespeara, poté Valdštýnův tábor inspirovaný prvním dílem Schillerovy valdštejnské trilogie a nakonec Hakon Jarl na základě eposu dánského básníka Adama Oehlenschlägera. Jako symfonická báseň byla možná původně zamýšlena i shakespearovská klavírní skizza Macbeth a čarodějnice. V červnu 1859 se pak účastnil významného sjezdu umělců v Lipsku, na němž byl založen Allgemeines Deutsches Musikverein a vyhlášena tzv. novoněmecká škola (neudeutsche Schule) v hudbě. Poté opět navštívil Liszta a slyšel mimo jiné poprvé předehru k Wagnerovu Tristanovi.

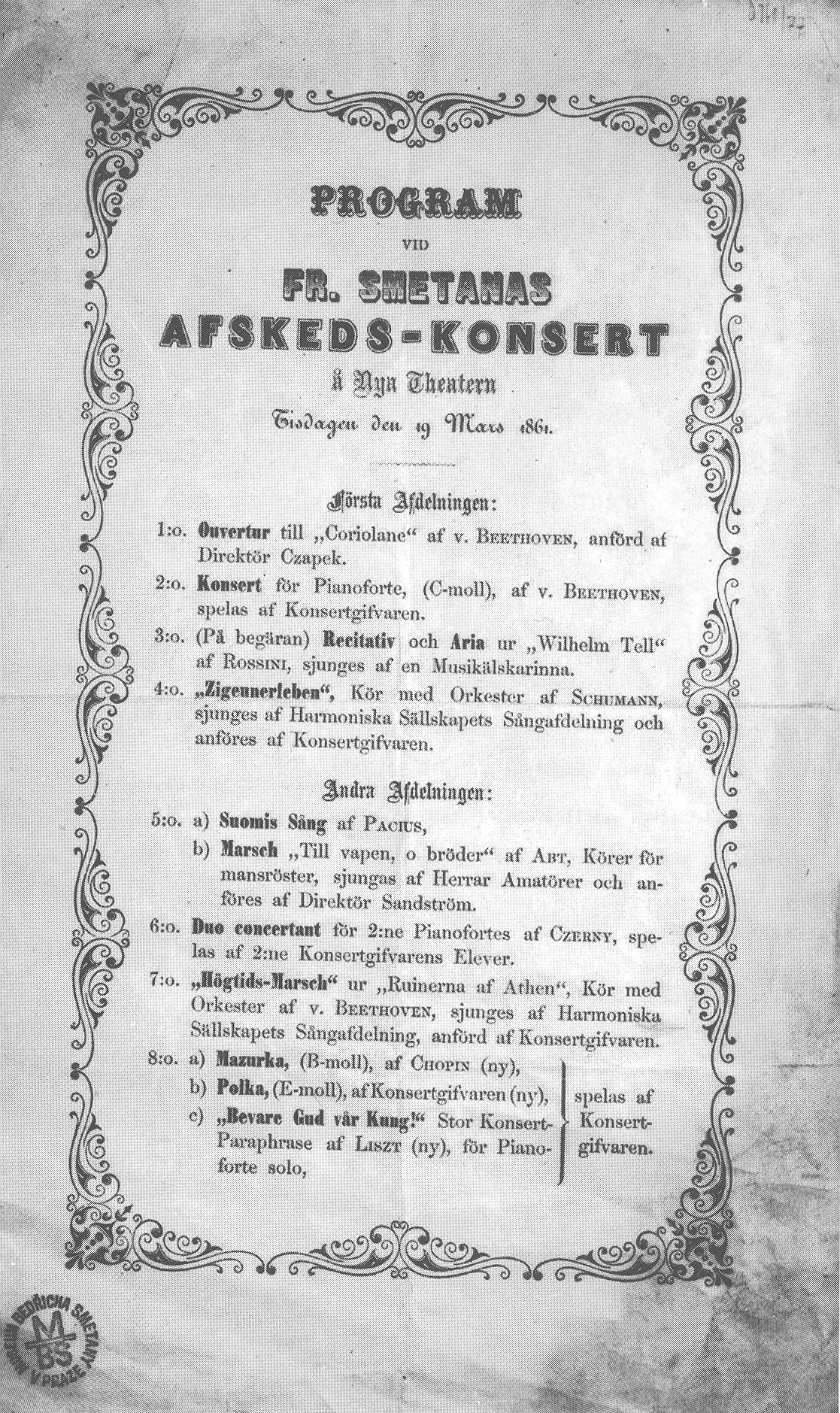
Plakát k rozlučkovému koncertu v Göteborgu 19. března 1861

První rok ve Švédsku strávil Smetana bez rodiny; tehdy navázal dlouholeté přátelství s Fröjdou Beneckovou (roz. Gumpertová, později Rubensová). V létě obvykle navštěvoval Čechy a na druhou sezónu se vrátil na sever s manželkou. Kateřina Smetanová však trpěla depresemi i fyzickou nemocí. V dubnu 1859, při předčasném návratu do Prahy, zemřela cestou v Drážďanech. Léto toho roku trávil Smetana v Chloumku u svého bratra Karla a blíže se seznámil s jeho švagrovou Barborou (Betty) Ferdinandiovou (10. listopadu 1840 Černé Budy – 14. prosince 1908 Luhačovice). Požádal ji o ruku a o rok později, 10. července 1860, se s ní oženil. V mezidobí, v prosinci 1859, vznikla jako dárek pro snoubenku Bettina polka. Brzy se však ukázalo, že manželství bylo omylem: Betty necítila k více než o šestnáct let staršímu skladateli lásku, nepřitahoval ji a neměla porozumění pro jeho talent ani temperament; od poloviny šedesátých let žili již z větší části odděleně. Zejména později v době nemoci Smetana odcizením a nezájmem své ženy velmi trpěl. Z manželství se narodily dvě dcery, Zdeňka (25. září 1861) a Božena (19. února 1863). Smetana si podržel nejužší vztah ke své dceři z prvního manželství Žofii, od 3. ledna 1874 provdané za lesníka Josefa Schwarze.
V této době již začínal být nespokojen se svým švédským působištěm. Byl tu jednak stesk po domově, jejž nejlépe vyjádřil v cyklu čtyř polek nazvaném Souvenirs de Bohême en forme de polkas (1859/60). Jeho deníkové zápisy i korespondence svědčí o zintenzivnění vlasteneckého přesvědčení; z popudu dr. Jana Ludevíta Procházky v roce 1860 složil svůj první sbor na český text Píseň česká. Současně však toužil naplnit své širší umělecké ambice: „Nemohu se zahrabat v Göteborgu; musím se vynasnažit, aby se mé skladby dostaly do veřejnosti, aby mně byla dána příležitost k nové činnosti a popud k rozsáhlejší práci. Proto jen ven do světa, a to co nejdříve!“ (zápis v deníku z 31. března 1861).
Se Švédskem se rozloučil sérií koncertů v březnu až květnu roku 1861 (Stockholm, Norrköping, Göteborg) a hudebně též kompozicí koncertní etudy Vid strandem (Am Seegestrande, Na břehu mořském). Návrat do Čech nebyl zprvu definitivní, Smetana se naposledy pokusil prosadit jako klavírní virtuos vystoupeními v Německu a Nizozemsku, avšak s finančním neúspěchem, který musel zhojit novým kratším pobytem v Göteborgu (březen až květen 1862). Veškerou svou další činnost již soustředil na Prahu.

### Zpět vPraze (1861–1866)

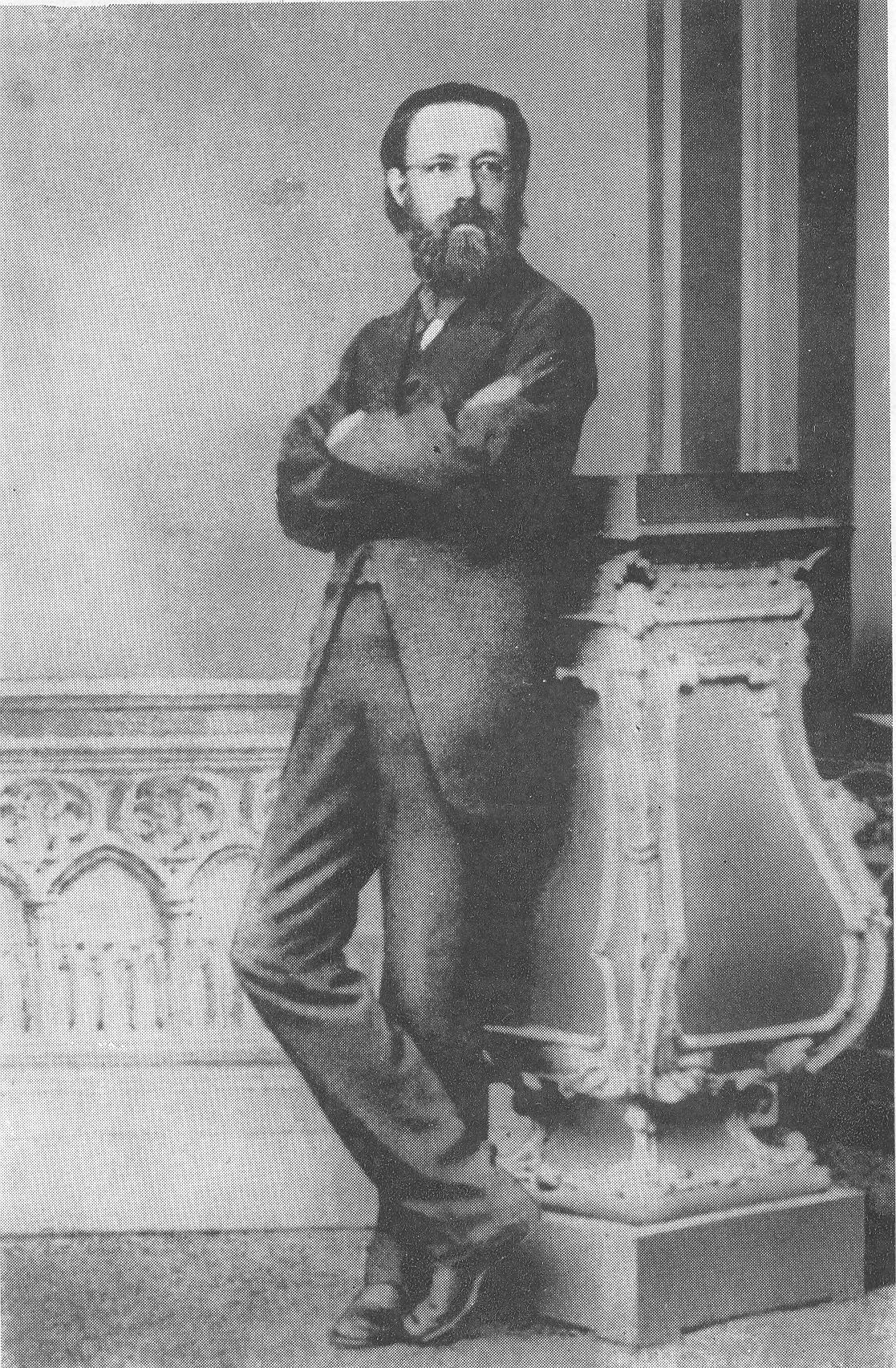
Smetana počátkem 60. let 19. století

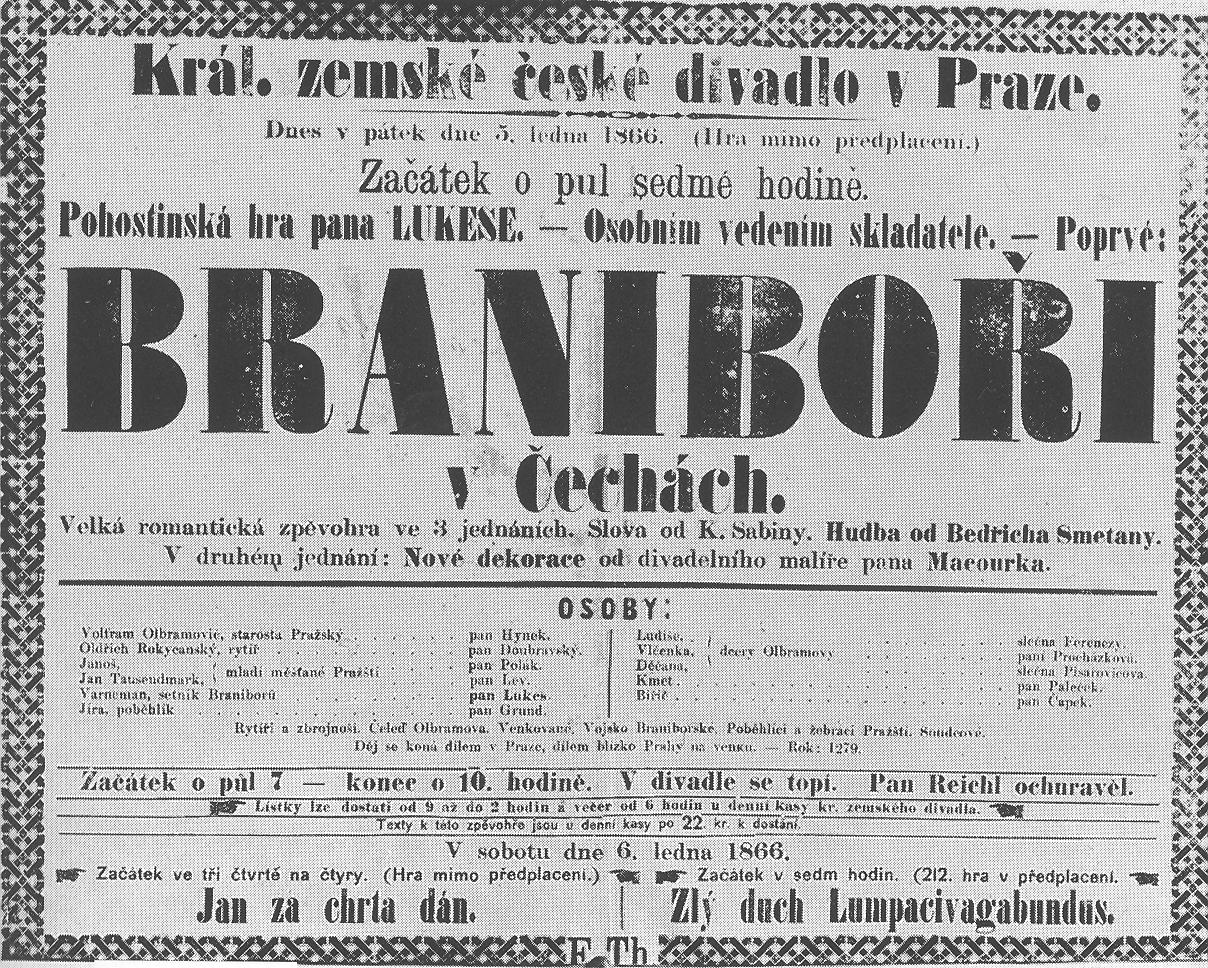
Vývěska k premiéře opery Braniboři v Čechách, 1866

Jedním z důvodů, proč Smetana opustil zajištěné postavení ve Švédsku a vrátil se do vlasti, bylo znatelné politické a společenské uvolnění po publikaci Říjnového diplomu. Smetana se činně zapojil do společenského i uměleckého života. Svým žákem a přítelem Janem Ludevítem Procházkou byl uveden do Měšťanské besedy a začal navštěvovat také významné úterní schůzky české inteligence u knížete Rudolfa Thurn-Taxise. Spoluzakládal Uměleckou besedu a 28. ledna 1863 byl zvolen prvním předsedou jejího hudebního odboru. V té době také usilovně zdokonaloval svou psanou i mluvenou češtinu (pocházel sice z česky mluvící rodiny, ale dosud veškeré jeho vzdělání a téměř veškerý společenský kontakt probíhaly v němčině). Politicky se brzy přiklonil k mladočeské frakci Národní strany a soupeření mladočechů se staročechy značně ovlivňovalo celou jeho další kariéru.
Se zvláštním zájmem sledoval přípravu otevření prvního českého stálého profesionálního divadla v Praze, Prozatímního divadla. Smetana se v něm hodlal ucházet o místo prvního kapelníka a připravoval si k tomu půdu. Protože byl v Praze jako dirigent a skladatel neznámý, představil se dvěma koncerty ve vlastní režii, málo navštíveným a kriticky nejednoznačně přijatým orchestrálním koncertem na Žofíně 5. ledna 1862, kde premiéroval Richarda III. a Valdštejnův tábor, a úspěšnějším klavírním recitálem v Konviktu 18. ledna. Při obsazování kapelnického místa nového divadla však byla dána přednost osvědčenému a zkušenému profesionálovi, dosavadnímu druhému kapelníkovi Stavovského divadla Janu Nepomukovi Maýrovi. Rovněž jeho úsilí o získání místa ředitele pražské konzervatoře po J. B. Kittlovi, který byl pro alkoholismus nucen v dubnu 1865 své místo opustit, nepřineslo výsledky (jmenován byl dosavadní ředitel varhanické školy Josef Krejčí); neuspěl ani se žádostí o rakouské umělecké stipendium. Pro obživu tedy k 1. září 1863 založil s přítelem, sbormistrem a skladatelem Ferdinandem Hellerem, hudební školu v paláci Lažanských.

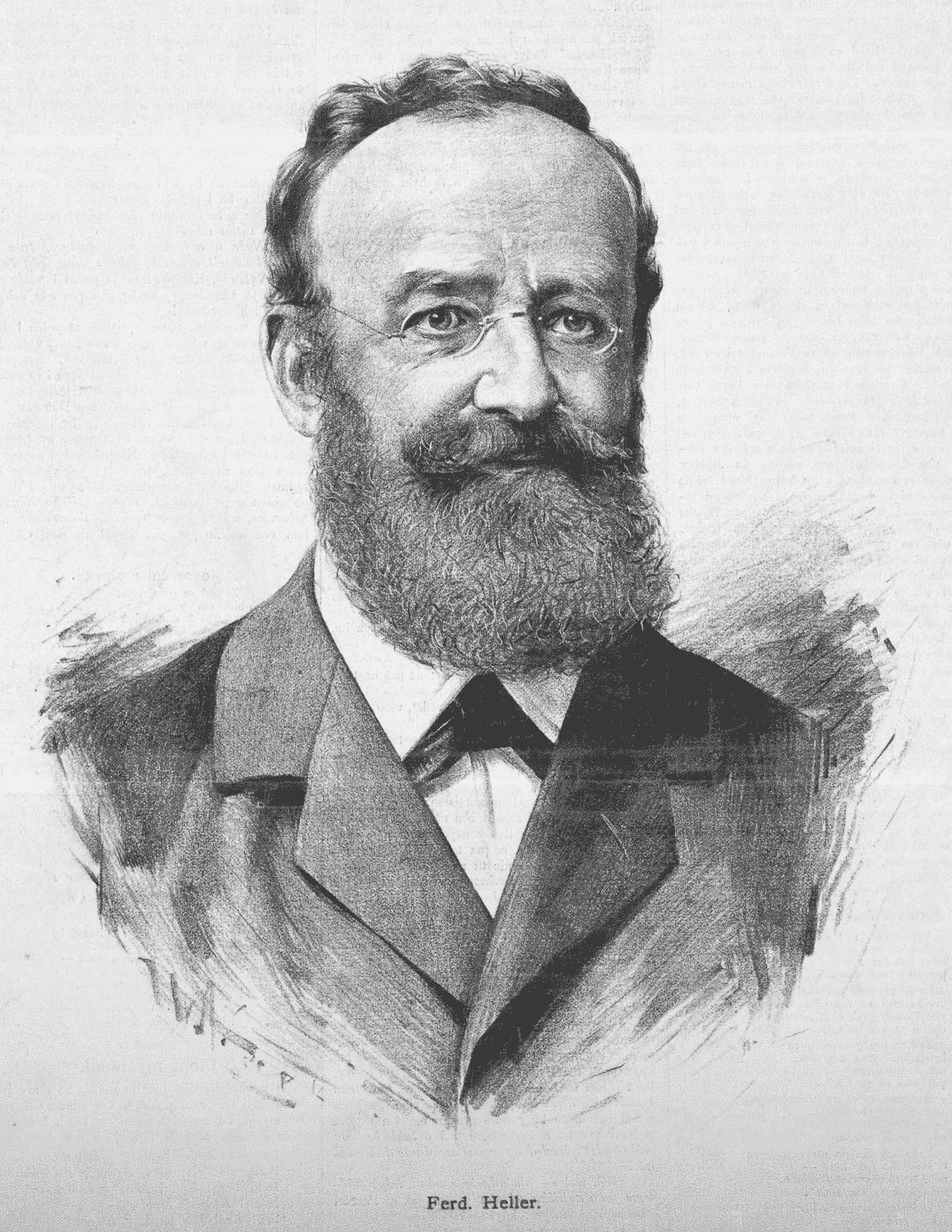
Smetanův přítel a spolupracovník Ferdinand Heller (portrét Jana Vilímka, 1887).

Svou výkonnou uměleckou činnost v té době Smetana soustředil do své funkce sbormistra Hlaholu (30. října 1863 – 7. července 1865) a do práce v Umělecké besedě, kde sestavoval a řídil její hudební podniky, především velkou shakespearovskou slavnost 23. dubna 1864 a sérii abonentních koncertů v sezóně 1864/65 s ambiciózním programem, ale končící značným schodkem. Jedním z vrcholů jeho organizační a dirigentské činnosti v tomto období byla pražská premiéra Lisztova oratoria Legenda o svaté Alžbětě. Vedle toho psal především do Národních listů kritiky hudebního života (opery v Prozatímním divadle i koncertů), ale také všeobecné programové úvahy jak o koncertní činnosti (O našich koncertech, Slavoj 1. října 1862), tak o opeře (Národní listy 4. června a 15. a 22. července 1864). Na opeře v Prozatímním divadle kritizoval zejména repertoár neodpovídající společenské a výchovné funkci divadla, ale také různé, z uměleckého hlediska škodlivé provozní zvyklosti, jako častá benefiční představení a hostování, málo zkoušek, neopodstatněné škrty v operách, nevhodné kombinování děl nebo zábavná meziaktní intermezza.
Z kompozic v této době byly některé spojeny s jeho činností v Hlaholu (sbory Tři jezdci 1862 a Odrodilec 1864) a Umělecké besedě (slavnostní pochod k shakespearovské slavnosti). Hlavní úkol však od návratu ze Švédska spatřoval v práci na české opeře. V únoru 1862 prostřednictvím J. L. Procházky zakoupil od Karla Sabiny libreto k historické opeře Braniboři v Čechách. Práci na ní dokončil 23. dubna 1863 a stihl tedy (odloženou) uzávěrku operní soutěže vyhlášené hrabětem Janem Harrachem. Současně ji nabídl Prozatímnímu divadlu. První kapelník Maýr (jenž se Harrachovy soutěže účastnil s vlastní operou) však Branibory dlouho odmítal uvést, proto byli přijati proti jeho vůli až v roce 1865 po nástupu ředitele Franze Thomého, přičemž je nastudoval a řídil sám skladatel a premiéra se konala 5. ledna 1866. Velmi úspěšné přijetí u obecenstva i u kritiky upevnilo Smetanovo postavení jako jednoho z vedoucích českých skladatelů a vedlo k tomu, že Harrachova komise s výhradami přiznala Braniborům v Čechách 28. března 1866 první cenu 600 zlatých.
Bezprostředně po dokončení Braniborů požádal Smetana Sabinu o libreto ke komické opeře. Sabina první verzi libreta Prodané nevěsty dodal 5. července 1863, již 18. listopadu 1863 měla premiéru předehra, celá kompozice byla dokončena 15. března 1866. Po úspěchu Braniborů byla nová opera – tehdy ještě ve dvou jednáních a s mluvenými dialogy – zařazena na program Prozatímního divadla bez odkladu. Premiéra 30. května 1866 však nebyla příliš úspěšná, zejména v důsledku bezprostředně hrozící prusko-rakouské války. Mnoho Pražanů se uchylovalo na venkov (následoval je i Smetana obávající se, že jej Prusové jakožto autora Braniborů v Čechách zastřelí) a nedostatek diváků vedl k finančnímu kolapsu Prozatímního divadla. Situace se však vyvinula ve Smetanův prospěch: vedení divadla převzalo nově utvořené družstvo s převládajícím mladočeským vlivem, které od 13. září 1866 nahradilo staročeského prvního kapelníka Maýra mladočechem Smetanou. Následující reprízy Prodané nevěsty již byly přijímány stále nadšeněji; v partituře však probíhaly nadále podstatné změny a teprve roku 1870 byla představena konečná, dnešní verze.

### Kapelníkem Prozatímního divadla (1866–1874)

#### Vlastní kapelnická činnost

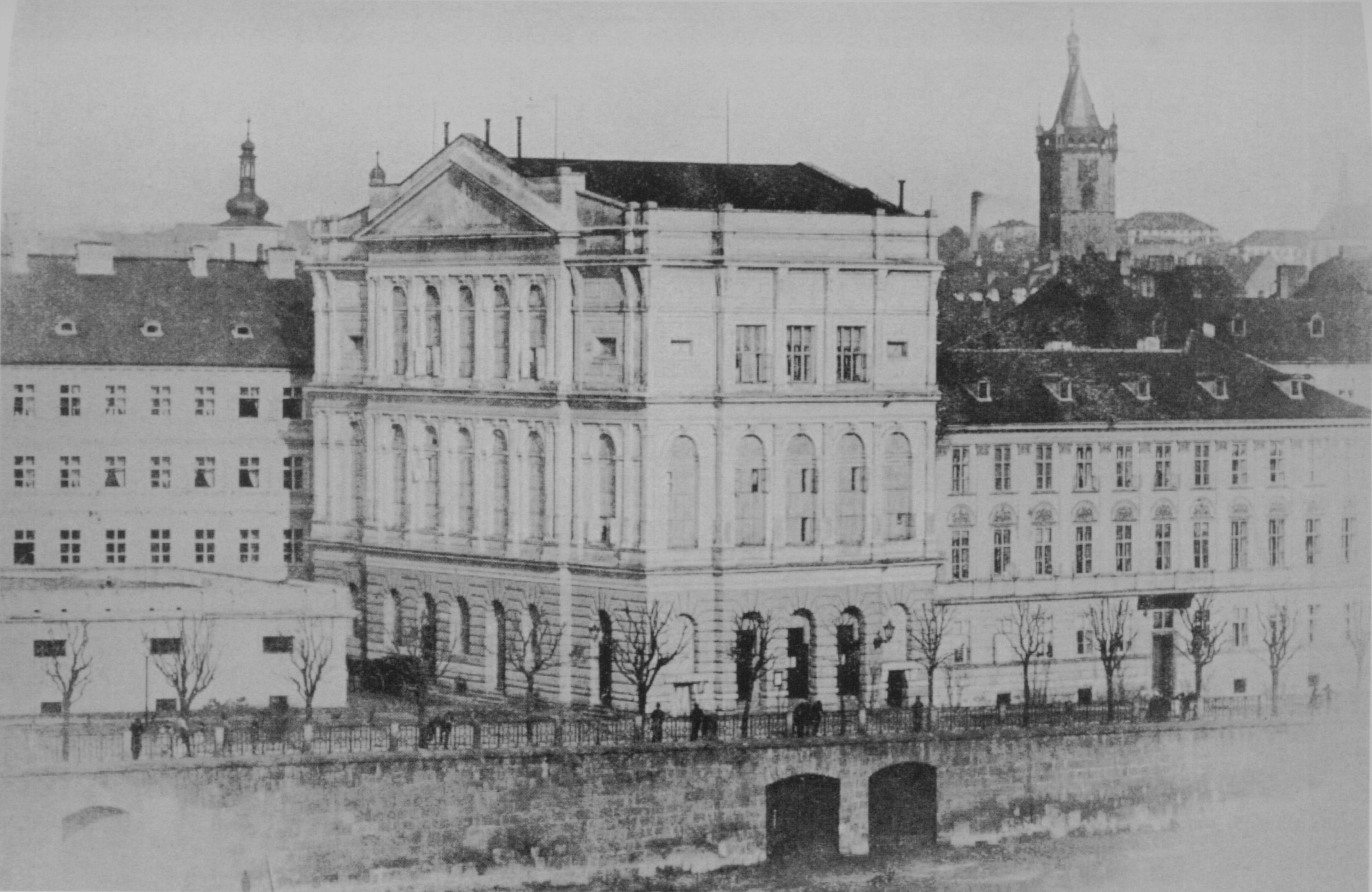
Budova Prozatímního divadla, 1864

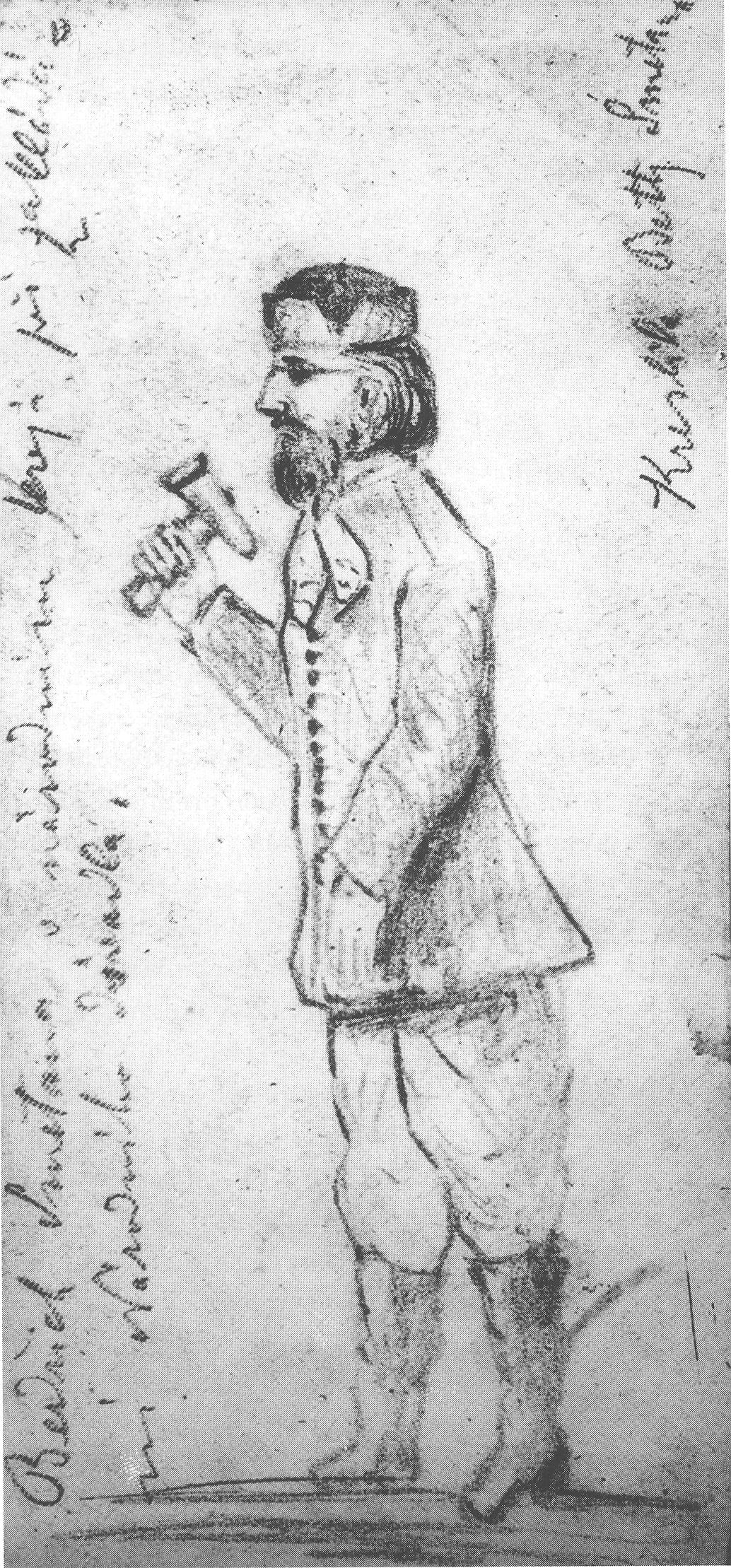
Smetana poklepává na základní kámen Národního divadla. Kresba Betty Smetanové.

Smetana přebíral kapelnickou funkci s programem učinit Prozatímní divadlo „centrálním střediskem veškerého domácího světa uměleckého“. V duchu Lisztova působení ve Výmaru zde chtěl postupně uvést „všechna mistrovská díla světová v nejpřesnější reprodukci“, současně však pěstovat zárodky svébytné národní hudební kultury. Operu přebíral v poměrně konsolidovaném stavu, jeho působení však bylo omezováno týmiž faktory jako za Maýra a Smetana musel z řady svých zásad slevovat. Stísněné prostory divadla značně omezovaly inscenační možnosti, orchestr zůstával již velikostí orchestřiště omezen na 35 členů, podobně i sbor. Pěvecký soubor byl nevyrovnaný a podléhal četným fluktuacím, z nichž nejkontroverznější bývaly odchody do pražského německého divadla (Václav Dobš, Vojtěch Šebesta), cenné síly však odešly také do Ruska (Antonín Barcal, Josef Paleček); zejména obory dramatického tenoru a sopránu byly dlouhodobě neobsazeny. Smetana měl zásluhu na konsolidaci a rozvoji operního baletu: v roce 1868 byla při divadle zřízena baletní škola, již vedla nově jmenovaná baletní mistryně Marie Hentzová. Podobně usiloval o zlepšení divadelní režie a zasadil se o přijetí prvního operního režiséra Prozatímního divadla, významného zastánce jevištního realismu Edmunda Chvalovského. Od roku 1867 byl Smetanovi po ruce spolehlivý druhý kapelník Adolf Čech, zato další kapelníci, kterými byli často významní hudebníci a skladatelé (Karel Šebor, Vojtěch Hřímalý, Karel Bendl), odcházeli mnohdy záhy, protože se nedokázali vedle Smetany (a Čecha) uplatnit jako samostatné osobnosti.

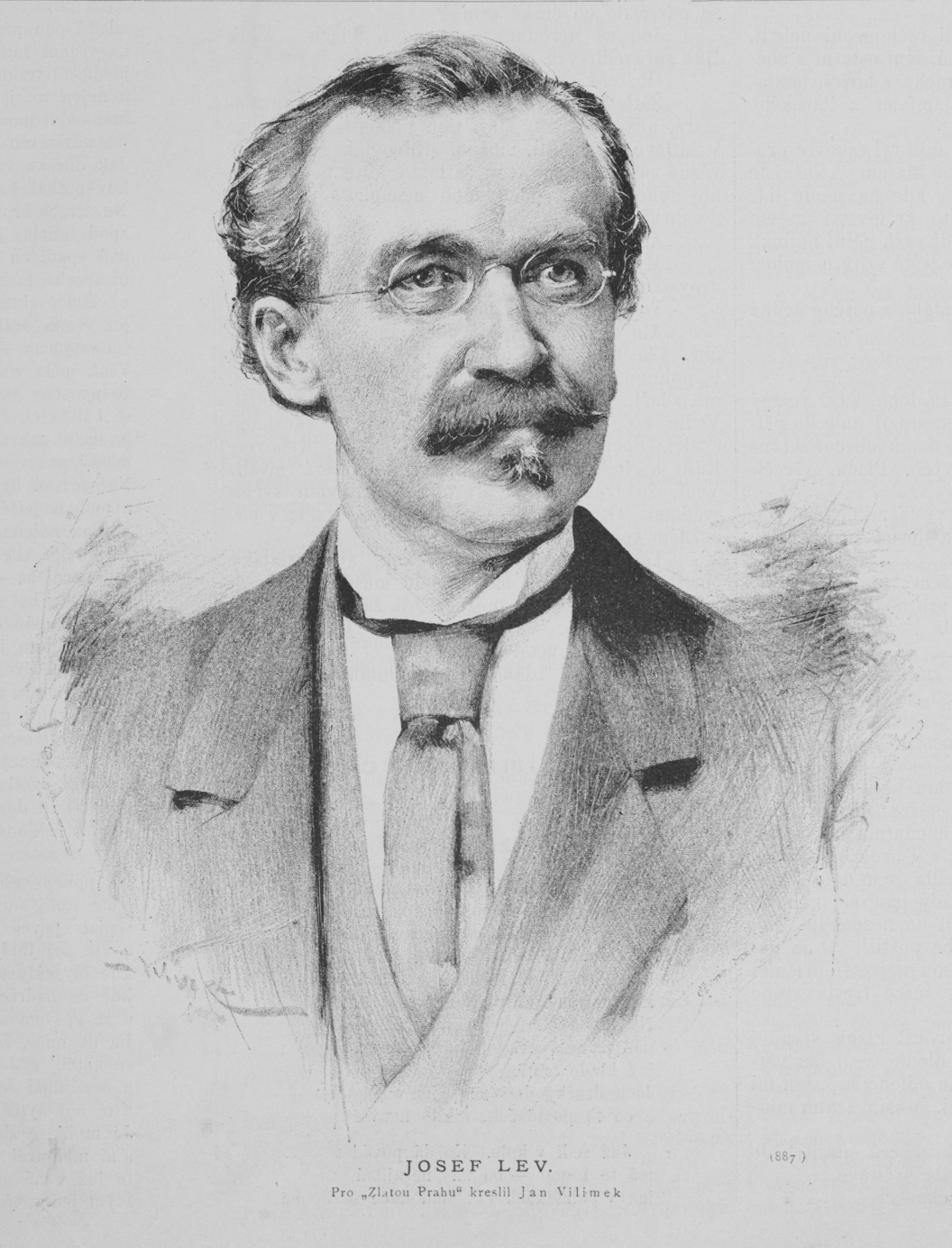
Barytonista Josef Lev byl jednou z nejvýznamnějších pěveckých osobností Smetanovy éry. Skladatel pro něj napsal několik rolí. Portrét Jana Vilímka z roku 1884.

Již J. N. Maýr uvažoval o zřízení operní pěvecké školy při divadle. Podrobný návrh podal roku 1868 pěvecký pedagog František Pivoda. Byl však odmítnut, z finančních důvodů i pro rozdílnost uměleckých záměrů Smetany a Pivody; ten tedy založil soukromou školu. Smetana nakonec prosadil otevření operní školy při divadle v lednu 1873 a její provoz začal v září. 1. července 1874 se konal první žákovský koncert, v následujícím roce však po odchodu Smetany škola zanikla. Jejím nástupcem se stala soukromá škola J. L. Lukese.
Svůj dramaturgický program mohl Smetana realizovat jen v omezené míře. Limitovaly ho přitom nejen provozní a finanční otázky. Víra v obecenstvo, které spontánně rozeznává a přijímá předkládané umělecké hodnoty, musela ustoupit ohledům na konzervativní vkus pražského publika, jež dávalo přednost výpravným, zábavným nebo pěvecky efektním představením. Velkému zájmu se těšila opereta, zejména díla Offenbachova, Suppého a Zajcova. Smetana se snažil tuto vlnu korigovat a vzdělávat vkus lidového diváka uváděním děl „malých mistrů“ francouzské komické opery (Auber, Adam, Hérold, Boieldieu, Halévy, Grisar, Gevaert). Francouzská velká opera zůstávala významným a nevyhnutelným žánrem, Smetana však do Prozatímního divadla zavedl lyričtější a neokázalejší díla Charlese Gounoda, jemu zvláště blízkého.

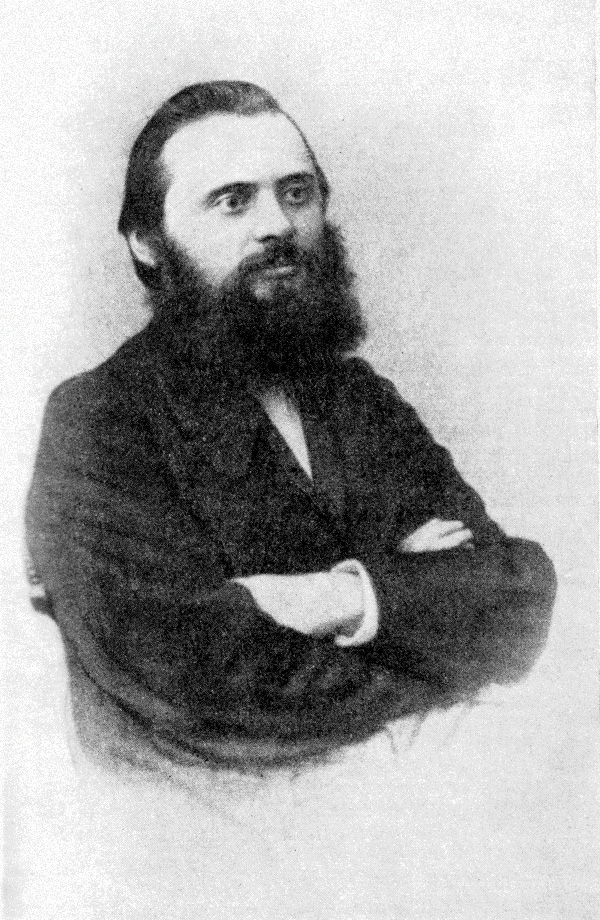
Ruský skladatel a dirigent Milij Alexejevič Balakirev, 60. léta 19. století

Oblíbený, ale stylově zastarávající belcantový repertoár vážné opery (Donizetti, Bellini) nerušil, ale ani příliš nerozšiřoval. Raději uváděl pozdní Verdiho díla, velmi si cenil Rossiniho a dbal o větší zastoupení italské komické opery od Cimarosova Tajného manželství přes Donizettiho Dona Pasquala a Rossiniho Lazebníka sevillského a Popelku po Kryšpína a kmotru bratří Ricciů, uvedenou na české jeviště oblíbenou hostující zpěvačkou Giuseppinou Vitelliovou. Své představě o výchovném poslání národního divadla Smetana dostál nejvíce v klasickém německém repertoáru. Na pražskou kulturní tradici odkazovala nejen hudebně co nejpečlivější nastudování oper Gluckových a Mozartových, ale i nově uvedený Beethovenův Fidelio. Málo úspěšný byl pokus o rozšiřování slovanského repertoáru. V lednu 1867 navštívil Prahu Milij Alexejevič Balakirev, který zde řídil Glinkův Život za cara a nově nastudoval Ruslana a Ludmilu. Jeho práce však, mimo jiné kvůli změně praktikovaných škrtů v partituře, vyústila v konflikty s uměleckým souborem Prozatímního divadla a nepřátelství se Smetanou. Lépe dopadla v květnu téhož roku návštěva Stanisława Moniuszka, jehož Halku Smetana nastudoval, inscenace však publikum nezaujala a byla kritizována i v polském tisku. Více slovanských oper Smetana neuvedl.
Velkou část novinek v této době tvořila díla českých skladatelů. Smetana uváděl starší díla žijících skladatelů (J. N. Škroup, Skuherský, Měchura), ale též mladších skladatelů (Šebor, Bendl, Blodek, Rozkošný, Fibich). Dvořákova první česká opera Král a uhlíř se však ve své první verzi za Smetany na jeviště nedostala, přestože již byla zkoušena.
Ani v inscenační praxi se Smetanovi nepodařilo odstranit všechny nešvary, které dříve divadlu vytýkal. Oblíbená hostování cizích umělců, kteří si volili vesměs efektní úlohy ze známých, až ohraných oper, přispívala k repertoárové stagnaci; navíc zpívali i v českých představeních v cizích jazycích a dovolovali si nejrůznější manýry. Rovněž systém beneficí (představení podle volby účinkujících se zvláštním výdělkem v jejich prospěch) narušoval soustavné dramaturgické snahy. I v otázce inscenačních škrtů v operách, které Smetana u Maýra často kritizoval, ukazují zachované prameny, že se ve skutečnosti oba kapelníci nijak významně nelišili.
Jako dirigent se Smetana uvedl 28. září 1866 Weberovým Čarostřelcem. Sám dirigoval vedle svých oper většinou vážné opery všech národních škol včetně českých novinek, zatímco většinu italského repertoáru a obecně komické opery (s výjimkou Mozarta, Rossiniho a Ricciů) a operety přenechával zejména svému druhému kapelníkovi Adolfu Čechovi. Vedle dirigování v divadle využil dostupnosti orchestru od sezóny 1869/70 k pořádání symfonických koncertů, na nichž prosazoval náročnější nebo modernější repertoár včetně děl domácích umělců: uvedl na nich např. Dvořákovu předehru k opeře Král a uhlíř, jeho symfonii č. 3 Es dur nebo Fibichovu symfonickou báseň Othello. Od sezóny 1870/71 se koncertů účastnili i členové orchestru německého Stavovského divadla a od roku 1873 jejich pořádání zaštiťoval penzijní spolek orchestrů obou divadel „Filharmonie“, přičemž v dirigování se Smetana střídal s prvním kapelníkem německého divadla Ludwigem Slanskym.
Jako první kapelník Prozatímního divadla zastával Smetana významné společenské postavení a účastnil se řady národně politických akcí. Tak se v červenci 1868 účastnil národní pouti do Kostnice nebo v roce 1870 pouti do Borové při příležitosti odhalení Havlíčkovy pamětní desky. Nejvýznamnější pro něj byla slavnost položení základních kamenů Národního divadla 16. května 1868. Při poklepu na kámen pronesl Smetana později proslavené heslo „V hudbě život Čechů“, dokládající zvláštní význam hudby v procesu české národní emancipace v 19. století.

#### Kompozice zdoby kapelnictví
Smetanova skladatelská činnost ani v době kapelnického vytížení neustoupila stranou. Soustředila se pochopitelně na operu. Ihned po dokončení práce na Prodané nevěstě začal Smetana pracovat na Daliborovi, tragické opeře z českých dějin na původně německé libreto Josefa Wenziga. Celá opera pak byla v partituře hotova 29. prosince 1867. Premiéra se konala 16. května 1868, v den položení základních kamenů Národního divadla; předcházela jí rovněž Smetanova Slavnostní předehra C dur a proverb J. J. Kolára Věštba Libušina. Premiérové přijetí bylo příznivé, ale již při první repríze se nedostávalo diváků. Rovněž kritika byla i od Smetanových přívrženců spíše zdrženlivá (J. L. Procházka), jeho odpůrci ji ve staročeském tisku odsoudili jako nenárodní a wagnerovskou. Ani revize na základě kritických připomínek provedená roku 1870 nezvýšila oblibu díla a pro Smetanu byl neúspěch této opery, na níž si velice zakládal, doživotním zklamáním.

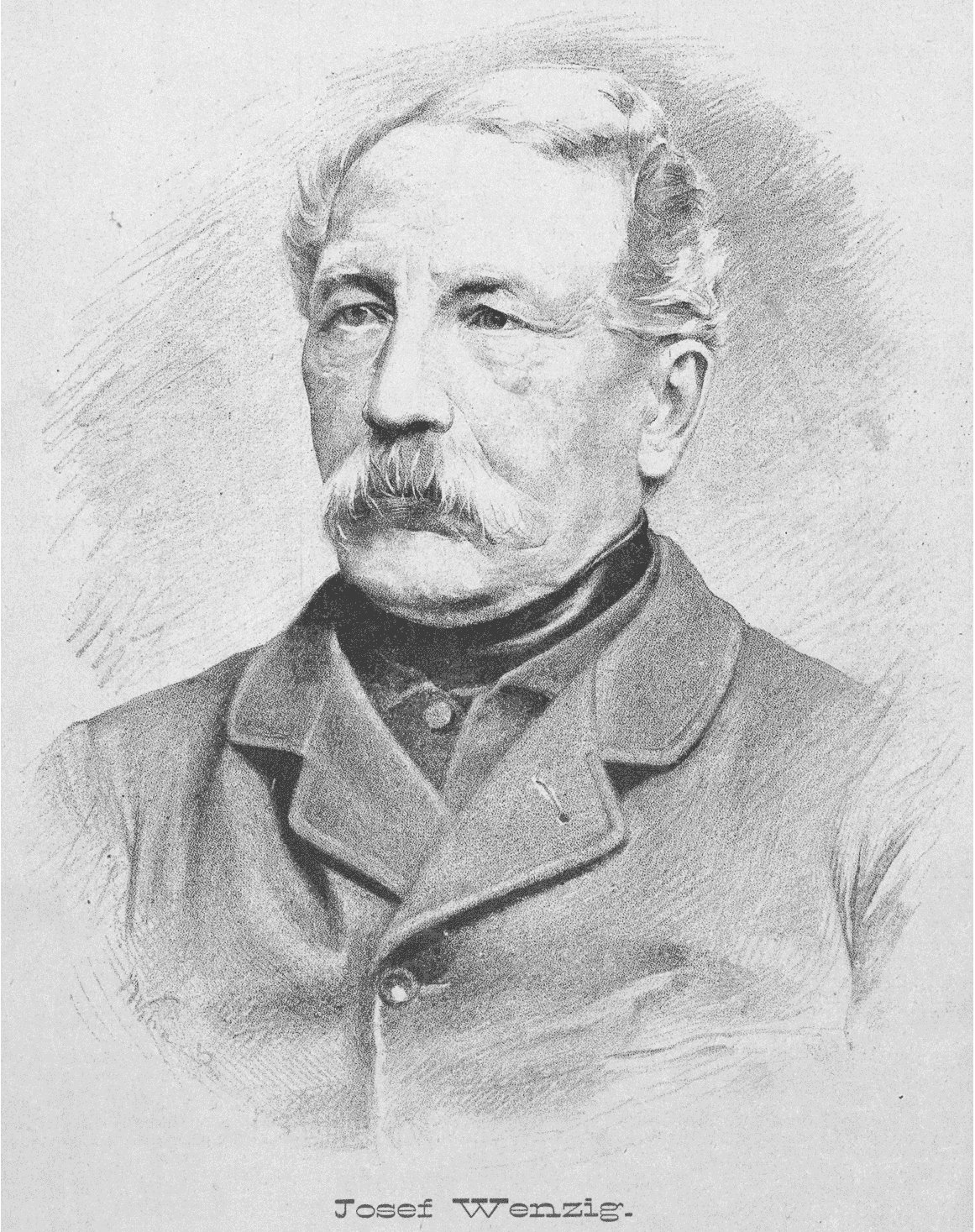
Josef Wenzig, libretista Dalibora a Libuše. Portrét Jana Vilímka z roku 1883.

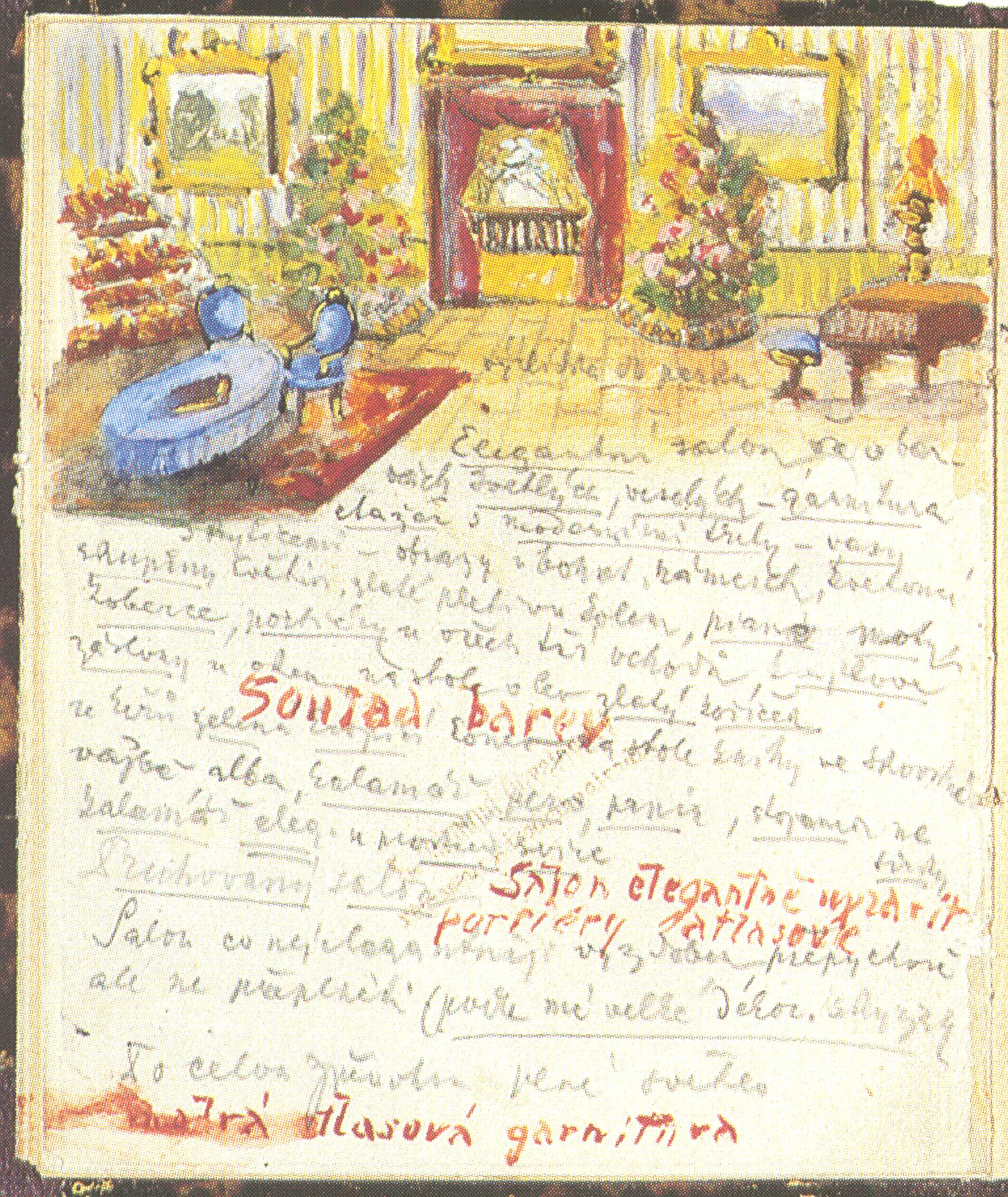
Nákres a poznámky režiséra Edmunda Chvalovského k první inscenaci opery Dvě vdovy v roce 1874

Koncem šedesátých let se vedle revizí Prodané nevěsty a Dalibora začal zabývat Libuší, slavnostní operou opět na libreto Wenziga a Špindlera. Libreto obdržel roku 1868, kompozici začal následujícího roku a dokončil ji 12. listopadu 1872. Tato práce, spíše tableau neboli Smetanovými slovy „hudebně dramatické uživotnění“ než standardní opera, byla původně určena k zamýšlené korunovaci císaře Františka Josefa I. českým králem. Když z ní však po ztroskotání fundamentálních článků roku 1871 definitivně sešlo, určil ji Smetana pro otevření „velkého národního divadla“ a její uvedení odložil. V Libuši neustoupil Smetana svým kritikům v otázce „wagnerismu“; naopak tato programově nacionální opera je nejbližší koncepci wagnerovského hudebního dramatu a právě v době její kompozice Smetana jel několikrát do Mnichova, aby tam viděl Wagnerovy Tristana a Isoldu, Zlato Rýna a Valkýru. Naopak velmi vážně vzal připomínky, které k deklamaci češtiny mj. ve Smetanových operách formulovala Eliška Krásnohorská. Navázal kontakt s mladou básnířkou, kterou již znal ze ženské sekce Hlaholu i jako sestru Jaroslava Pecha, učitele na Smetanově a Hellerově ústavu, a přihlížel k jejím názorům již při kompozici Libuše. Navíc od ní získal dvě nová libreta: roku 1870 Lumíra, kterého si však Krásnohorská sebekriticky vyžádala zpět, a Violu, jejíž libreto obdržel roku v červnu 1871 a prozatím ji odložil.
Pod výčitkami skladatelské nečinnosti (že totiž za svého kapelnictví složil jen jednu neúspěšnou operu) Smetana jednak nechal veřejně provést některé úryvky z Libuše, z nichž zejména předehra pronikla i do zahraničí, jednak se bezprostředně po jejím dokončení pustil do nové, méně náročné komické opery ve dvou jednáních s mluvenými dialogy. Libreto k novému dílu nazvanému Dvě vdovy mu napsal Emanuel František Züngel podle francouzské salónní komedie Jeana-Pierra Mallefilla, která se hrála v Praze německy od roku 1862 a v Züngelově českém překladu od roku 1868. Smetana na ní pracoval se zaujetím a velmi rychle od 16. července 1873 do 15. ledna 1874. Velmi úspěšná premiéra se konala 27. března 1874, ale kritika opět diskutovala o „wagnerismu“ této opery a po slibném rozběhu reprízy vázly.
Práci na operách v tomto období ustoupila téměř veškerá další Smetanova skladatelská činnost, až na pár menších příležitostných skladeb jako právě Slavnostní předehra k položení základních kamenů Národního divadla (1868), hudba k živým obrazům pro dobročinné slavnosti české šlechty Rybář a Libušin soud (1869) a sbory Rolnická a Česká píseň (1868) pro spolek Hlahol.

#### Spory o Smetanovu činnost a dílo

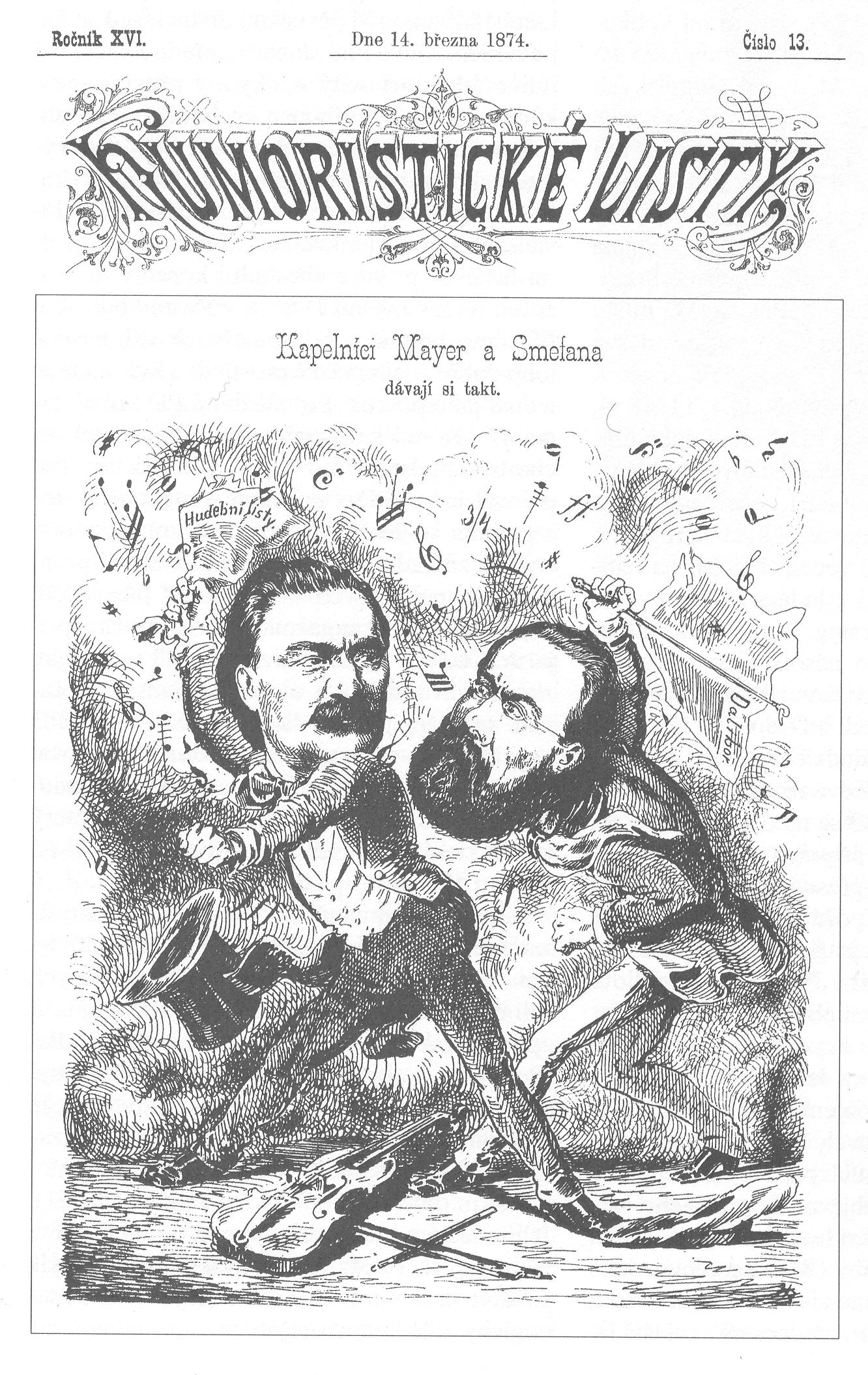
Kapelníci Mayer a Smetana dávají si takt. Kresba v Humoristických listech ze 14. března 1874.

Smetanovo působení v kapelnické funkci, jeho tvorba i samotná osoba se staly předmětem rozsáhlých a vzrušených polemik vedených v denících i odborném tisku, později nazývané „boje o Smetanu“. První střet se týkal již Smetanových aspirací na kapelnické místo po úspěchu Braniborů, avšak nejintenzivnější fáze spadá do první poloviny 70. let. Tyto spory měly několik prolínajících se rovin.
V prvním plánu to byly osobní animozity: proti Smetanovi vystupovali lidé, kteří se s ním střetli v profesionálním životě. Patřil mezi ně kapelník J. N. Maýr, sesazený ve prospěch Smetany, jenž se neúčastnil sporů přímo, avšak zůstával vážným kandidátem na Smetanovo místo. Další protivníci se rekrutovali z řad Smetanových dřívějších příznivců. Pěvecký pedagog František Pivoda se s ním definitivně rozešel v době, kdy Smetana z důvodů rozdílných uměleckých názorů nepodpořil Pivodův plán operní školy při Prozatímním divadle. Nevraživost spisovatele a překladatele Jindřicha Hanuše Böhma souvisí se Smetanovým odmítnutím komponovat na Böhmovo libreto Zakletý princ; houslista a skladatel Vojtěch Hřímalý nenacházel vedle Smetany v divadle jako kapelník i skladatel očekávané uplatnění. Na opačné straně se vedle samotného Smetany – který veřejně reagoval jen zřídka a velmi nediplomaticky – do polemik zapojoval zejména spisovatel a novinář Jan Neruda, hudební kritik Jan Ludevít Procházka a estetik Otakar Hostinský.
Spory o Smetanovo působení se vedle toho zařazovaly do prudkého politického boje mezi frakcemi staročeskou a mladočeskou, které mezi sebou mimo jiné soupeřily o vliv v Prozatímním divadle jakožto jedné z nejvýznamnějších národních institucí. Smetana se hlásil k mladočeské skupině, jeho přítelem byl pozdější předseda mladočeské strany Karel Sladkovský a prosmetanovské články vycházely zejména v mladočeském deníku Národní listy. Jeho odpůrci se soustřeďovali ve staročeské straně, jejíž vůdce František Ladislav Rieger byl i v uměleckých otázkách Smetanovým oponentem; ze Smetanova příznivce v odpůrce se změnil i vydavatel Jan Stanislav Skrejšovský. Protismetanovské příspěvky proto vycházely ve staročeských listech Pokrok, Osvěta a německy psané Politik. Hudební listy, založené v roce 1870, patřily původně mezi Smetanovy zastánce. Když je však koncem roku 1872 převzal Skrejšovský, šéfredaktor J. L. Procházka odešel a nahradil jej nejprve formálně skladatel Josef Richard Rozkošný a záhy přímo František Pivoda. Největší polemiky poté probíhaly právě mezi Pivodovými Hudebními listy a Procházkovým nově založeným časopisem Dalibor.

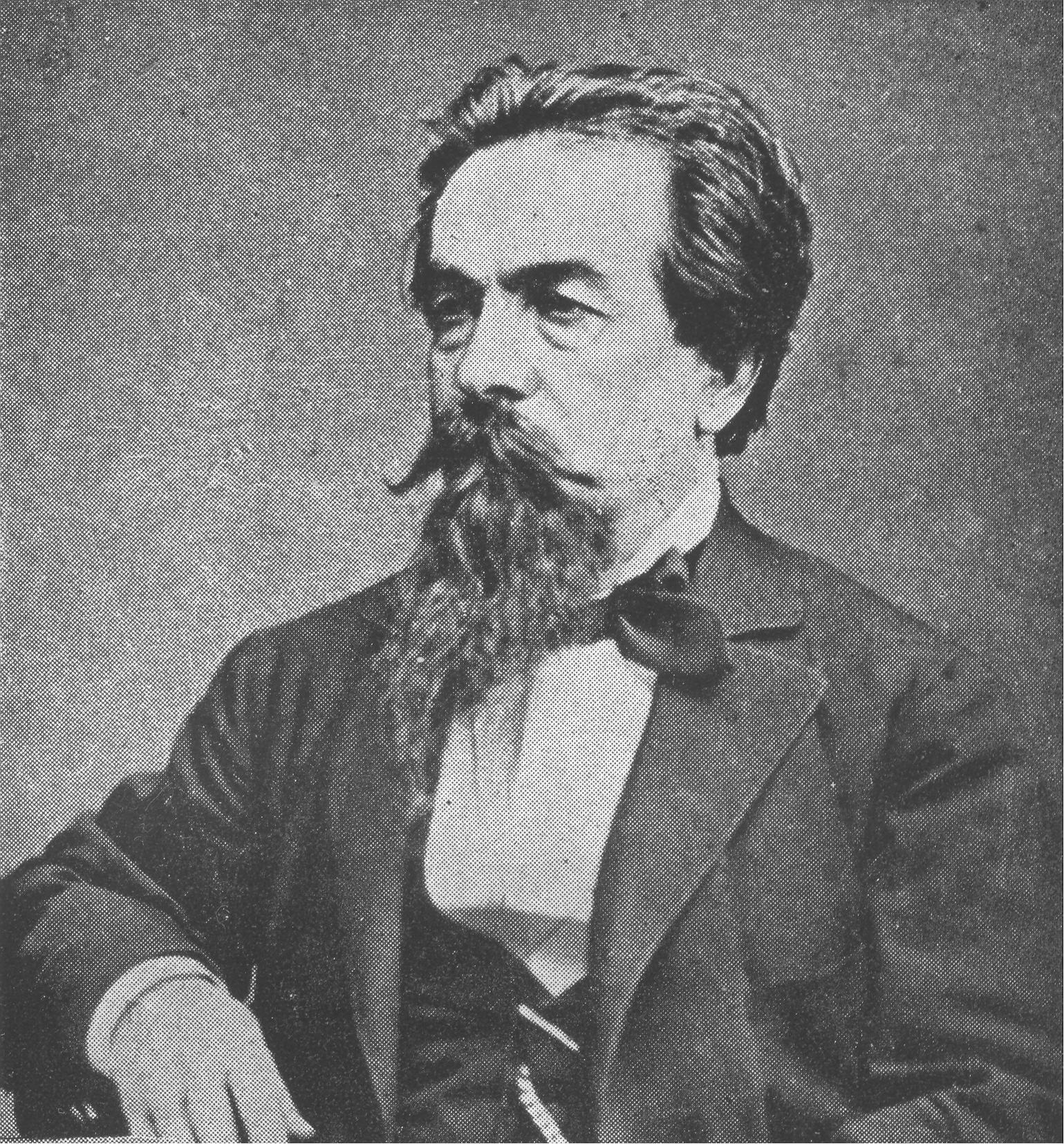
Smetanův hlavní odpůrce, pěvecký pedagog František Pivoda

Smetanovi byly činěny nejrůznější výčitky spojené s provozem divadla (prosazování vlastních oper na úkor jiných českých skladatelů, proněmecká orientace repertoáru, „enormní“ gáže, nedostatečně energické vedení souboru, favoritismus mezi sólisty…). V prosinci 1872 zveřejnilo 68 abonentů Politik otevřený dopis, kterým žádali o nahrazení Smetany Maýrem. Smetana našel podporu u divadelního souboru i veřejnosti, kulturní osobnosti sepsaly petici v jeho prospěch a výsledkem bylo naopak zlepšení jeho smlouvy a jmenování uměleckým ředitelem opery. Přesto se od března 1874 v divadelním družstvu odehrával nový usilovný boj o Smetanovo místo.
Historicky má největší význam estetický rozměr smetanovské debaty. Otevření Prozatímního divadla vyvolalo pokusy o definování české národní opery a české hudby vůbec. Současně se v celé Evropě obnovila debata o hudebních reformách Richarda Wagnera, který po dlouhém odmlčení právě uváděl svá vrcholná díla. Na tomto pozadí se střetávala koncepce reprezentovaná názory F. L. Riegra o nutnosti stavět národní hudbu na základech národní písně a názory F. Pivody, jenž kladl důraz na primát „krásného zpěvu“ v opeře, s koncepcí formulovanou v českém prostředí zejména O. Hostinským, který přijímal Wagnerovu podobu hudebního dramatu jako nutné východisko a požadovaného národního charakteru zpěvu chtěl dosáhnout především bezchybnou českou deklamací. Smetanovi byl – pro jeho důraz na dramatickou stavbu opery i hojné využití orchestru – vyčítán „wagnerismus“, a tím i poněmčování české hudby. Těmito výčitkami byl stíhán zejména Dalibor. Ve skutečnosti však byly základní pojmy diskuse vágní a subjektivně cítěné: „národní“ český ráz býval shledáván zejména u prostých, zpěvných melodií jakéhokoli původu, zatímco k označení hudby za „cizí“ či „wagnerovskou“ stačila hustější orchestrální sazba, nezvyklé harmonie a polyfonie. Smetana sám své stanovisko formuloval v dopise A. Čechovi z 4. prosince 1882: „Já nepadělám skladatele slovutného žádného, já jen se obdivuju velikosti jejich, a vše přijímám pro sebe, co uznám za dobré a krásné v umění, a především pravdivé. Vy to už dávno u mně znáte, ale jiní to nevědí, a myslejí, že zavádím Wagnerismus!!! Mám dost co dělat ze Smetanismem, jen když ten sloh je poctivej!“
Přímá polemika utichla po Smetanově ohluchnutí a odchodu z divadla; již roku 1875 zanikly jak Hudební listy, tak Dalibor. Smetanova strana označovala v tisku již od počátku skladatelovo onemocnění za následek „neustálého rozčilování, jakých mu v poslední době způsobováno bylo s jisté strany“ (Dalibor 15. srpna 1874), a stylizovala ho tak do podoby mučedníka. Hrubé útoky Smetanových oponentů, kteří se v Hudebních listech vysmívali jeho „neslýchanému lazarství“ a penzi přiznanou mu divadlem komentovali slovy: „Toť první osobnost, která české divadlo pokládá za útulek zaopatřovací, za invalidovnu, za pathologický ústav,“ veřejnost odsuzovala a tyto osobnosti byly postupně společensky izolovány. Estetická diskuse o „wagnerismu“ a české národní hudbě však pokračovala.

### Nemoc a závěr života (1874–1884)

#### Ohluchnutí a odchod zdivadla

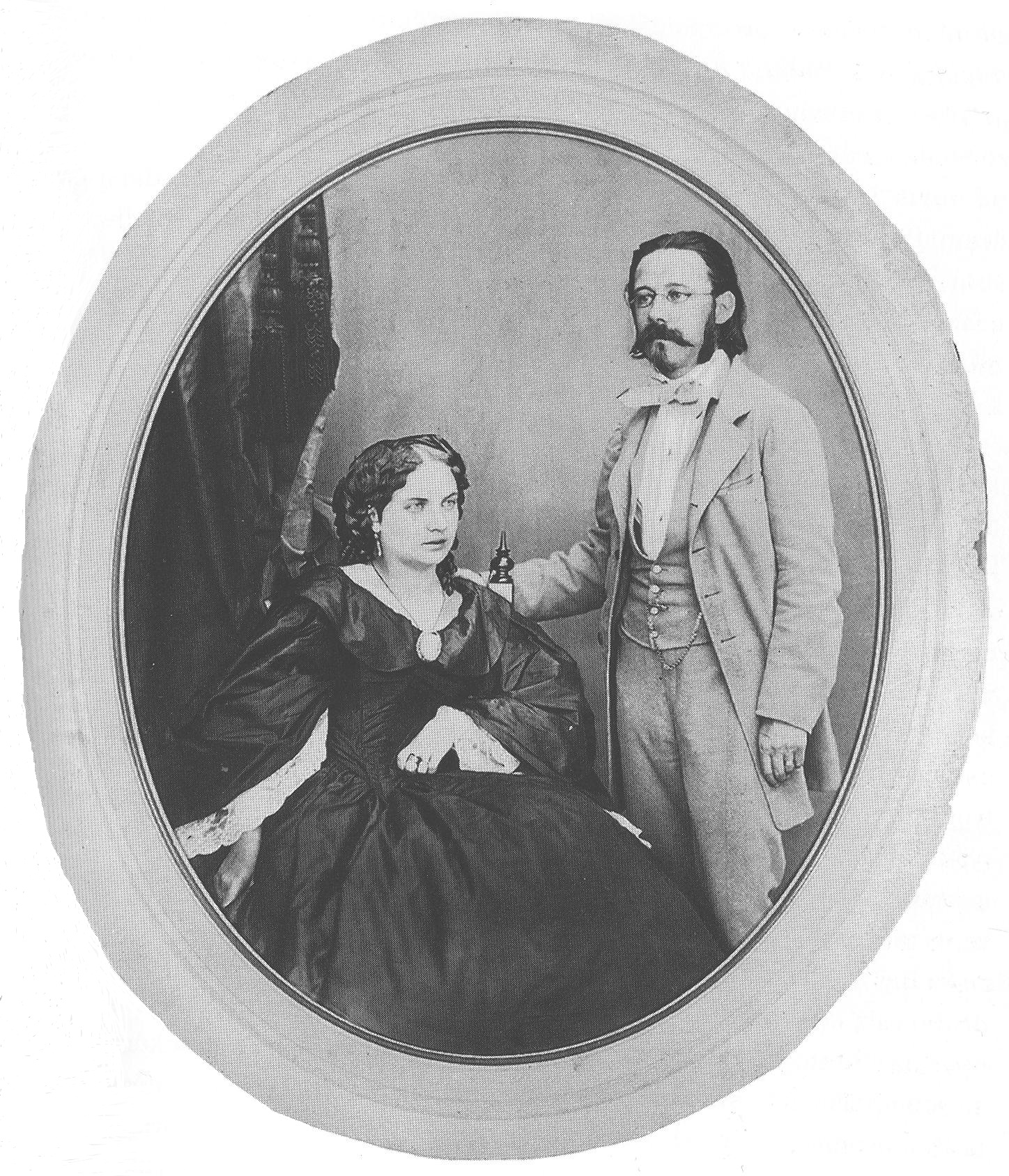
Bedřich Smetana a jeho druhá žena Bettina

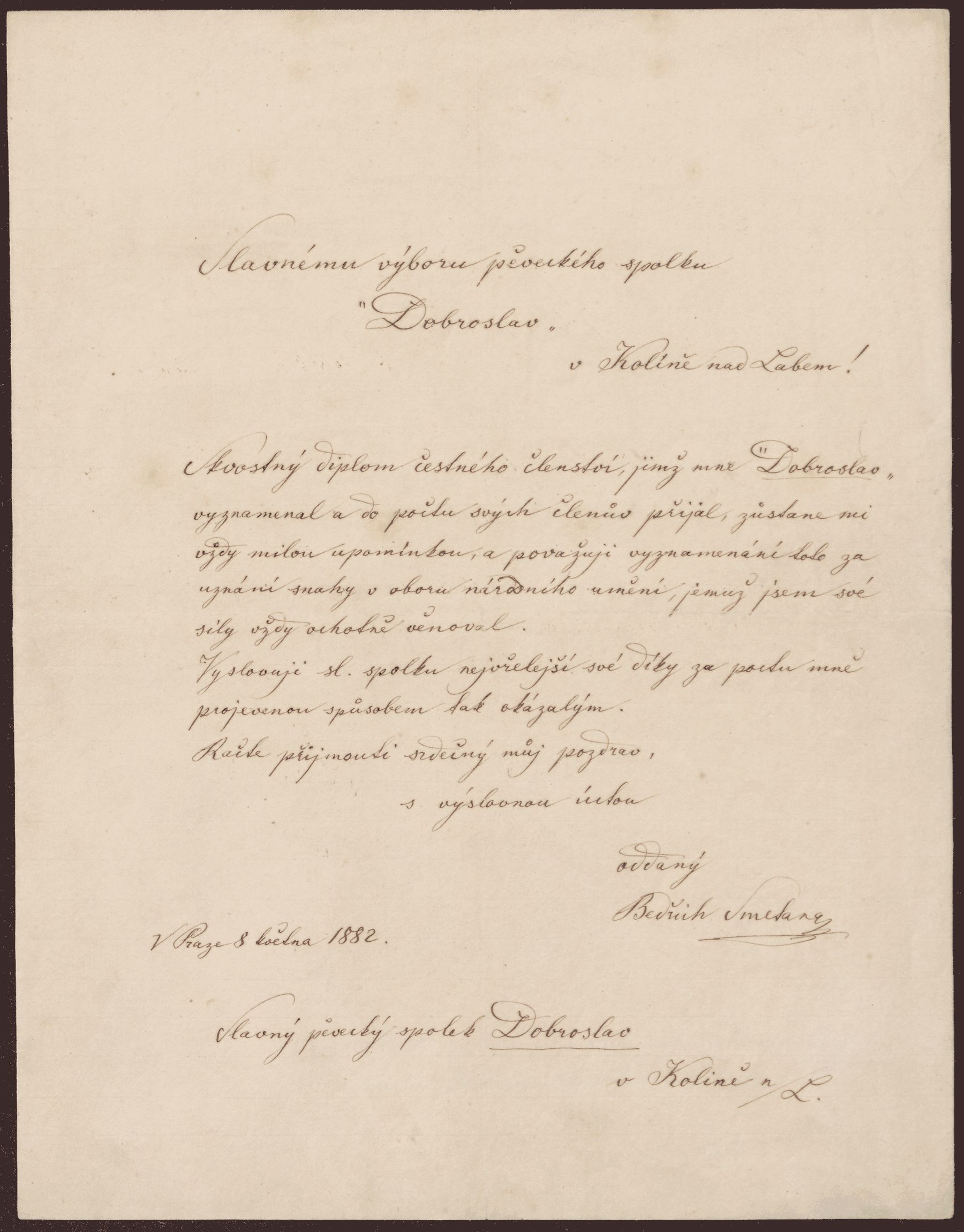
Dopis Bedřicha Smetany pěveckému spolku Dobroslav v Kolíně ve kterém děkuje za udělené čestné členství, 1882. (SOkA Kolín).

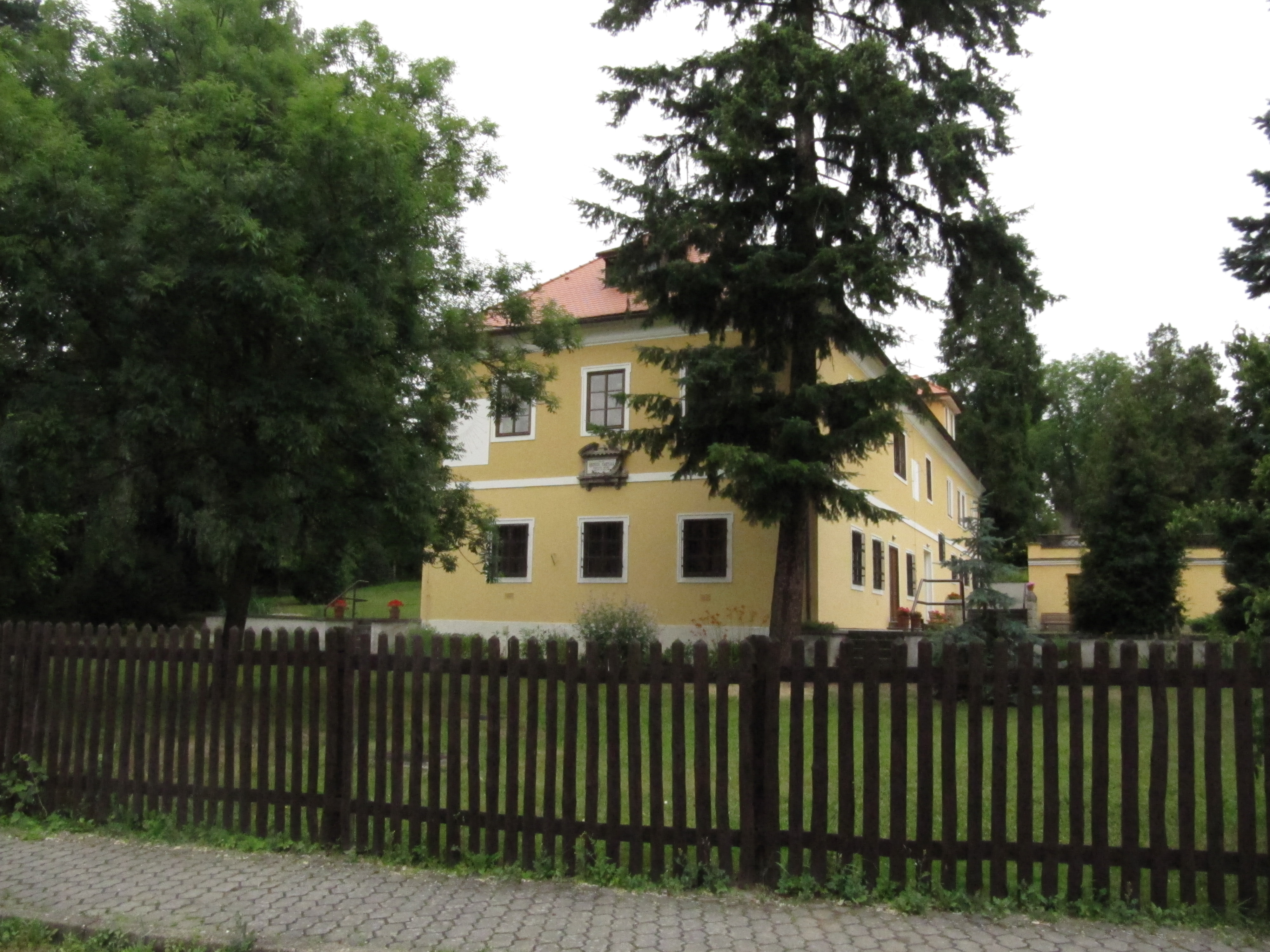
Myslivna v Jabkenicích

Po roce 1870 se začal zhoršovat Smetanův zdravotní stav. Náhle trpěl úpornými kožními vyrážkami a řadou dalších obtíží. Podle dobových dokumentů jej trápilo „pálení močového měchýře“, často u něho docházelo ke „krčním katarům“, měl závratě a zvracel. Nemoci mu často bránily v plnění pracovních povinností, což mu vyčítala kritika. V červenci 1874, za pobytu v Jabkenicích, jeden z katarů přešel ve sluchové halucinace, hučení a zaléhání zejména v pravém uchu a ztrátu rovnováhy. Smetana nastoupil léčbu u pražského profesora Emanuela Zaufala, ale přes toto léčení postupně ztratil sluch v pravém uchu. Na levé ucho plně ohluchl náhle k ránu 20. října 1874.
Příčina choroby je dosud předmětem odborných diskusí. Profesor Jaroslav Hlava, který prováděl pitvu Smetanova těla, diagnostikoval progresivní paralýzu, následek příjice (syfilis). Tento názor zastával např. profesor Ladislav Haškovec, profesor Harald Feldmann, ke stejnému závěru vedl výzkum Smetanových ostatků, jejž provedl roku 1987 tým pod vedením profesora Emanuela Vlčka. Hlavním argumentem byla velmi vysoká hladina protilátek na syfilis v ostatcích, což by bez onemocnění nebylo možné. Podle docenta Jiřího Ramby však vysoká hladina protilátek nemusela být průkazná, protože ostatky Smetanovy tkáně byly ničeny opakovaným zaplavováním hrobky. Tuto diagnózu hájil psychiatr Jaroslav Vacek. Nicméně od 20. let 20. století se alternativně navrhovalo kornatění mozkových tepen (arterioskleróza): tento názor zastávali například profesor Antonín Heveroch, profesor Vladimír Vondráček, Jiří a Milada Semotánovi, Otakar a Jana Boříkovi; profesor Ivan Lesný hovořil o Pickově nemoci. Na začátku 21. století se názory na skladatelovu nemoc opět rozcházely, profesor Jiří Raboch se dokonce domníval, že při nedostupnosti důkazů není možné diagnózu jednoznačně určit. Jiří Ramba, který vyšetřoval Smetanovu lebku, odvozoval skladatelovu nemoc od chronického infekčního zánětu kostní dřeně v obličejové oblasti, jímž trpěl od úrazu v dětství. Na ostatcích byly známky vývojové anomálie způsobené v dětském věku zpomalením růstu pravé poloviny obličeje následkem infekce. Tuto diagnózu podpořila i Alena Němečková, která vyšetřila ušní kůstky skladatelova pravého ucha a zjistila, že byly prohlodány chodbičkami (lakunami) vyplněnými granulační tkání. Dle jejího názoru v těchto místech musel probíhat zánět, který přešel do chronického stadia. Vladimír Vondráček uvedl, že dobová diagnóza Smetanovy nemoci zněla anoia (pošetilost, pomatenost), dle Vondráčka na podkladě pokročilé arteriosklerózy, kterou potvrzoval i pitevní nález: „Cévy na spodině mozku jsou atheromatosní.“
Smetana zprvu neztrácel naději na konečné uzdravení. Jelikož sám neměl peníze na léčení u nejlepších odborníků, přijal peníze ze sbírky uspořádané paní Fröjdou Beneckovou v Göteborgu (1244 zlatých) a z výtěžku soukromého koncertu uspořádaného jeho aristokratickými žačkami v čele s hraběnkou Kaunicovou (1800 zlatých) a veřejného koncertu 4. března 1875, na kterém poprvé zazněla Vltava. V dubnu odjel do Würzburgu k přednímu ušnímu specialistovi profesorovi Antonu von Tröltschovi (1829–1890), poté do Vídně k profesoru Adamu Politzerovi (1835–1920), avšak bezvýsledně: lékaři konstatovali nezvratnou paralýzu sluchových nervů.
Dne 7. září 1874 požádal Smetana správu divadla o zproštění povinností na neurčitou dobu a k 31. říjnu pak rezignoval na veškeré své funkce v divadle. Právě v té době se v divadelním družstvu prosadilo staročeské vedení a od 1. listopadu byl ředitelem Prozatímního divadla jmenován J. N. Maýr, prvním kapelníkem se stal Adolf Čech. Jelikož aktivní hudebnická i pedagogická činnost při Smetanově stavu nepadala v úvahu a tantiémy z oper i autorské příjmy z vydaných skladeb byly nepravidelné a velmi nízké, ocitl se skladatel ve značné finanční tísni. Divadelní družstvo se k němu zachovalo čestně, ponechalo jej v zaměstnání jako divadelního komponistu a vyměřilo mu čestnou penzi 1200 zlatých ročně. Za to se však Smetana musel zříci příjmů za své dosavadní čtyři opery. Za pozdější opery opět pobíral tantiémy.
Nebyl to velký příjem a Smetana žil v neustálých finančních starostech a tahanicích s měnícím se vedením divadla. Vysoké životní náklady v Praze jej donutily pobývat i s rodinou na venkově, totiž v Jabkenicích u své dcery Žofie Schwarzové, kam se 3. června 1876 odstěhoval definitivně. Prozatímní divadlo se do roku 1877 potýkalo s finančními problémy i s vnitřní krizí, přičemž byly činěny snahy o snížení Smetanovy penze, kterou vedení navíc několik měsíců zadržovalo, což skladatele téměř zruinovalo. Až těsně před smrtí se jeho finanční situace zlepšila díky vzrůstající popularitě jeho skladeb; v létě 1883 mu ředitel Národního divadla František Adolf Šubert zvýšil penzi na 1500 zlatých ročně. Jabkenické ústraní však nebylo izolací, Smetana zde přijímal návštěvy, vedl čilou korespondenci a podle finančních možností navštěvoval Prahu, kde rád chodil do divadla, sledoval zkoušky i představení svých oper (dokonce opravoval dirigentova tempa) a v partiturách sledoval českou hudební produkci. Kontakt s pražským prostředím mu zajišťoval především tajemník pražského Hlaholu Josef Srb-Debrnov, který se stal jakýmsi jeho sekretářem, s divadlem jednal často prostřednictvím kapelníka Adolfa Čecha.

#### Tvorba vobdobí hluchoty

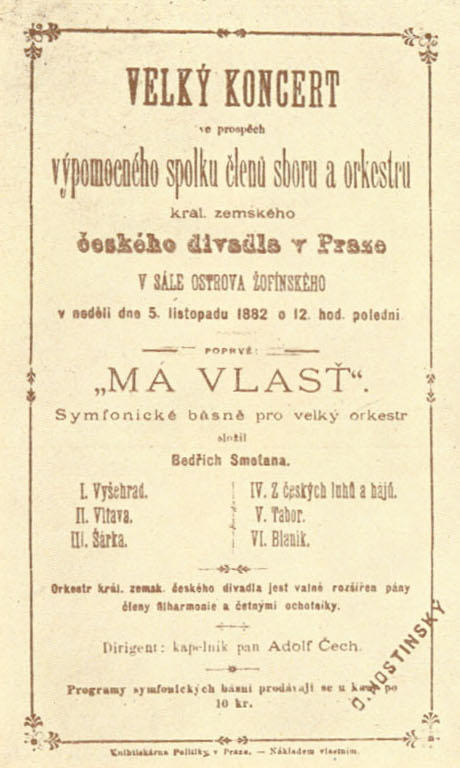
Plakát k prvnímu souhrnnému provedení cyklu symfonických básní Má vlast dne 5. listopadu 1882

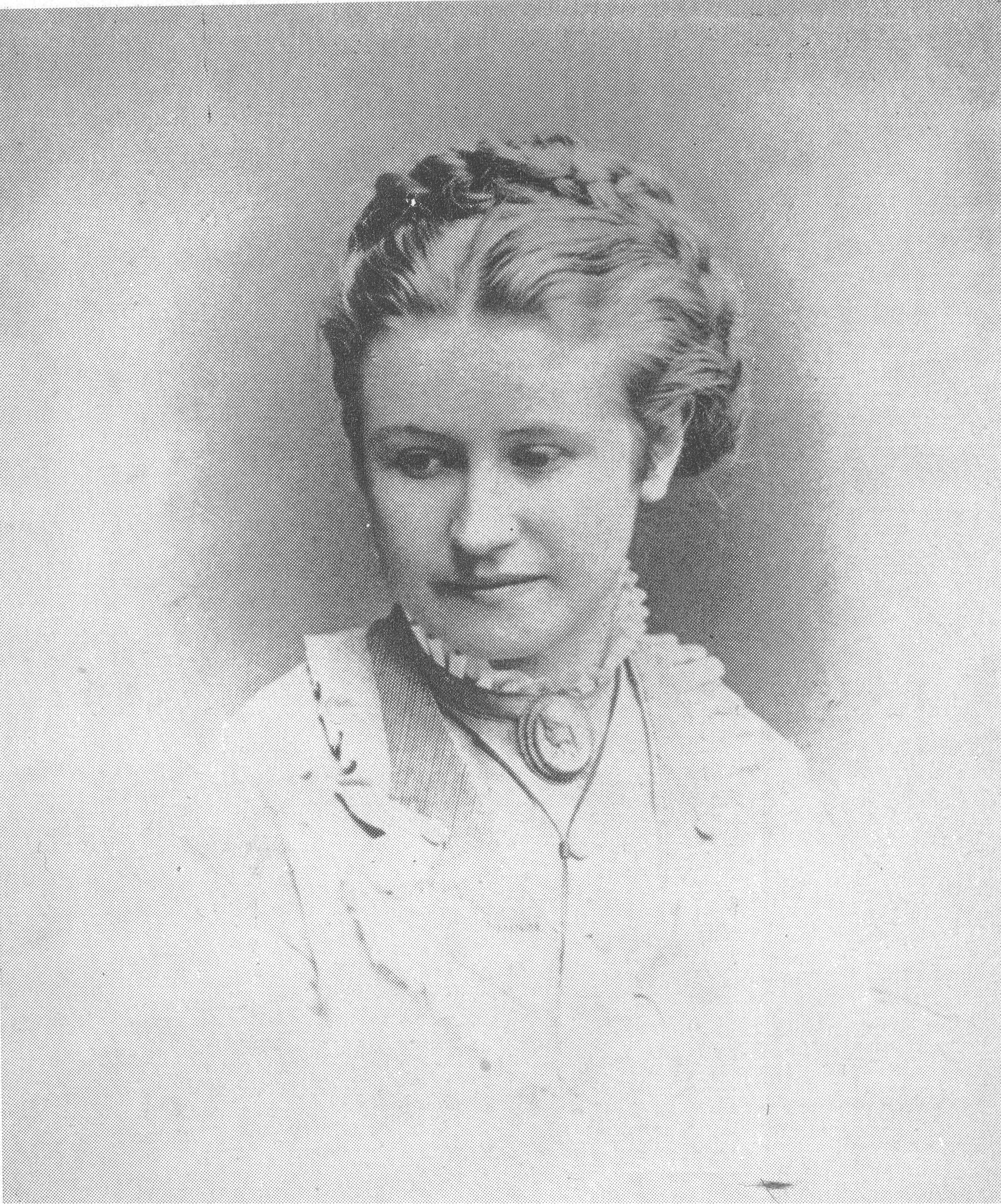
Eliška Krásnohorská, libretistka pozdních Smetanových děl

Ohluchnutí neznamenalo ztrátu Smetanovy schopnosti skládat hudbu; naopak kvůli tomu, že většina ostatní činnosti mu byla nyní znemožněna, patří první léta nemoci mezi jeho nejplodnější jak objemem, tak žánrovou různorodostí. Již v září 1874 začal pracoval na cyklu symfonických básní oslavujících krásu i dějiny české vlasti, na který myslil od dokončení Libuše. První z nich byl Vyšehrad, dokončený 18. listopadu, v rychlém sledu pak vznikly Vltava (20. listopadu – 8. prosince 1874) a Šárka (leden – 20. únor 1875). Po návratu z léčení pak v létě zkomponoval Z českých luhů a hájů. Tím byl cyklus prozatím ukončen; až koncem roku 1878 vznikl Tábor a začátkem roku následujícího Blaník a celý cyklus nazván Vlast, později Má vlast.
Vedle toho se Smetana vrátil ke klavírní tvorbě. Cyklus šesti lisztovských skladeb Rêves (Sny) složil v létě 1875 a podělil jimi z vděčnosti své bývalé šlechtické žačky, které jej navštěvovaly a podporovaly v obtížné době. Pozdější dva cykly Českých tanců (1877, 1879) vznikly vědomě jako pendant a současně protipól Dvořákových Slovanských tanců, kterými Smetanův mladší současník razantně pronikl na mezinárodní scénu.
Komorní i sólové vokální hudbě se Smetana dosud věnoval jen velmi okrajově. V roce 1876 však napsal smyčcový kvartet e moll „Z mého života“, jedinečnou programní komorní skladbu zachycující běh jeho života od mládí přes vzpomínky na první ženu až po ohluchnutí; přijetí této skladby v domácím prostředí bylo pomalé, zato jako první Smetanovo dílo vůbec se záhy prosadila v zahraničí. Proti tomu dvě dua pro housle a klavír Z domoviny z roku 1880 jsou jakýmsi intimním protějškem Mé vlasti. V roce 1879 pak Smetana napsal svůj jediný písňový cyklus, intimně a autobiograficky laděné Večerní písně na slova svého přítele, básníka Vítězslava Hálka, zemřelého roku 1874. Složil také několik mužských sborů na podnět Josefa Srba-Debrnova, mezi nimi nejrozsáhlejší Píseň na moři – opět na Hálkova slova – a nejznámější Věno, jakož i tři ženské sbory na podnět dávného přítele Ferdinanda Hellera.
K vokální tvorbě se Smetana po určitých obavách vrátil až po téměř roce od ohluchnutí. Jeho jedinou libretistkou v této životní etapě byla Eliška Krásnohorská. Její dramaticky nenáročná libreta s prostými příběhy nevyvolávala u skladatelových přátel nadšení, ale jsou psána vybraným, bohatě rytmizovaným básnickým jazykem, o němž Smetana řekl „…A já jsem srostl s vašimi verši, s tou hudbou, kterou z nich vždycky vyciťuji a která v žádných jiných verších již pro mne nezní.“ Její „komická“ libreta jsou spíše lyrická s nádechem humoru a v centru děje stojí vždy pár nacházející k sobě cestu ne přes vnější překážky, ale vnitřním zráním. To skladateli přesně vyhovovalo; navíc Krásnohorská odmítala za svou práci pro něj jakoukoli odměnu. Již těsně před ztrátou sluchu skicoval jednak její Violu, jednak Hubičku, ke které se vrátil v listopadu 1875 a dokončil ji v srpnu následujícího roku. 7. listopadu 1876 měla nová opera – jejíž konečné vážnější vyznění přimělo Smetanu změnit označení „komická“ na „prostonárodní“ – nadšeně přijatou premiéru. Za první úspěch vděčila zvědavosti veřejnosti na dílo hluchého skladatele, ale Hubička se ihned stala nejpopulárnější operou po Prodané nevěstě. Na rozdíl od ní je však Hubička plně prokomponovaná a hudebně jednolitá, prostému příběhu dodává váhu jemné psychologické vystižení postav.
Roku 1877 Smetana pracoval nejprve na nové verzi Dvou vdov, které podstatně rozšířil a mluvené dialogy převedl na recitativy. Od června do května následujícího roku pracoval na další opeře Tajemství (premiéra v září 1878). Je to zřejmě nejdokonalejší Krásnohorské libreto a současně stavebně nejdokonalejší Smetanova opera s řadou propracovaných ansámblů, založená na variační práci s pouhými dvěma základními motivy. I tato opera byla přijata velmi příznivě, ačkoli méně vřele než Hubička.
Kompozice však byla obtížná, skladatel tvořil čím dál pomaleji a s větší námahou; podle vlastního vyjádření „… já, bohužel, nemohu tak pracovati jako zdravý člověk, moje choroba, hluchota, a s tím spojené ustavičné hučení v hlavě mně nedovolí než v malých časových odstavcích pracovati.“

#### Poslední roky života a smrt

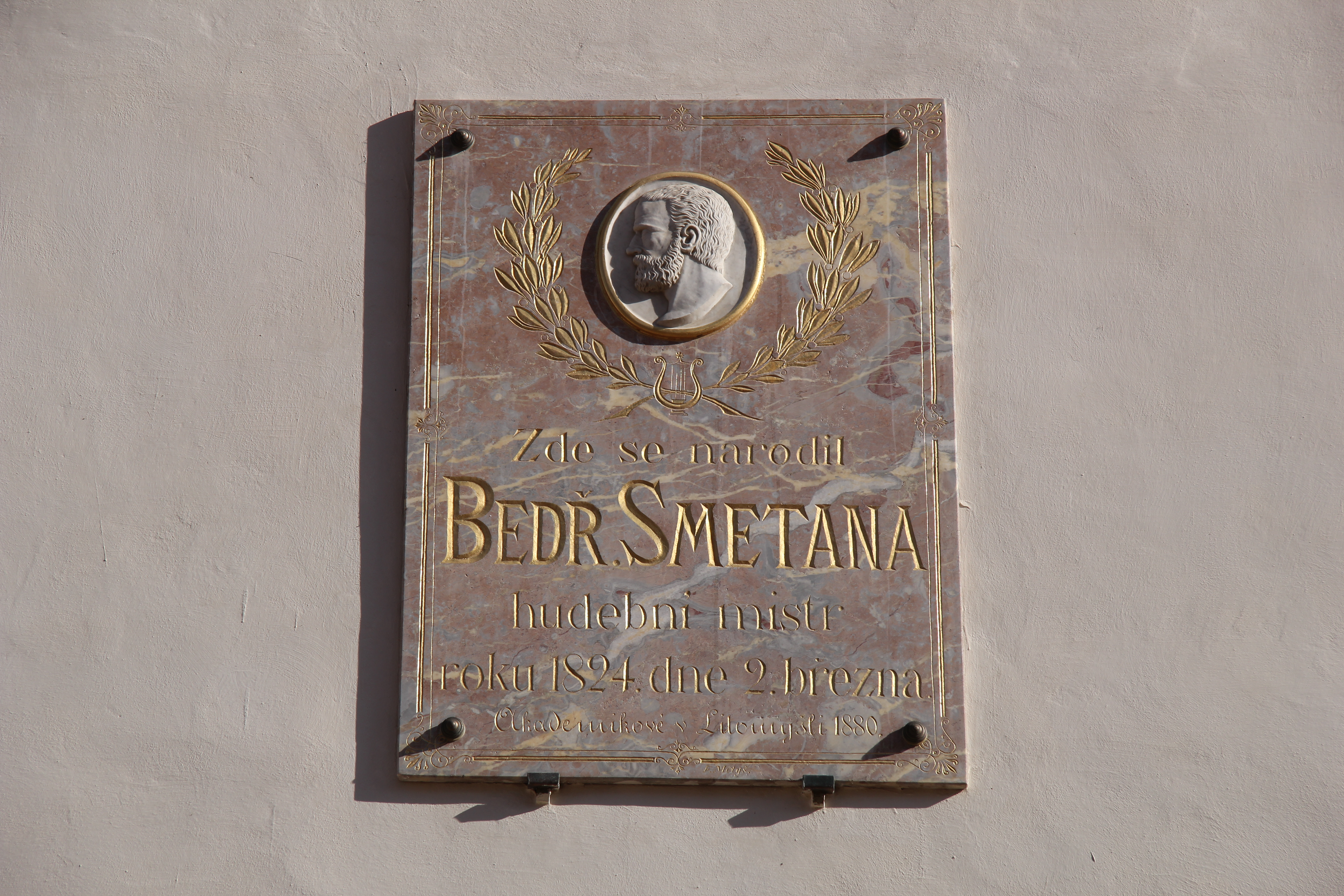
Pamětní deska v Litomyšli z roku 1880. Původně se nacházela na domě Smetanových na náměstí, na budovu litomyšlského pivovaru osazena až v roce 1949.

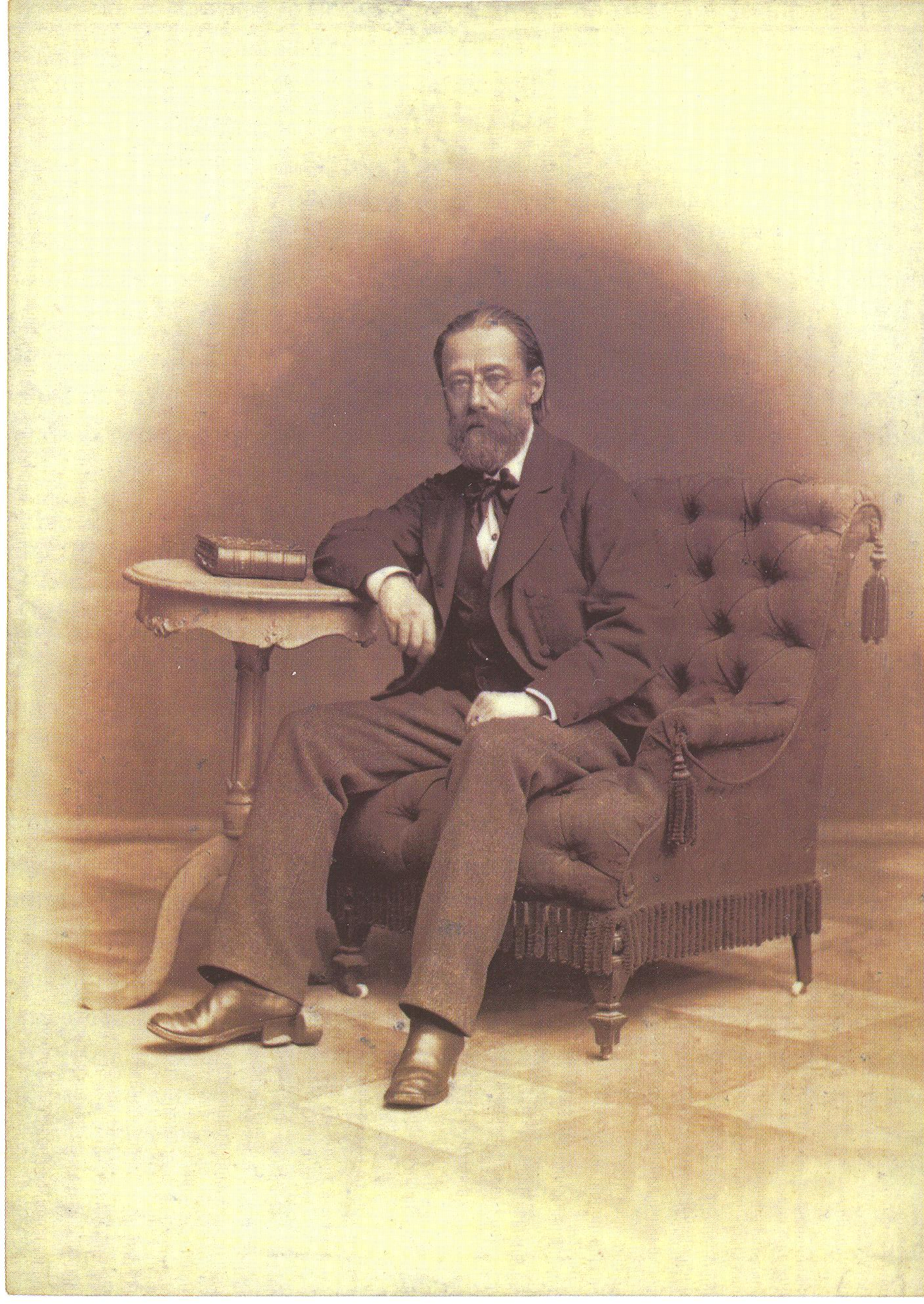
Jedna z posledních fotografií Bedřicha Smetany (Jan Mulač, 1882)

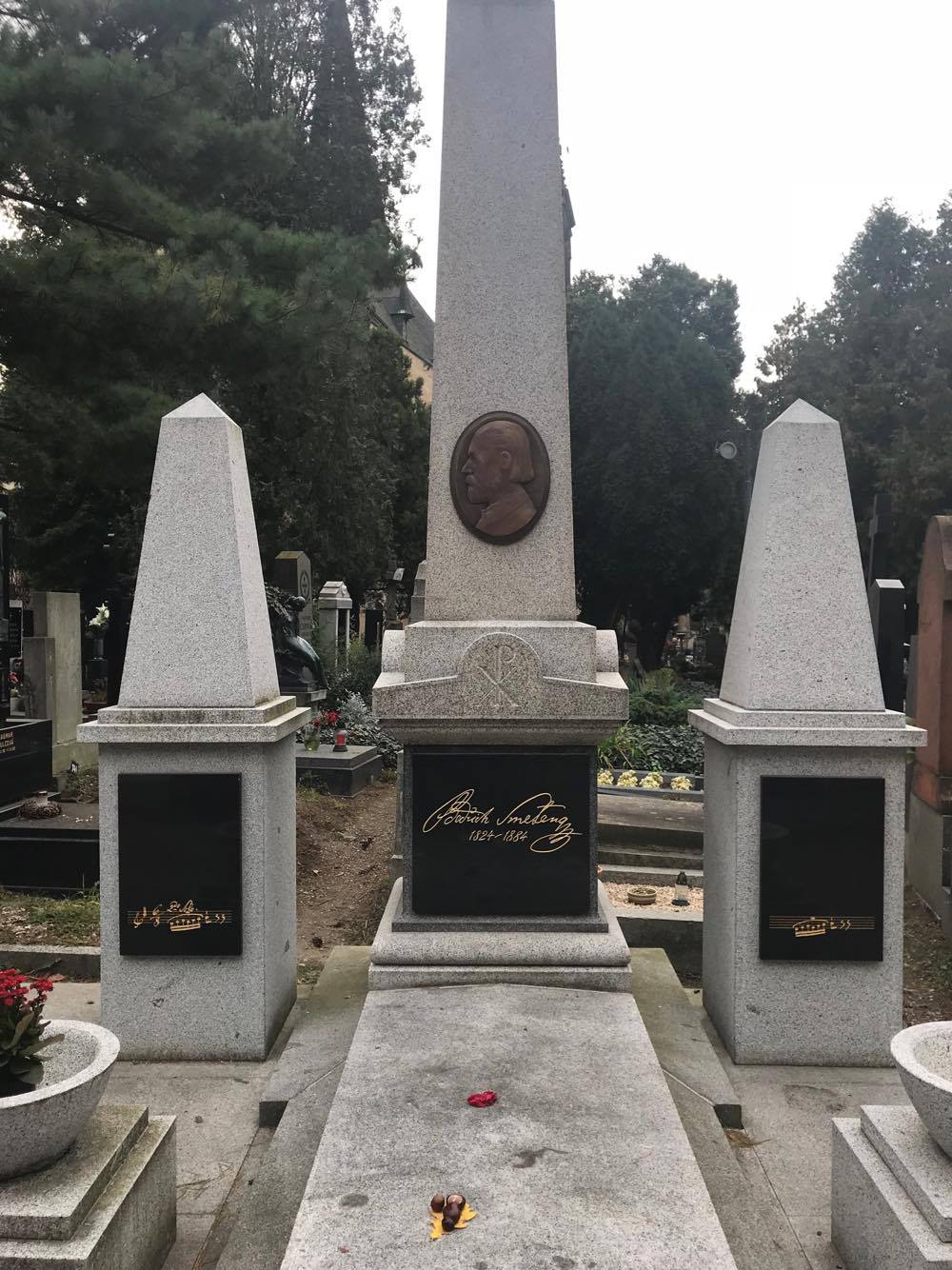
Hrob Bedřicha Smetany na Vyšehradském hřbitově

Již v průběhu 70. let se Smetana stával pro českou veřejnost reprezentantem národní hudby; počátkem 80. let toto jeho postavení potvrdila série událostí. 4. ledna 1880 se na Žofíně konal velký koncert při příležitosti 50. výročí jeho prvního veřejného vystoupení: skladatel zde sám zahrál na klavír a poprvé byly zpívány Večerní písně a hrány Tábor a Blaník. 19. září 1880 byl Smetana v Litomyšli přítomen národní slavnosti, při níž mu byla odhalena pamětní deska. 11. června 1881 bylo prozatímně otevřeno Národní divadlo, a to Smetanovou Libuší (vedení divadla vypsalo k otevření soutěž o novou operu, kterou Libuše podle očekávání vyhrála). Před definitivním otevřením Národní divadlo vyhořelo. Smetana se aktivně zapojil do sbírek na jeho obnovení. Na koncertech, jejichž výtěžek byl určen na nové divadlo, přes hluchotu dirigoval předehru k Libuši a koncertoval i jako klavírista, naposledy 4. října 1881 v Písku. 5. května dosáhla Prodaná nevěsta stého představení – jako první česká opera s velkým odstupem před ostatními českými operami. Slavnostní představení bylo holdem skladateli a „na všeobecnou žádost“ se muselo konat druhé „sté“ představení. Prodaná nevěsta byla rovněž posledním představením hraným v Prozatímním divadle (14. dubna 1883). Nadšeného přijetí se dočkalo také první souborné uvedení Mé vlasti 5. listopadu 1882.
O něco dříve (29. října 1882) měla premiéru poslední Smetanova opera Čertova stěna. Pro postupující chorobu stála její kompozice skladatele mnohem více času i fyzického a duševního úsilí než předchozí díla. Zásahy, které přitom učinil do libreta, vedly i k ochlazení vztahů s Krásnohorskou. Tím spíše byl hořce zklamán neúspěchem jejího nastudování, na němž měly podíl i zanedbaná výprava, nepromyšlená režie i nešťastné obsazení. Po pěti představeních byla Čertova stěna stažena.

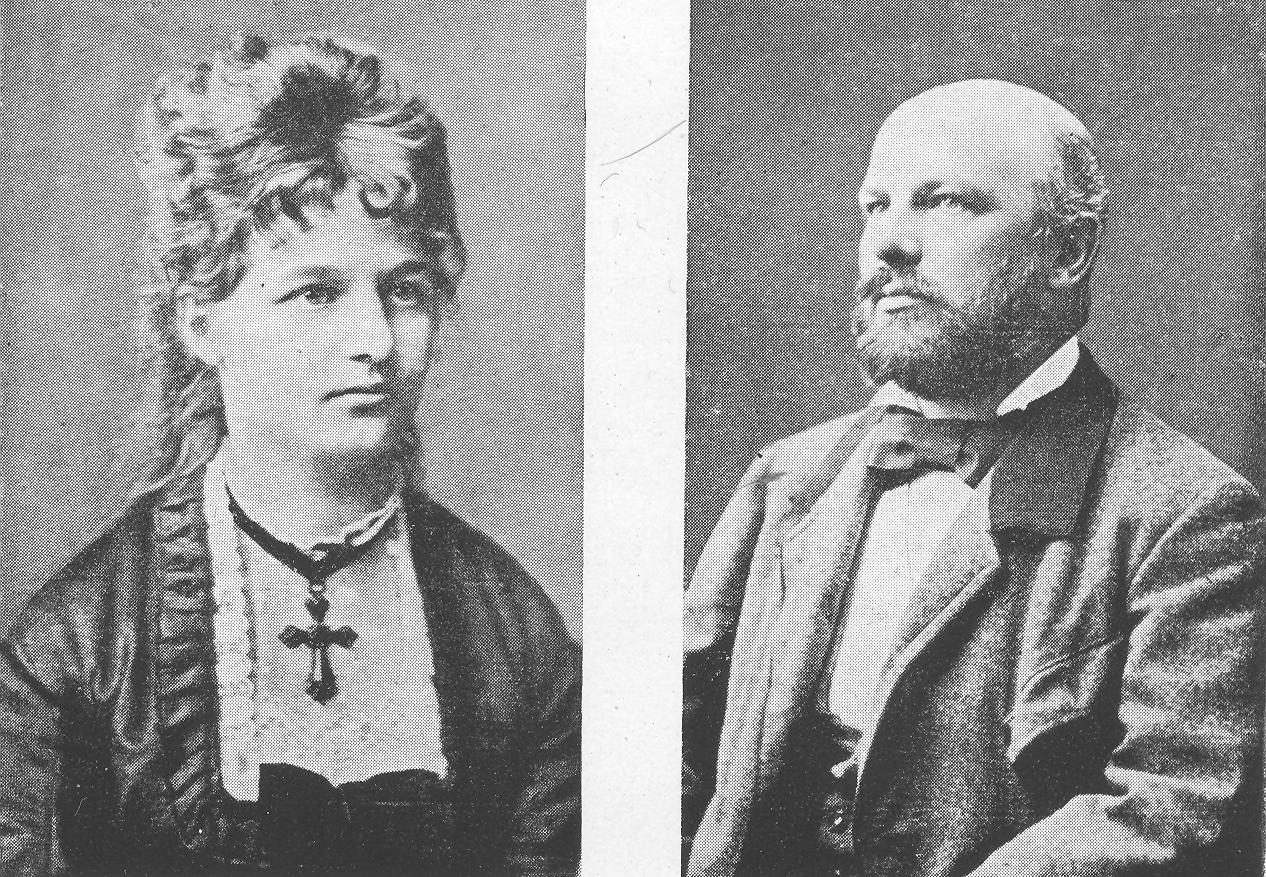
Smetanova dcera Žofie a její manžel, jabkenický lesmistr Josef Schwarz, u kterých Smetana strávil poslední léta svého života

Koncem roku 1882 se skladatelův stav vážně zhoršil. Obavy ze šílenství, o kterých se zmiňoval již v dopise Nerudovi roku 1879, nabývaly reálné podoby: v polovině listopadu nastal první záchvat, při němž ztratil schopnost číst, mluvit i vybavovat si jména. Takové stavy se vracely, množily se i halucinace: 10. října 1883 popisoval některé z nich na večeru k poctě Otakara Hostinského. Skladatelská práce byla již velmi obtížná, Smetana se na ni mohl soustředit jen po krátké okamžiky; jeho poslední skladby se vyznačují zkratkovitou, stěsnanou hudební mluvou a mnoha harmonickými nezvyklostmi, které byly vykládány jako projev choroby, v mnohém však předznamenávají hudební styly 20. století. V této době (červen 1882 až březen 1883) vznikl jeho druhý smyčcový kvartet d moll, na jaře roku 1883 napsal svůj poslední sbor Naše píseň, začal nový cyklus symfonických skladeb pod názvem Pražský karneval, z něhož dokončil (13. září) jen první část: Introdukci s rejem masek a zahajovací polonézu. Od dubna 1883 pracoval na čtyřikrát odložené Viole, stěží však zinstrumentoval starší skici a provedl některá doplnění; Viola zůstala torzem a poslední listy partitury svědčí o rychlé progresi skladatelovy nemoci. Naposledy komponoval 25. února 1884.
Smetana se ještě 18. listopadu 1883 účastnil druhého otevření Národního divadla svou Libuší. Jeho povaha již však byla zjevně narušena, poznamenána halucinacemi, megalománií a paranoiou, jeho písemné i ústní vyjadřování se stávalo nesrozumitelným. Od počátku roku 1884 světlých chvílí ubývalo, až zmizely docela; celonárodních oslav svých 60. narozenin si již nebyl vědom. Když se v záchvatech zuřivosti stával nezvladatelným a často nebezpečným pro své okolí, byl 22. dubna 1884 převezen do Ústavu pro choromyslné v Kateřinské ulici na pražském Novém Městě, kde bez nabytí čistého vědomí zemřel v půl páté odpoledne dne 12. května 1884. Josef Václav Sládek psal Juliu Zeyerovi: „… myslím, že ta duše těžce tělo opouštěla a že trpěl mnoho.“
Smetanovo tělo bylo po pitvě oděno do čamary a převezeno do Týnského chrámu. Slavnostní pohřeb se konal 15. května, pořádala ho Umělecká beseda a účastnila se ho řada zástupců politického i uměleckého života, zástupci různých spolků (Sokol, Hlahol…) a personál Národního divadla. Průvod vedl od Týnského chrámu k Národnímu divadlu, k sídlu Umělecké besedy na Jungmannově třídě a pak na Vyšehradský hřbitov, kde byl skladatel pohřben v samostatném hrobě. Účastníci pohřbu pak pokračovali zpět do Národního divadla, kde se hrála již plánovaná Prodaná nevěsta; jeviště bylo při této příležitosti potaženo černým suknem.

## Dílo
Smetanovo skladatelské dílo lze stylově zařadit do novoromantismu. V mládí přišel do styku s klasicistní i raně romantickou hudbou běžnou ve střední Evropě (Gluck, Mozart, Beethoven), později jej ovlivnili například Schumann, Chopin nebo Berlioz. Ze soudobých hudebních proudů měl nepochybně nejblíže k novoněmecké škole kolem Liszta a Wagnera, ale jednoznačné zařazení do „německého kulturního okruhu“, datující se již od výkladů Otakara Hostinského, zastírá jak Smetanovu inspiraci soudobou italskou, francouzskou nebo slovanskou hudbou, tak zejména jeho tvůrčí osobitost. O ni přitom Smetana usiloval a zakládal si na ní, neváhal v souvislosti se svým dílem hovořit o „smetanismu“ nebo „smetanovském stylu“, a o svém vztahu k novoněmecké škole se – při všem obdivu k Lisztovi a Wagnerovi – vyjádřil tak, že k ní náleží jen natolik, nakolik „hlásá pokrok. […] v ostatním [patřím] sám sobě.“
Smetana sám spatřoval těžiště své tvorby v oborech operním a symfonickém. Značný objem v jeho díle zaujímá též klavírní tvorba, soustředěná v prvních etapách jeho skladatelské činnosti. Komorní hudba je zastoupena ojedinělými, i když zásadními díly, spíše okrajové postavení zaujímají sbory a písně. Sólové či koncertní skladby pro jiné nástroje než klavír Smetana prakticky nepsal.

### Opery
Prvořadý význam v rámci Smetanova díla má jeho tvorba operní. Souborem svých osmi dokončených oper (a jednoho zlomku), vzniklým v letech 1862–84, vědomě usiloval o položení základu českého operního repertoáru, a proto se snažil nabídnout co nejvíce různých dobově aktuálních forem. Rovněž svůj individuální, národní styl vytvořil osobitým tvůrčím využitím různých stylových znaků a technik soudobé evropské opery. Velmi si vážil reforem Richarda Wagnera, zejména jeho představy hudebního dramatu, ve svých dílech je však nijak důsledně nesledoval: například Smetanova práce s motivy vychází spíše ze staršího německého romantismu a Liszta než z Wagnera a na rozdíl od něj se nevyhýbal ansámblům. V mnohém ohledu, zejména dramaturgickém, se často opíral o francouzské vzory a přes své výhrady k italskému stylu využíval nezřídka i belcantové pasáže. Nikdy také nezavrhl koncept uzavřených hudebních čísel, i když kladl stále větší důraz na jednotu díla. Sám svůj operní styl označil jako „Smetanovský, tj. sloučení melodijích, i jednodušejších se vždy svědomitě volenou harmonisaci a promyšleným plánem a ve stavbě, souvyslosti a jednotě celé opery, jako jedná velká synfonie, arcit zde – co je nejhlavnejší – s textem spojená.“

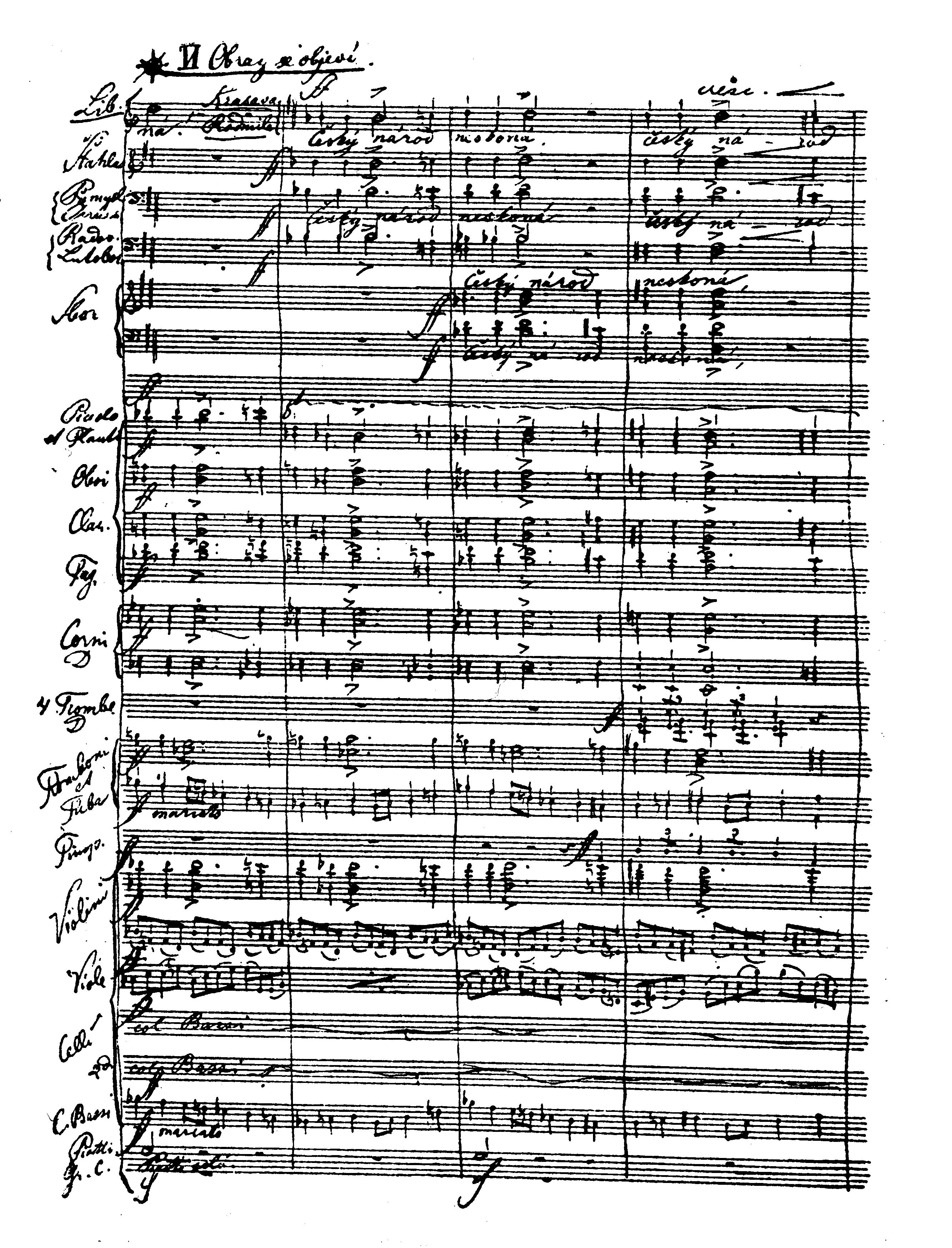
List originální partitury Libuše s částí závěrečného Libušina proroctví – „Český národ neskoná“

Smetanovy opery lze rozdělit do tří okruhů. Prvním z nich jsou vážné opery: Braniboři v Čechách (1862–63), kombinující základní schéma historické grand opera s prvky vážné opery italské a wagnerovského hudebního dramatu. Tvarově čistší je Dalibor (1866–67), tragická opera hlásící se k „novoněmecké“ škole důrazem na motivickou práci a posílením úlohy orchestru. Libuše (1869–72) je (před Parsifalem) ojedinělým mytologickým obrazem, který se na jedné straně nejvíce přibližuje Wagnerovu deklamačnímu opernímu jazyku, na druhé straně účinně využívá velkooperní obřadnosti.
Komické opery Prodaná nevěsta (1864–66) a Dvě vdovy (1873–74) obě vycházejí z různých podob francouzské opéra comique (původně i s mluvenými dialogy), totiž vesnického žánrového obrázku a salónní konverzační komedie, i zde s využitím podnětů italské (Rossini) a německé (Mozart, Lortzing) komické opery. Trojice oper na libreta Elišky Krásnohorské (Hubička 1875–76, Tajemství 1877–78, Čertova stěna 1880) méně sledují tradiční operní schémata a jsou skladatelovou osobitou formou lyrické opery střídající komická a vážná místa; uzavřená čísla jsou podřízena celkové stavbě utvářené mimo jiné pomocí pamětných motivů a motivické transformace.
V souladu se svým vlasteneckým programem si Smetana volil náměty české nebo alespoň počeštěné; jedinou operu na „světový námět“, Violu, charakteristicky několikrát odložil, až zůstala nedokončena. Volba konkrétního námětu přitom zpravidla nevycházela od něho (pouze v případě Dvou vdov a Violy), nýbrž od libretistů, do jejichž práce ostatně Smetana zasahoval jen poměrně málo – nejvíce v případě Braniborů v Čechách a Čertovy stěny. I řada rysů jednotlivých jeho oper (např. podíl ansámblů, sborů, rozložení hlasů) byla podmíněna libretem spíše než skladatelovými záměry. Smetana navíc psal pro konkrétní podmínky Prozatímního divadla, jeho orchestru a sólistů, pro něž psal úlohy ve svých operách a pro něž podle potřeby neváhal svou hudbu dodatečně doplnit nebo uzpůsobit.

### Jiná vokální tvorba
S ohledem na význam oper v rámci Smetanova díla je počet a rozsah dalších vokálních děl překvapivě malý, navíc jen malá část z nich předchází jeho prvním zpěvohrám. Dominují mezi nimi sbory. Většinu z nich psal Smetana pro pražský pěvecký spolek Hlahol, zejména na počátku 60. let, kdy byl i krátce jeho sbormistrem, a pak v době hluchoty, kdy byl tajemník spolku Josef Srb-Debrnov skladatelovým nejbližším přítelem a pomocníkem. Jedná se proto většinou o sbory mužské a bez doprovodu, i když postupně vznikaly i různé jiné úpravy; pouze konečná podoba České písně má náročnější formu kantáty pro smíšený sbor s průvodem orchestru. Tuto řadu otvírá Píseň česká z roku 1860 a uzavírá Naše píseň z roku 1883, současně vůbec poslední dokončená Smetanova skladba. Vedle toho napsal Smetana roku 1878 také tři trojhlasé ženské sbory, bez konkrétního adresáta. Náměty sborových skladeb jsou vesměs vlastenecké, ale tvarově jsou značně pestré od několikataktových Dvou hesel po rozsáhlou dramatickou scénu Píseň na moři. Rovněž jejich osud byl různý, zatímco některé sbory zpopulárněly (Česká píseň, Věno), jiné se ukázaly pro amatérský provoz značně obtížné (Píseň na moři, Za hory slunce zapadá) a některé byly objednateli odloženy a dočkaly se prvního provedení až desítky let po skladatelově smrti (Modlitba, Naše píseň).
Sólovou vokální tvorbu ve Smetanově díle – vedle hrstky příležitostných nebo cvičných písní – zastupují pouze Večerní písně, cyklus pěti písní na slova Vítězslava Hálka z roku 1879 v schumannovském duchu, vyjadřujících různé nálady, ale spojených intenzitou výrazu i autobiografickými rysy.

### Orchestrální tvorba

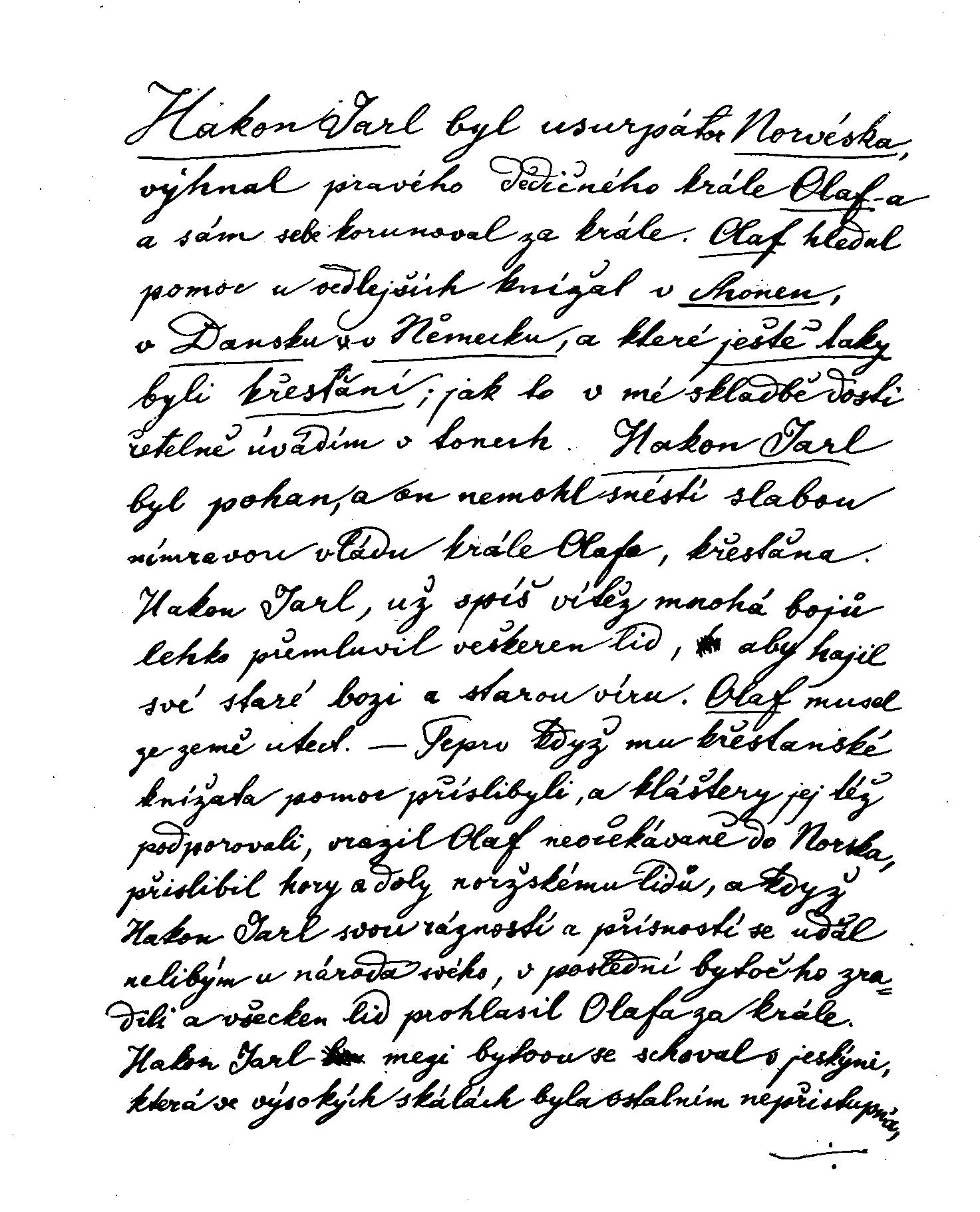
Smetanův výklad symfonické básně Hakon Jarl v dopise Adolfu Čechovi ze 7. května 1883

Pro Smetanovu orchestrální tvorbu je charakteristický odstup od tradičních, v zásadě klasicistních forem „absolutní hudby“ jako symfonie nebo koncert. Tíhl spíše k volnější romantické formě osamostatněné programní předehry, jak ji zpopularizovali Mendelssohn a Berlioz, z níž se zejména ve tvorbě Franze Liszta vyvinula symfonická báseň. Smetanovo první větší orchestrální dílo, Velká předehra D dur (1849), vzniklo zejména pod vlivem Berlioze a i jediná jeho symfonie, Triumfální symfonie z roku 1855, je svou strukturou, zejména způsobem zpracování melodie rakouské hymny, blízká žánru předehry. Bližší seznámení s Lisztovými orchestrálními skladbami v letech 1856/57 podstatně ovlivnilo směr Smetanovy orchestrální tvorby a v následujících letech strávených ve Švédsku se věnoval řadě námětů na programní orchestrální díla (označení „symfonická báseň“ jim přiřknul až později), z nichž konečné podoby nabyly Richard III., Valdštýnův tábor a Hakon Jarl. Ty mají zřetelné lisztovské rysy: základem je literární námět, jehož ústřední myšlenku má hudba nikoli ilustrovat, ale hlouběji vyjádřit prostředky, které literatuře či divadlu chybějí.
V době pražského působení (1861–74) se Smetana omezil na drobnější příležitostné orchestrální skladby. Teprve po ohluchnutí, se značným odstupem od „švédského cyklu“, se vrátil k symfonické básni v cyklu čtyř, později šesti děl pod souborným názvem Má vlast. Lisztův příklad je zde sledován mnohem volněji již proto, že program nemá literární původ, ale definuje ho samotný skladatel. Rovněž intenzivní vlastenecká náplň je pro instrumentální hudbu nezvyklá. Má vlast je (slovy Marty Ottlové) „monumentální cyklus, který je jedinečnou apoteózou vlasti, země, v níž je zakořeněna existence národa, a oslavou krajiny, která byla pro vznikající moderní český národ naplněna mýtickými a historickými vzpomínkami svázanými s vizí budoucnosti.“
Torzo dalšího zamýšleného cyklu symfonických básní Pražský karneval opět dokládá Smetanovo nadšení pro společenský ruch a tanec; má rysy jeho pozdního období jako útržkovitost, zhuštěnost a harmonickou příkrost.

### Komorní dílo
Komorní tvorba Bedřicha Smetany je nečetná, ale obsahuje zásadní díla. Právě v tomto oboru vytvořil své nejosobnější, často autobiografické skladby. S ohlédnutím od rané virtuózní a užitkové Fantasie na českou píseň (Sil jsem proso na souvrati) pro housle a klavír sem patří nejprve Trio g moll pro housle, violoncello a klavír, napsané po smrti dcery Bedřišky (1854). Rapsodické dílo vyjadřuje na malé ploše měnící se nálady od bolu a zoufalství přes rezignaci po smír s životem; jednotu díla zajišťuje důmyslná tematická provázanost. Nejvýznamnějším komorním dílem je Smyčcový kvartet č. 1 e moll „Z mého života“ (1876). Jeho vnější forma je tradiční (jen místo scherza je polková věta, jako již v dřívějších kvartetech Fibichových a Dvořákových), ale jedinečný je autobiografický charakter (dochovalo se pět programových výkladů od samotného skladatele). Je to vůbec první významné programní dílo v oboru komorní hudby. Dvě houslová dua nazvaná Z domoviny (1880) jsou jakási komorní, virtuózní miniatura Mé vlasti. Soukromější a opět autobiografickou, i když ne tak jasně programově vyložitelnou povahu má poslední Smetanovo komorní dílo, Smyčcový kvartet č. 2 d moll (1882–83). Zkratkovitost, útržkovitost a melodická zhuštěnost tohoto kvartetu je dílem skladatelovy choroby, která mu dovolovala komponovat jen v krátkých časových úsecích, ale současně předjímá kompoziční styl 20. století a působí tak nezvykle moderně.

### Klavírní tvorba

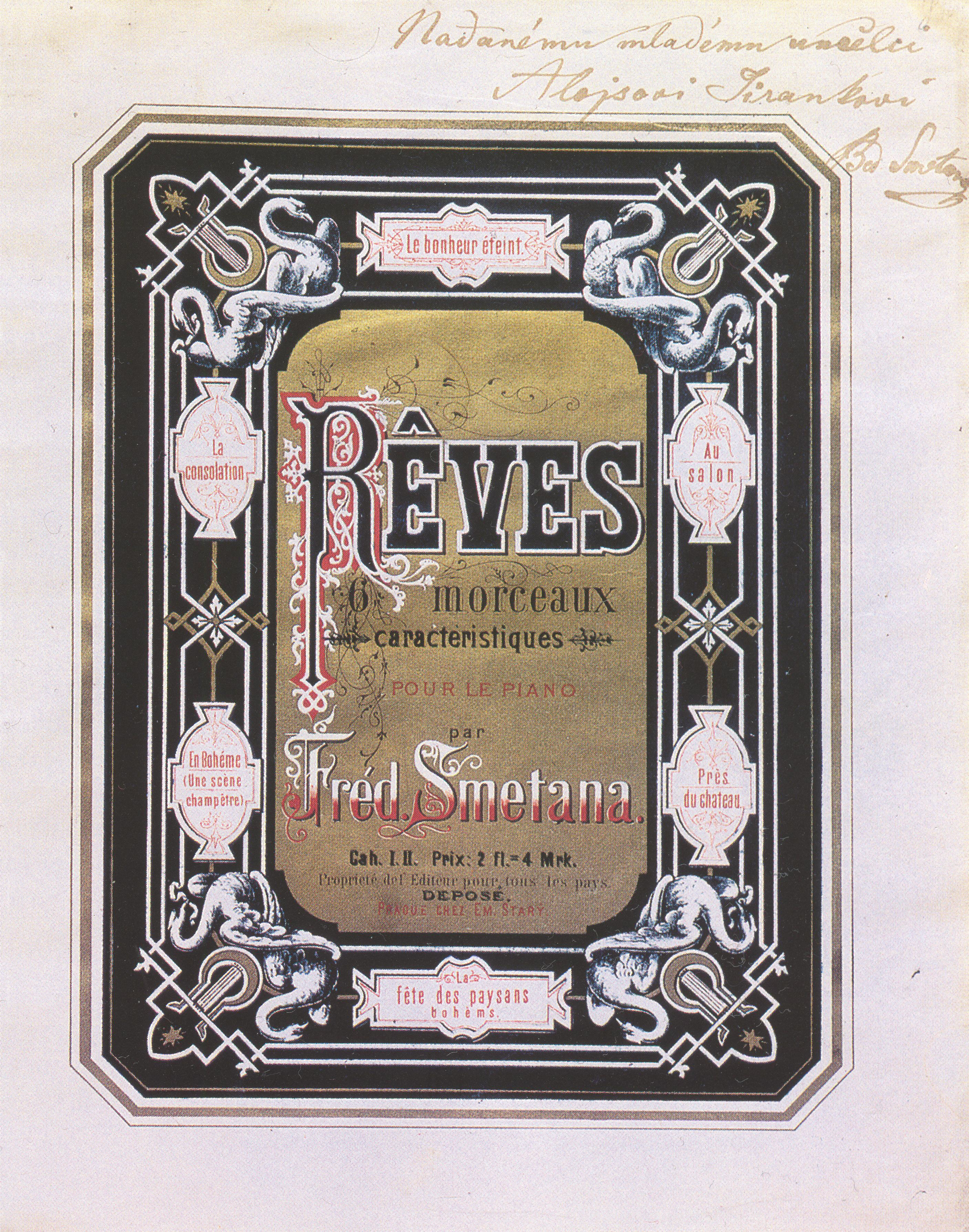
Smetanův cyklus klavírních skladeb Rêves (Sny), první vydání z roku 1879

Skladby pro sólový klavír tvoří podstatnou část Smetanovy tvorby z 40. a 50. let 19. století. Počínají prvními skladbami z doby dětství i gymnaziálních studií, zcela převažují i mezi kompozičními cvičeními i jinými díly z doby studia u Proksche. Později je řada z nich spojena s jeho aktivitou jako učitele hry na klavír v podobě didaktických skladeb a úprav přímo či nepřímo určených pro výuku. Z hlediska typu skladeb sledoval Smetana několik linií. Jednou z hlavních byla stylizace dobového společenského tance, zejména polky. Od užitkových, skutečně tanečních polek z plzeňských let se její zpracování zušlechťovalo (cykly Tři salonní polky, Tři poetické polky) a umělecké svébytnosti dosáhlo v cyklu Vzpomínky na Čechy ve formě polek (1859–60). Druhou linií byly romantické, v podstatě salónní drobné skladby řazené do volných cyklů (Bagately a impromptus, Šest charakteristických kusů, Lístky do památníku, Črty…), často věnované Smetanovým žákům, známým nebo hudebním idolům. Formou i zpracováním tyto skladby připomínají skladatelovy vzory Mendelssohna, Chopina, Schumanna a Liszta.
Další skladby pak vznikaly v souvislosti se Smetanovou dráhou koncertního klavíristy: pro tento účel vypracovával virtuózní klavírní transkripce, kadence do klavírních koncertů i samostatné skladby, jako koncertní etuda Na břehu mořském (1861) nebo Fantasie na české národní písně z roku 1862, jíž se jeho klavírní tvorba na dlouho uzavřela; skladatelova pozornost se obrátila k žánrům považovaným za významnější pro rozvoj národního hudebního života (opera, sbory, orchestrální hudba).
Ke klavírní tvorbě se Smetana vrátil až po ohluchnutí ve dvou zralých cyklech završujících oba jeho dřívější tematické okruhy. Sny (1875) je soubor skladeb, který věnoval svým bývalým aristokratickým žačkám, jež přispěly na jeho léčení. Nostalgicky se v nich vrací k intimní salonní formě Lístků do památníku. Na svou snahu o umělecké využití a zušlechtění českého (polo)lidového tance skladatel navazuje ve dvou řadách Českých tanců (1877, 1879), které jsou ohlasem soudobé popularity „etnických“ skladeb Brahmsových a Dvořákových, současně však mají vlastenecký podtext mající dokládat původnost a hodnotu české kulturní tradice.

## Význam a místo včeské kultuře

### Smetanův význam a jeho interpretace

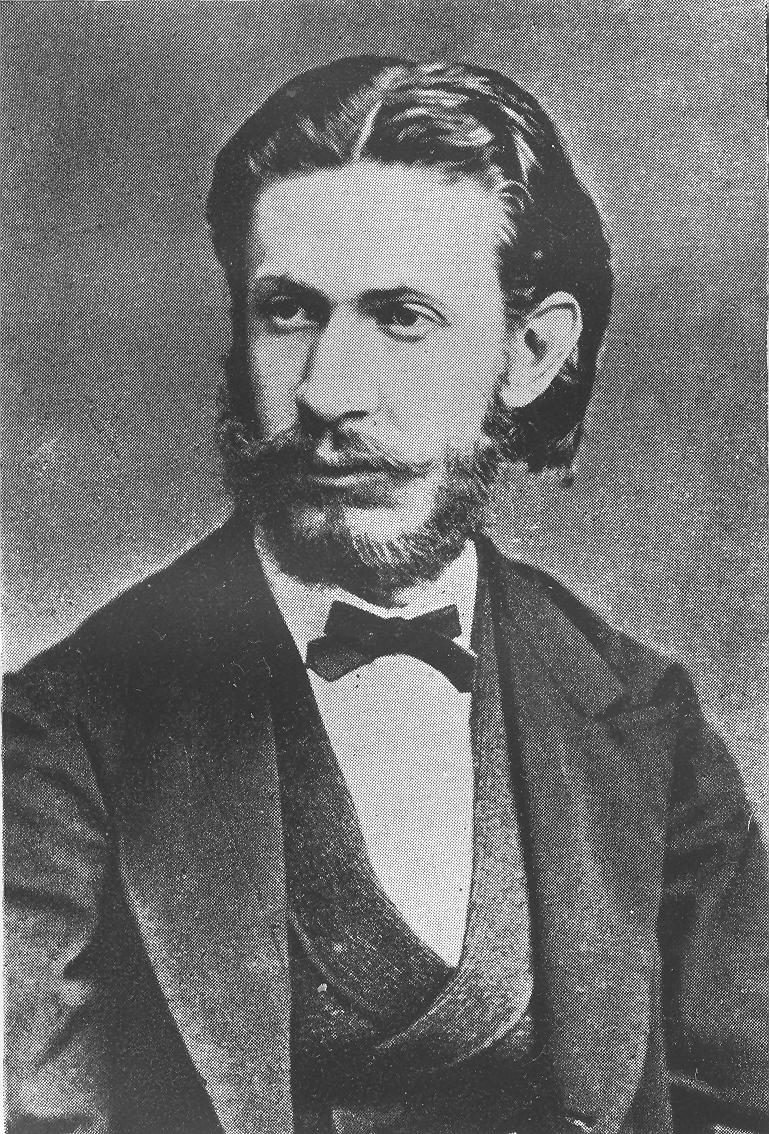
Estetik Otakar Hostinský, jehož názory nadlouho formovaly výklad Smetanovy osobnosti a díla

Smetana je tradičně označován za zakladatele české národní hudby. Sám o sobě ostatně na sklonku života prohlásil: „Jsemť dle záslůh mých a dle mého snažení skladatelem českým a stvořitelem českého slohu v dramatickém a ve symfonickém oddílu hudby – výhradně české!“ (dopis J. L. Procházkovi z 31. srpna 1882). Hledání objektivních „českých“ znaků ve Smetanově hudbě (ozvuky lidové hudby, české taneční rytmy, vliv českého jazyka na formu deklamace) však moderní hudební teoretici zpochybňují. Vztah je spíše opačný: například podle muzikologa Johna Tyrrella je Smetana nepochybně vlastním zakladatelem české (tj. českojazyčné) opery, jíž dal základní kánon děl, ale i v oboru symfonickém a komorním vytvořil originální osobní hudební styl, který česká veřejnost brzy ztotožnila s národním stylem jako takovým.

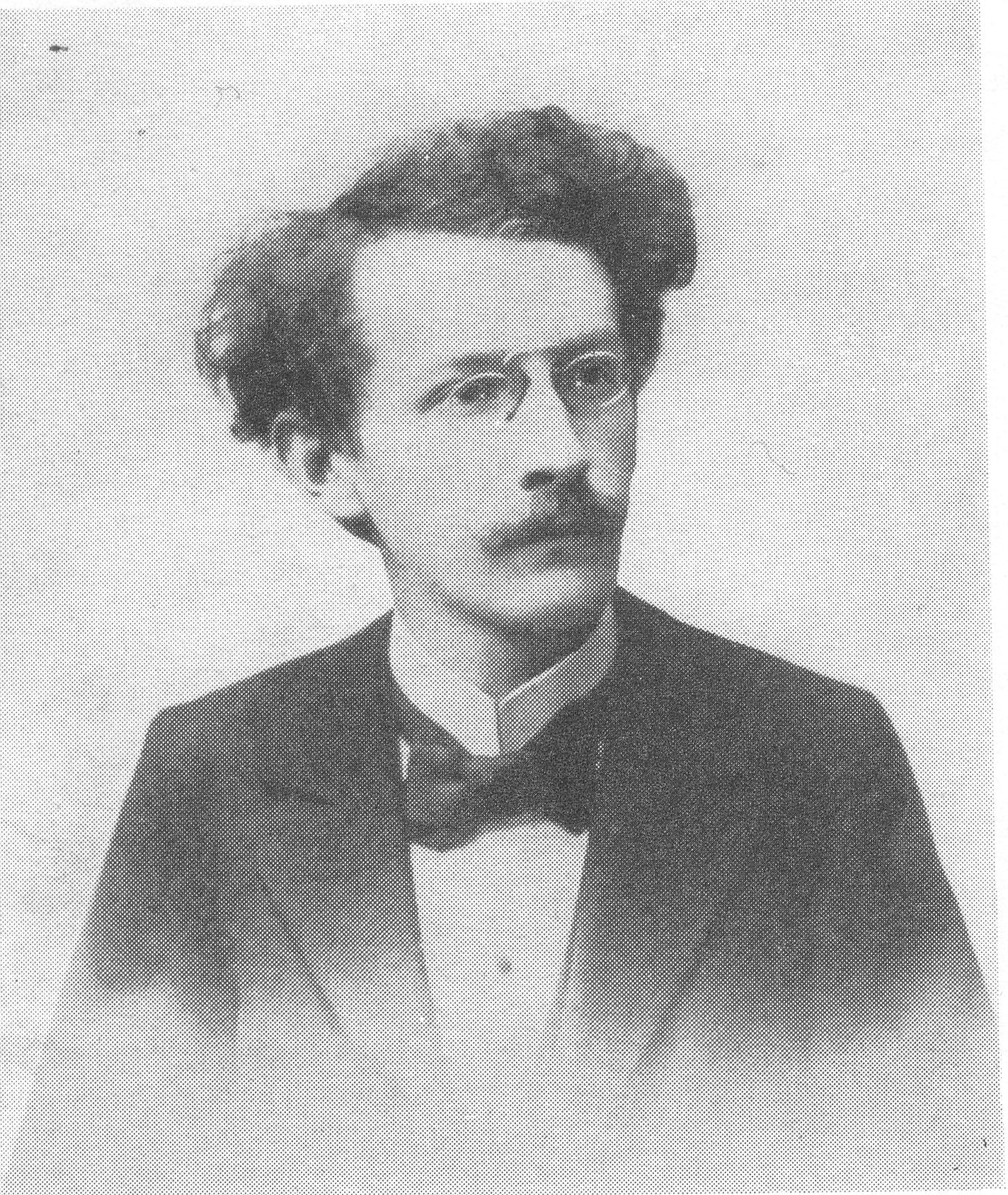
Hudební vědec a historik Zdeněk Nejedlý, neúnavný Smetanův ctitel a propagátor. Fotografie z roku 1905.

Proto se také Smetana stal, slovy německého smetanovského badatele Kurta Honolky, „reprezentativní tvůrčí osobností českého národa vůbec“. Podle Christophera Storcka je Smetanovo dílo – zejména nejznámější Prodaná nevěsta, Libuše a Má vlast – dobově žádanou „symbiózou umění a národního hnutí“, neboť spojuje vysokou uměleckou hodnotu s intenzivním vyjádřením národního obsahu. Proto se také právě Smetanova hudba, mnohem více než třeba Dvořákova nebo Janáčkova, stala kulturním a politickým symbolem, jehož účinek se projevil za vypjatých dějinných okolností, například za první a druhé světové války; proto však také byla často ideologicky a politicky instrumentalizována.
Již od 70. let 19. století, v rámci žurnalistických „bojů o Smetanu“, vytvořila skupina skladatelových příznivců pod vedením Otakara Hostinského do značné míry stereotypizovaný obraz Smetany i jeho díla, který se pak pod vlivem významného Smetanova propagátora Zdeňka Nejedlého a jeho školy upevňoval v první polovině 20. století v dogma, jež se za komunistické éry stalo ideologickým kultem. Jeho dílo bylo vykládáno úzkým pohledem Hostinského teorie o pokroku v hudbě, směřujícímu k symfonické básni a wagnerovskému hudebnímu dramatu; opačné rysy Smetanových děl pak byly vykládány jako kompromisy nebo ústupky. (Podobně byly výběrově přiznávány nebo odmítány vnější vlivy na skladatelovo dílo, zveličován jeho podíl na výběru a konečné podobě libret apod.) Smetanova osobnost byla již za jeho života idealizována a sentimentalizována do podoby osudem i nepřáteli pronásledovaného českého mučedníka, nepochopeného génia (z novější literatury teto přístup reprezentuje například kniha Zdeňka Mahlera Nekamenujte proroky). Od počátku 20. století se pak dogmaticky chápaný Smetanův odkaz stal hlavní zbraní Nejedlého hudebněkritické školy, která českým tvůrcům vnucovala jedinou závaznou pokrokovou linii (kam byli zařazováni např. Zdeněk Fibich, Josef Bohuslav Foerster, Otakar Zich, Otakar Ostrčil, Otakar Jeremiáš) a ostatní osobnosti (jako Antonín Dvořák, Josef Suk, Leoš Janáček, Vítězslav Novák…) neuznávala a haněla.

### Smetanovo dílo doma a vzahraničí

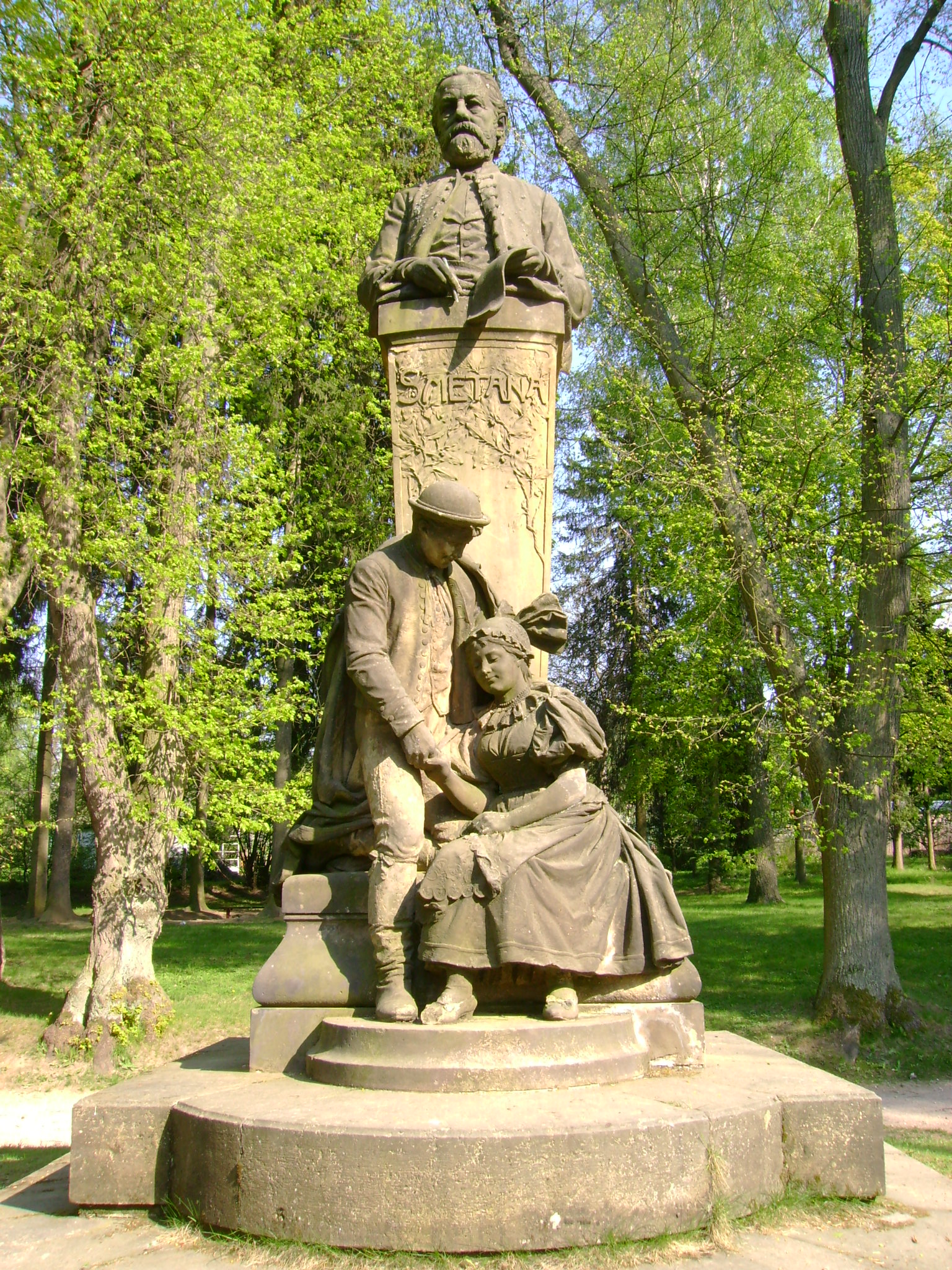
První pomník Bedřicha Smetany, odhalený v Hořicích roku 1903 (dílo Mořice Černila). Pod Smetanovou bustou je vyobrazena scéna „věrného milování“ z Prodané nevěsty

Přestože Smetana zažil některá zklamání (nevelký úspěch oper Dalibor a Čertova stěna), většina jeho skladeb ze zralého období byla uvedena se značným ohlasem. Některé skladby dosáhly bezprostřednější obliby než jiné; úspěch Prodané nevěsty skladatele samotného až zarážel. Vcelku však se velká část Smetanova díla dostala v českých zemích do repertoáru divadel, orchestrů a jiných hudebních těles ještě za jeho života nebo v následujících desetiletích a udržela se tam hojně dodnes. Mezi nejznámější Smetanovy skladby (a to i díky využití jako různé znělky) patří vedle mnoha čísel z Prodané nevěsty také některé melodie z ostatních oper (sbor „Udeřila naše hodina“ z Braniborů v Čechách, ukolébavka „Letěla bělounká holubička“ z Hubičky, fanfáry z Libuše), dále symfonické básně „Vyšehrad“ a „Vltava“ z cyklu Má vlast, sbor „Věno“ („Zpěvu dar všech srdcí vroucích…“) nebo píseň „Nekamenujte proroky“ z Večerních písní. O oblíbenosti jeho děl – ale i o oficiální podpoře smetanovského kultu v době vlády KSČ – svědčí četné rozhlasové, gramofonové a CD záznamy i filmové a televizní inscenace oper.
Do zahraničí Smetana pronikal později a pomaleji než jeho mladší současník Antonín Dvořák. Přes Lisztovu pomoc se jeho klavírní a symfonické skladby z ranějšího období jeho tvorby (40. a 50. léta 19. století) ve světě příliš nerozšířily. Z oper byly za jeho života v zahraničí provedeny jen Prodaná nevěsta (1871 Petrohrad, 1873 Záhřeb) a Dvě vdovy (Hamburk 1881), avšak v podstatě bez úspěchu. Nejdříve se v mezinárodním kontextu prosadilo jeho komorní dílo (první smyčcový kvartet a trio g moll); kvartet Z mého života zpopularizovalo zejména České kvarteto.
Průlom pro Smetanovy opery představoval triumf, kterého na Mezinárodní divadelní výstavě ve Vídni roku 1892 docílila Prodaná nevěsta; brzy se rozšířila zejména v německy mluvícím prostoru a též ve Spojených státech amerických. V menší míře se ve stejném prostředí prosadily i další opery (Dalibor, Dvě vdovy, Hubička); jejich prvními velkými propagátory byli pěvci Ema Destinnová a Karel Burian a skladatel a dirigent Gustav Mahler na svých působištích v Hamburku a ve Vídni. Prodaná nevěsta byla velmi dlouhou dobu nejhranější českou operou v zahraničí, avšak od poslední čtvrtiny 20. století jí značně konkurují opery Leoše Janáčka (Její pastorkyňa a další) a Dvořákova Rusalka. Posledně jmenovaná opera byla podle statistiky časopisu Operabase v letech 2007–2012 ve světě nejvíce hranou českou operou. Rovněž cyklus Má vlast, a z něj zejména Vltava, se koncem 19. století rozšířily, mimo jiné díky přízni slavného dirigenta Artura Toscaniniho, a dosud je zřejmě světově nejvíce hraným a nahrávaným Smetanovým dílem. Ve světovém kontextu však Smetana nikdy nedosáhl postavení přiznávaného Dvořákovi a Janáčkovi.

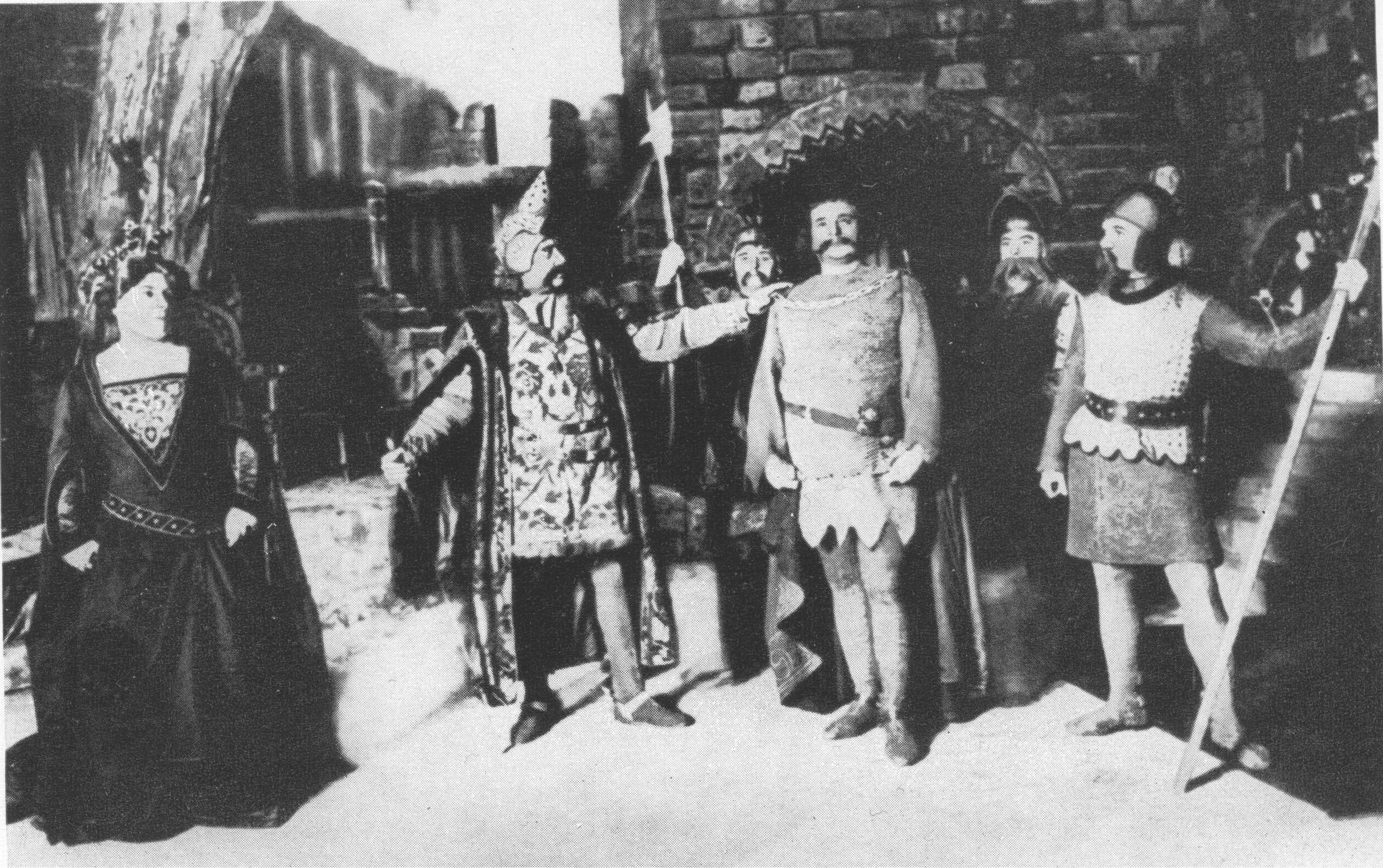
Snímek z inscenace opery Dalibor v berlínské Dvorní opeře roku 1909. Miladu (zcela vlevo) ztvárnila Ema Destinnová.

Smetanova dominantní umělecká osobnost silně zapůsobila na současníky, počínaje Antonínem Dvořákem. Jeho pozice zakladatele české národní hudby a stálá přítomnost jeho děl na hudební scéně v českých zemích navíc více méně nutila všechny skladatele se s jeho osobností vyrovnat, ať už se k němu oddaně hlásili (jako Josef Bohuslav Foerster) nebo se vůči němu vymezovali (jako Leoš Janáček). Specificky Prodaná nevěsta se ve své době stala přímým vzorem pro díla řady skladatelů, od Viléma Blodka, Karla Šebora, Josefa Richarda Rozkošného a Karla Bendla přes Antonína Dvořáka až po Antonína Foerstera nebo Jana Maláta. I později vznikaly opery ve smetanovské tradici, jako byl meziválečný „hit“ Jaromíra Weinbergera Švanda dudák nebo nejhranější poválečná česká opera, Zuzana Vojířová od Jiřího Pauera.
Smetanovu osobnost reflektovaly i jiné obory umění. Sochařské a malířské portréty Bedřicha Smetany vytvořili například Josef Václav Myslbek, Jan Štursa, Josef Wagner, Max Švabinský, ze spisovatelů inspiroval například Jaroslava Vrchlického, Josefa Svatopluka Machara nebo Vítězslava Nezvala; nejznámější literární reflexí je báseň Antonína Sovy. Těžké poslední chvíle skladatelova života popsal Antonín Sova v básni Smetanovo kvartetto „Z mého života“. Smyčcový kvartet e moll „Z mého života“ posloužil jako název pro stejnojmenný životopisný film Z mého života z roku 1955 režiséra Václava Kršky s Karlem Högerem v hlavní roli. Kromě jiných historických postav se v tomto filmu epizodně objevují i další známí hudební skladatelé, například Franz Liszt a Antonín Dvořák, ze spisovatelů například Jan Neruda.

### Smetana vhudební vědě

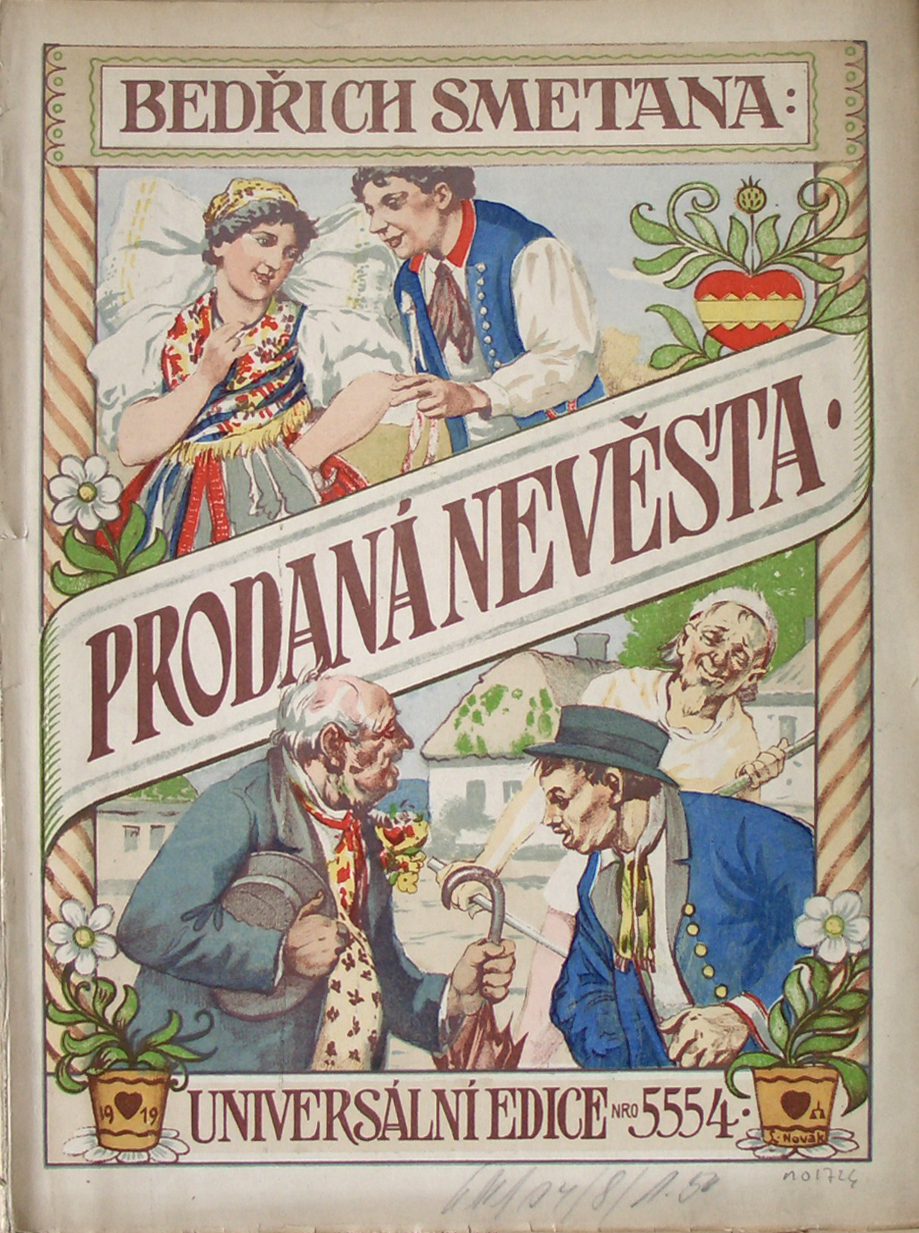
Titulní strana vydání partitury Prodané nevěsty z roku 1919

Díky soustavné pozornosti hudební vědy je téměř celé dílo Bedřicha Smetany – jako jediného českého skladatele – dostupné v kritické edici, byť s určitými metodickými nedostatky. Chybí pouze zlomek opery Viola, klavírní cyklus Rêves a obě řady Českých tanců, z kompozičních cvičení z let 1843–1847 byl vydán jen výbor. Opery, sbory a orchestrální a komorní skladby vyšly v patnáctisvazkové edici Studijní vydání děl Bedřicha Smetany (1940–1977), skladby pro klavír v pětisvazkovém Klavírním díle Bedřicha Smetany (1944–1873), samostatně vyšly písně (1962) a skladby z mládí do roku 1843 (1924). Formou faksimile vyšel Smetanův zápisník motivů (1942), vydány byly i Smetanovy kresby (1925) i jeho novinové články a kritiky (1948). Smetanovy kresby byly spolu s kresbami dalších členů jeho rodiny (manželky Betty Smetanové, vnuka Zdeňka Schwarze) námětem výstavy Jak se u Smetanů malovalo, která probíhala od března 2013 do ledna 2014 v Muzeu Bedřicha Smetany v Praze. Dosud nebyl vydán tematický katalog Smetanových skladeb, dokončený v rukopise Jiřím Berkovcem roku 1999 na podkladě starší práce Františka Bartoše. Jen neúplně a roztroušeně byla vydána Smetanova korespondence a úryvky z jeho deníku.
Smetanovou osobností a hudbou se vědecky zabývali například Otakar Hostinský, Zdeněk Nejedlý,Vladimír Balthasar, Vladimír Helfert, Julien Tiersot, Mirko Očadlík, Přemysl Pražák, Brian Large, John Clapham, Josef Jiránek, Karel Janeček, Jaroslav Smolka, Hana Séquardtová, Václav Holzknecht, v poslední době například John Tyrrell, Olga Mojžíšová, Marta Ottlová nebo Milan Pospíšil.

### Muzea, památníky a instituce nesoucí Smetanovo jméno

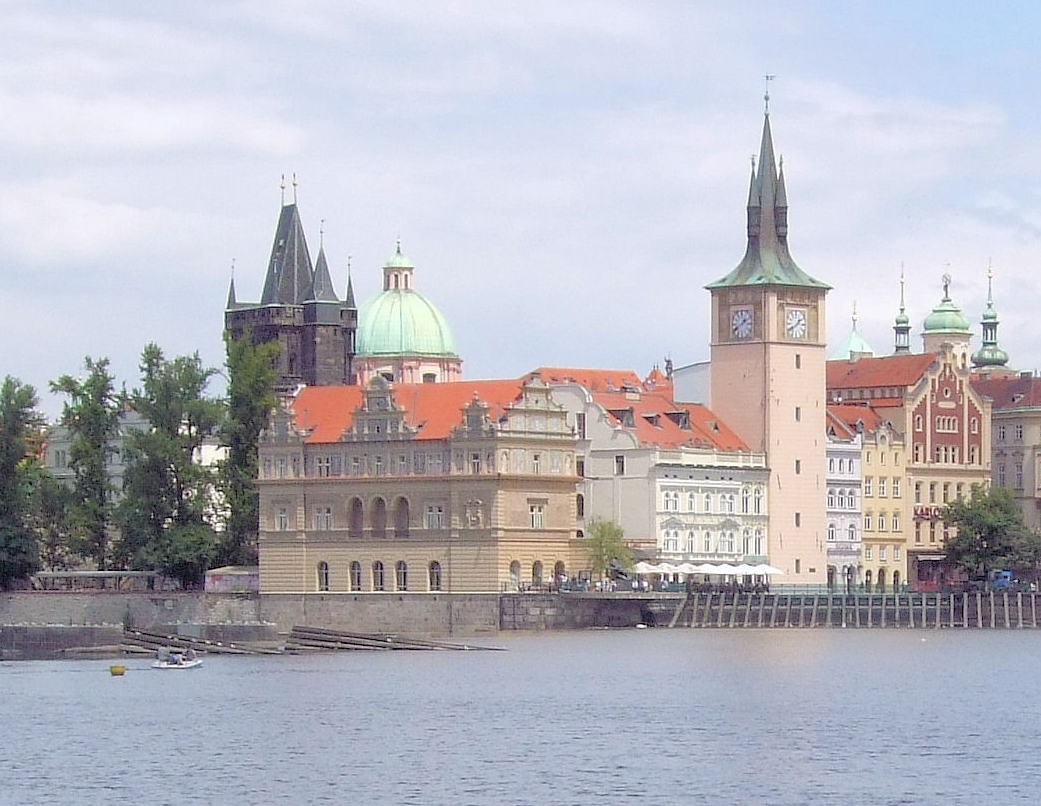
Muzeum Bedřicha Smetany na Novotného lávce v Praze

Již roku 1883 bylo z iniciativy Václava Vladimíra Zeleného založeno Družstvo ctitelů Smetanových, jehož prvním činem bylo vydání klavírního výtahu Dalibora ke skladatelovým šedesátinám. V roce 1909 pak vznikl Sbor pro postavení Smetanova pomníku v Praze, který brzy rozšířil svou aktivitu na výstavní, sběratelskou a vydavatelskou a v roce 1931 se přejmenoval na (dosud existující) Společnost Bedřicha Smetany. Z jím shromážděných sbírek pak bylo roku 1936 otevřeno Muzeum Bedřicha Smetany v Praze na Novotného lávce, roku 1952 postátněné a od roku 1976 spravované Národním muzeem. Národní muzeum spravuje též Památník Bedřicha Smetany v Jabkenicích, odkoupený roku 1936 spolkem Dědictví Bedřicha Smetany. Od roku 1949 existuje též muzejní expozice Rodný byt Bedřicha Smetany v Litomyšli, od roku 1956 expozice na zámku v Benátkách nad Jizerou, od roku 1968 pak Památník Bedřicha Smetany na Lamberku u Obříství a od roku 1984 smetanovská expozice na zámku v Růžkových Lhoticích. Expozice na zámku v Novém Městě nad Metují z roku 1974 po restituci zámku zanikla. Od roku 1961 existuje též expozice Bedřicha Smetany v budově bývalé burzy v Göteborgu. V roce 2015 vzniklo Muzeum Bedřicha Smetany v obci Týn nad Bečvou.
Na mnoha místech byly Bedřichu Smetanovi postaveny pomníky nebo zasazeny pamětní desky. První pamětní desky byly zasazeny v Litomyšli (1880), Jabkenicích (1888) a Jindřichově Hradci (1893), první pomník byl postaven v Hořicích roku 1903. V mnoha českých městech je po něm pojmenováno některé veřejné prostranství; v Praze je to Smetanovo nábřeží, vedoucí od Národního divadla ke Smetanovu muzeu. V Luhačovicích, kde zemřela jeho žena Bettina, nese jeho jméno lázeňský dům. Smetanova podobizna se objevila i na československé tisícikoruně (v oběhu 1985–1993) a pětitisícikoruně (v oběhu 1946–1953). V letech 1949–1992 nesla Smetanovo jméno budova dnešní Státní opery Praha (Smetanovo divadlo). Hlavní koncertní prostor pražského Obecního domu má název Smetanova síň. Mezinárodní hudební festival Pražské jaro začíná každoročně ve Smetanův úmrtní den (12. května) jeho cyklem symfonických básní Má vlast. Ve skladatelově rodném městě se koná festival Smetanova Litomyšl a v Plzni se každoročně koná Mezinárodní smetanovská klavírní soutěž. Smetanovo jméno nese řada pěveckých sborů (např. v Praze, Hradci Králové, Frýdku-Místku, Jindřichově Hradci, Telči, Kladně, Jičíně nebo Hulíně).
Po Smetanovi jsou pojmenovány rozsáhlý kráter Smetana na planetě Merkur, planetka 2047 Smetana a také (k roku 2017) mezinárodní vlak ČD a ÖBB railjet z Prahy přes Brno a Vídně do Štýrského Hradce a zpět.

### Poštovní známky

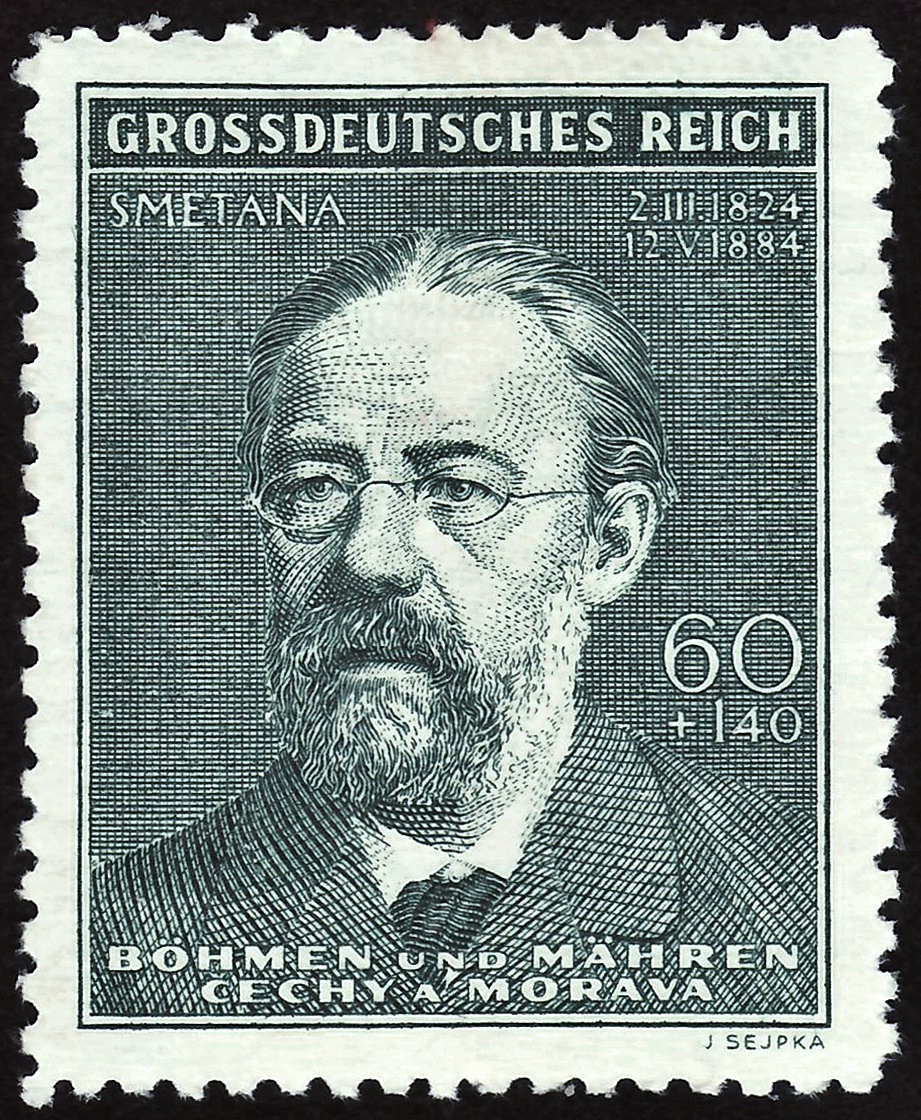
Protektorátní známka

Portét či motivy z díla Bedřicha Smetany se objevil na několika československých i českých poštovních známkách v letech:
- 1934 (50. výročí úmrtí)
- 1944 (Protektorát, 60. výročí úmrtí)
- 1949 (125. výročí narození )
- 1951 (Pražské jaro )
- 1954 (rok české hudby )
- 1974 (kulturní osobnosti )
- 2004 (rok české hudby )
- 2024 (Díla Bedřicha Smetany)

Smetana je tak po prezidentech jedna z nejzobrazovanějších osobností na známkách.

## Galerie památníků

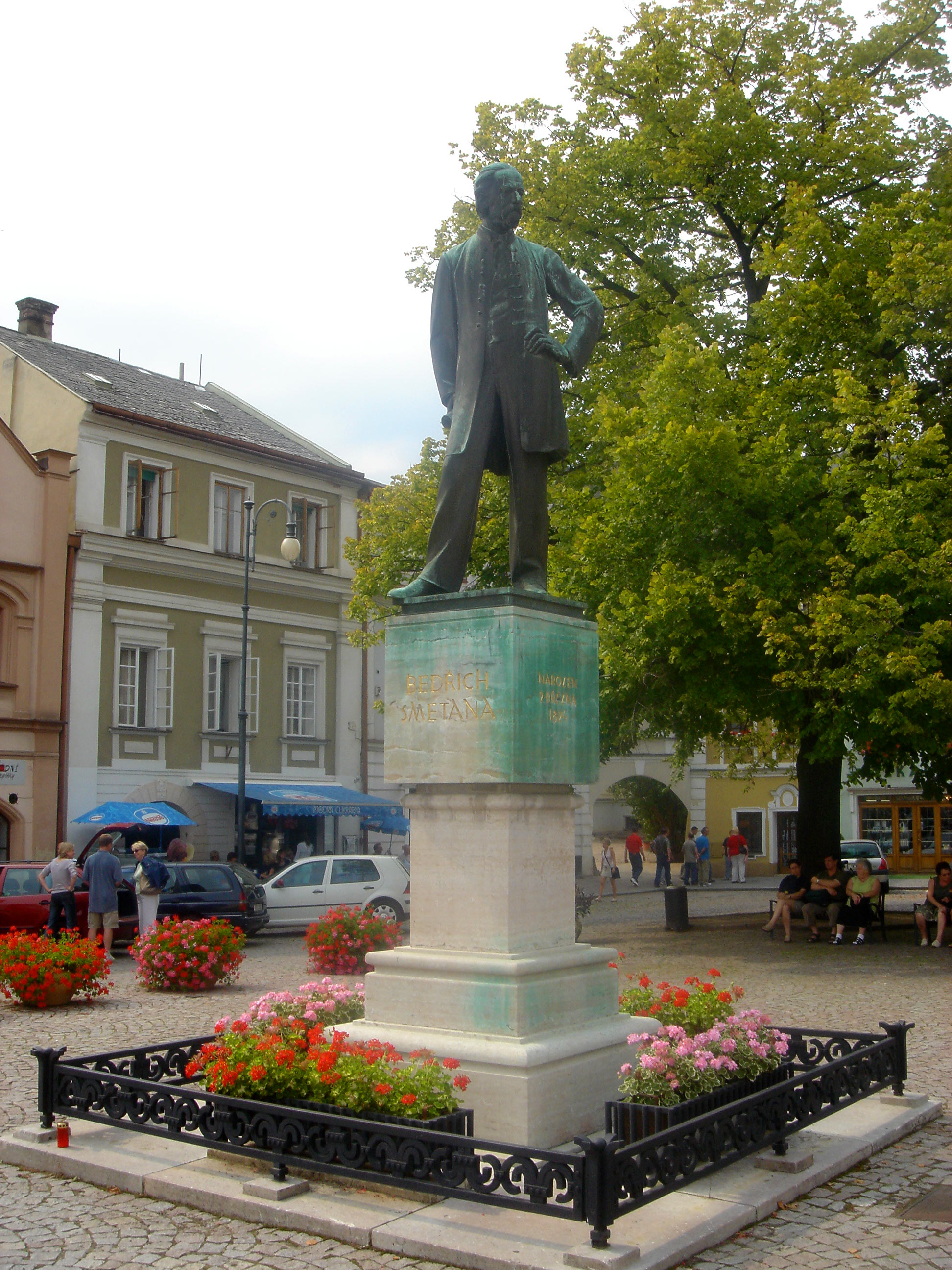
Smetanova socha v Litomyšli
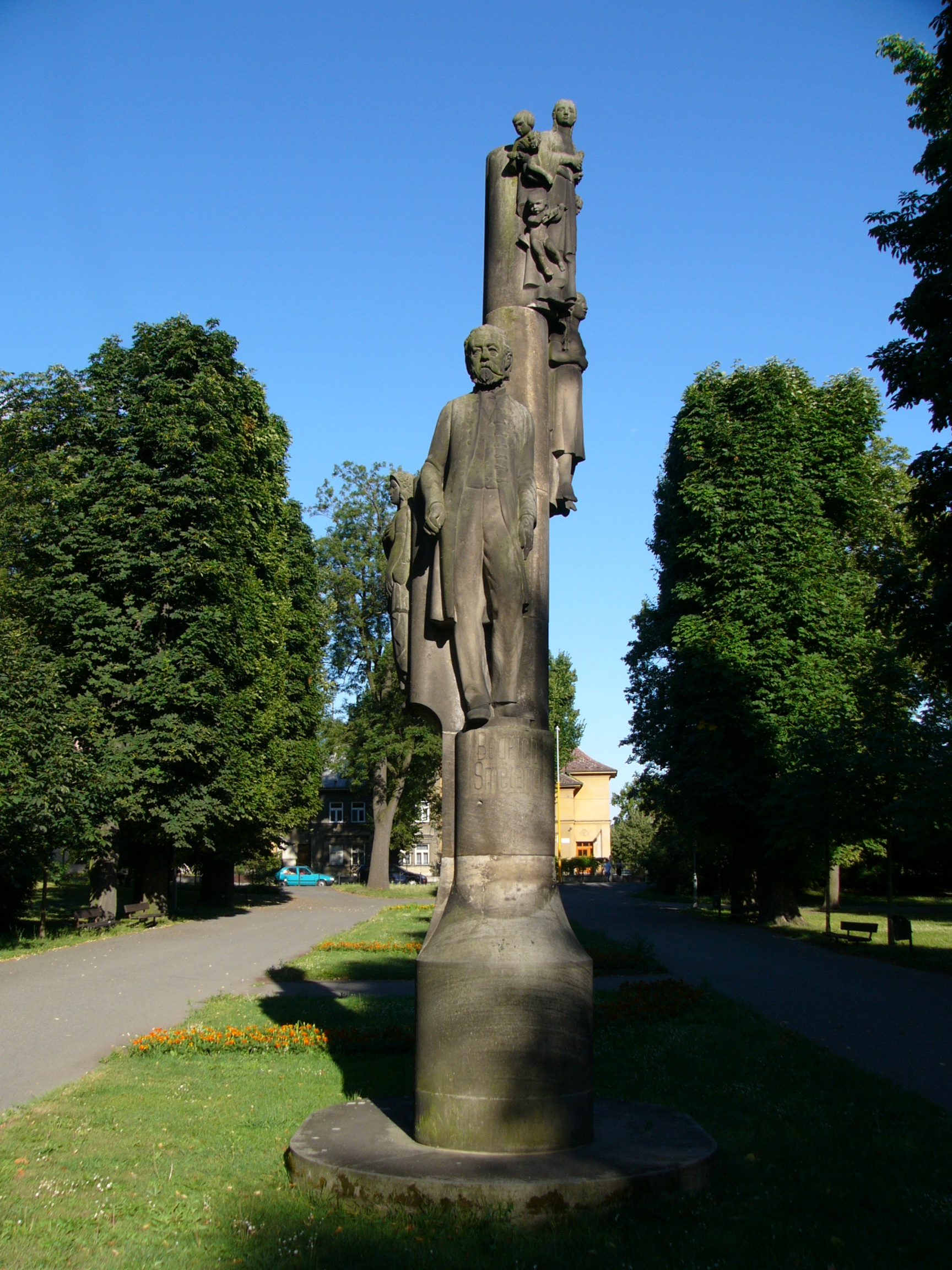
Památník ve Smetanových sadech v Olomouci
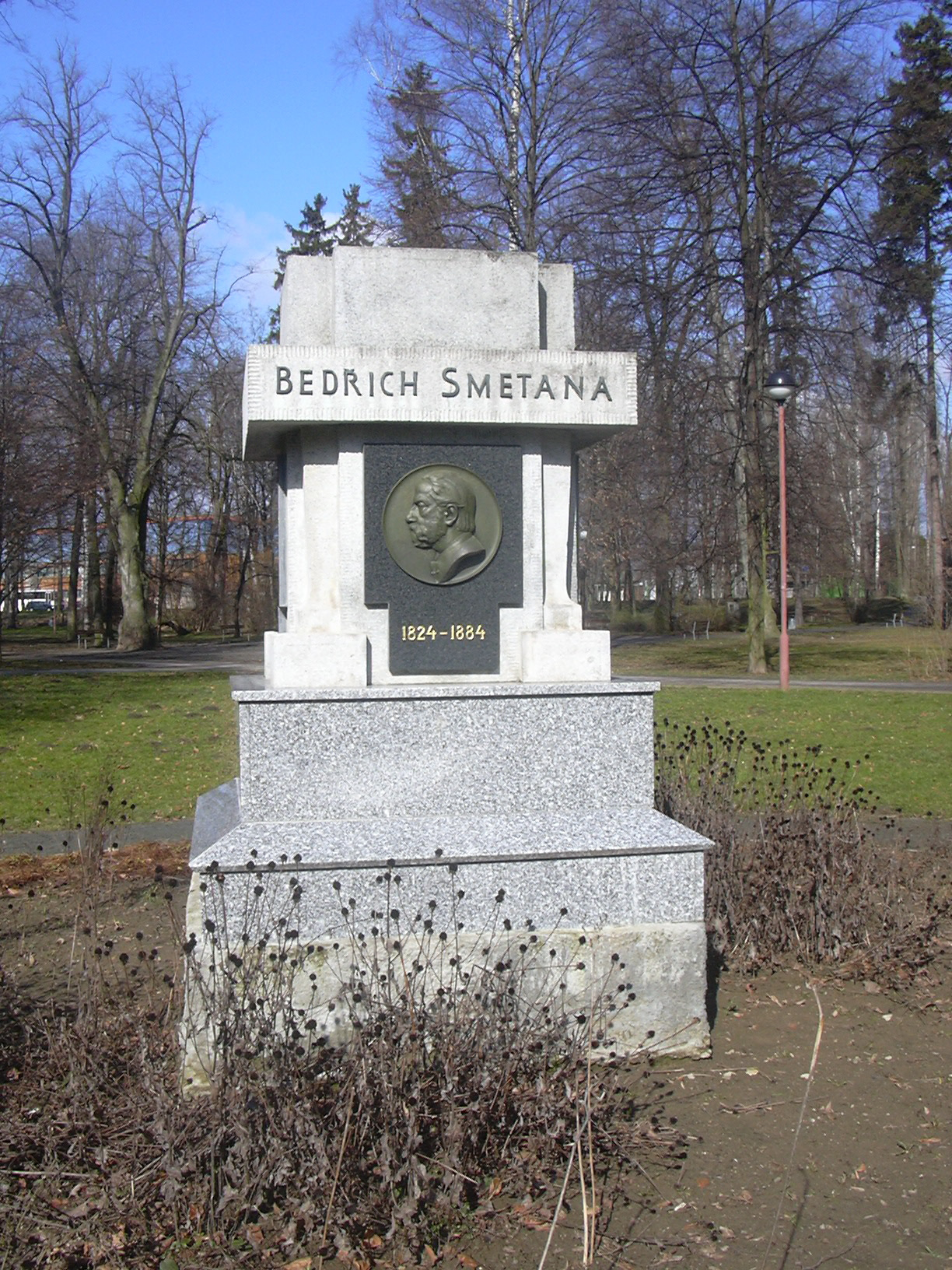
Pomník v městském parku ve Vyškově
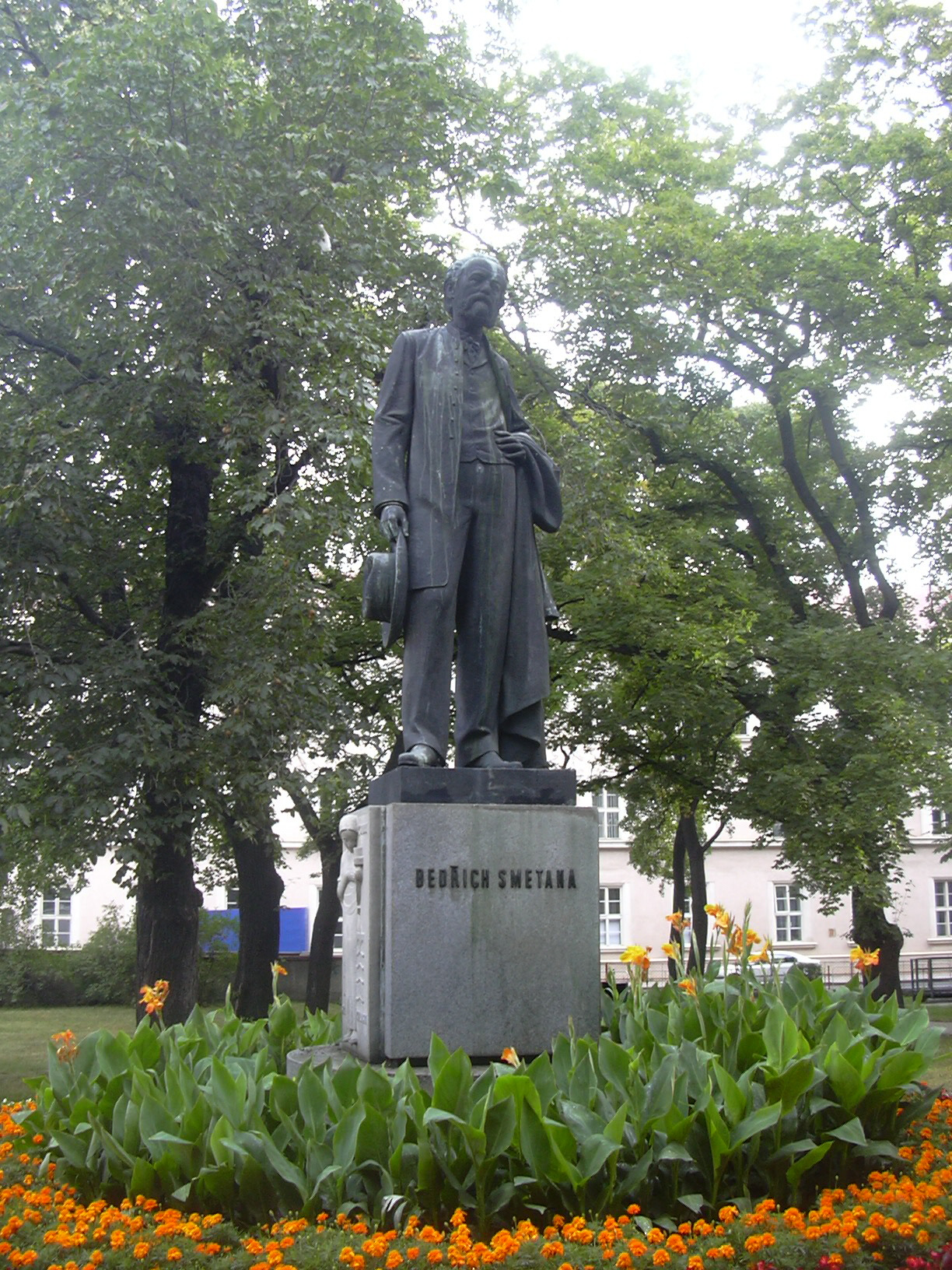
Socha v Prostějově
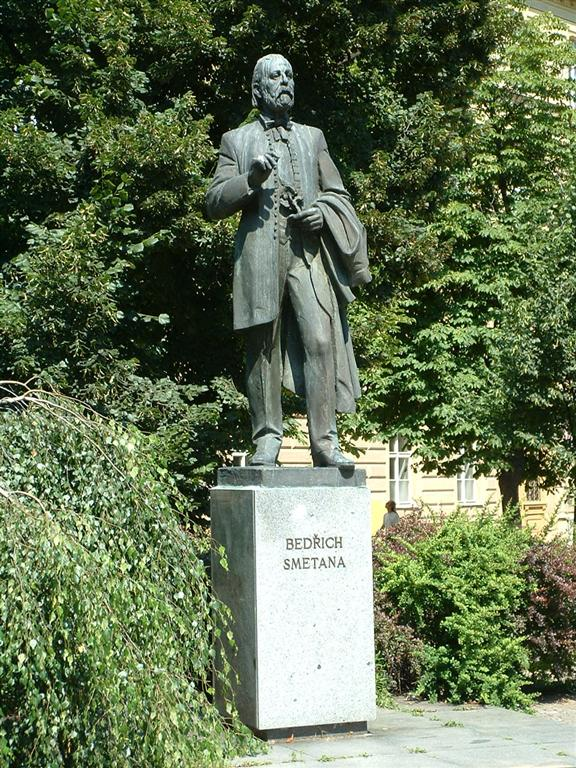
Smetanova socha v Plzni
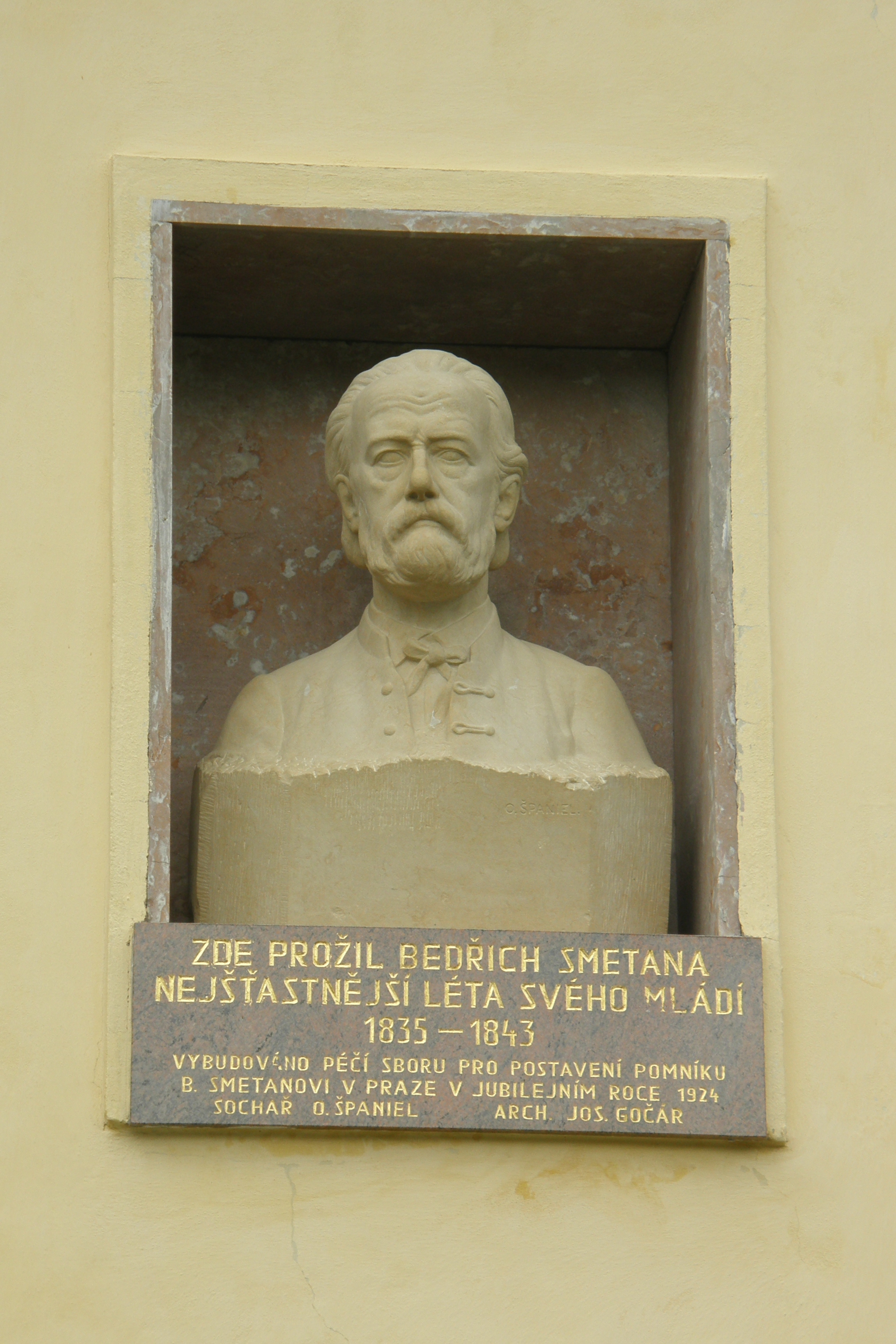
Smetanova busta v Růžkových Lhoticích
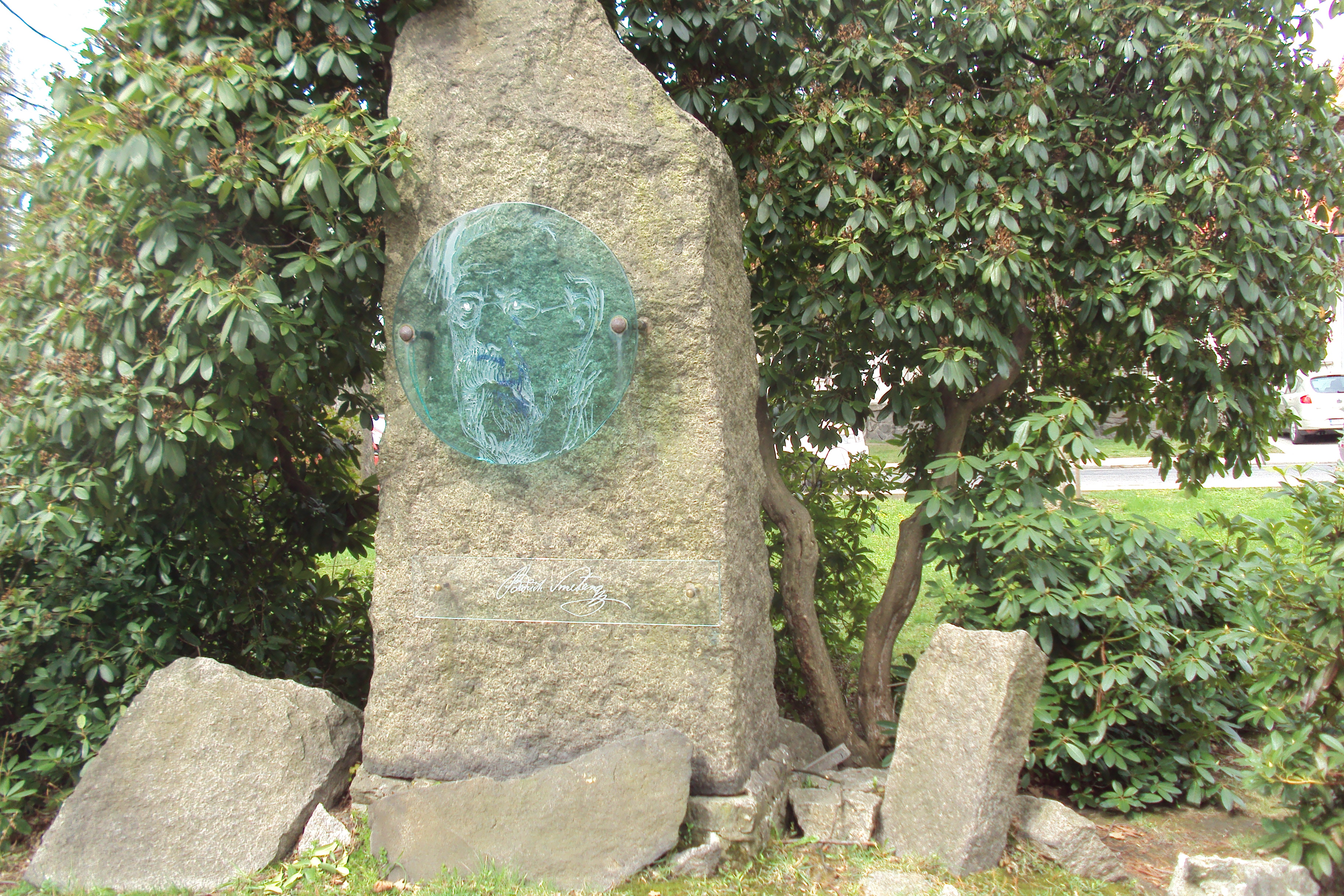
Smetanův pomník v Novém Boru
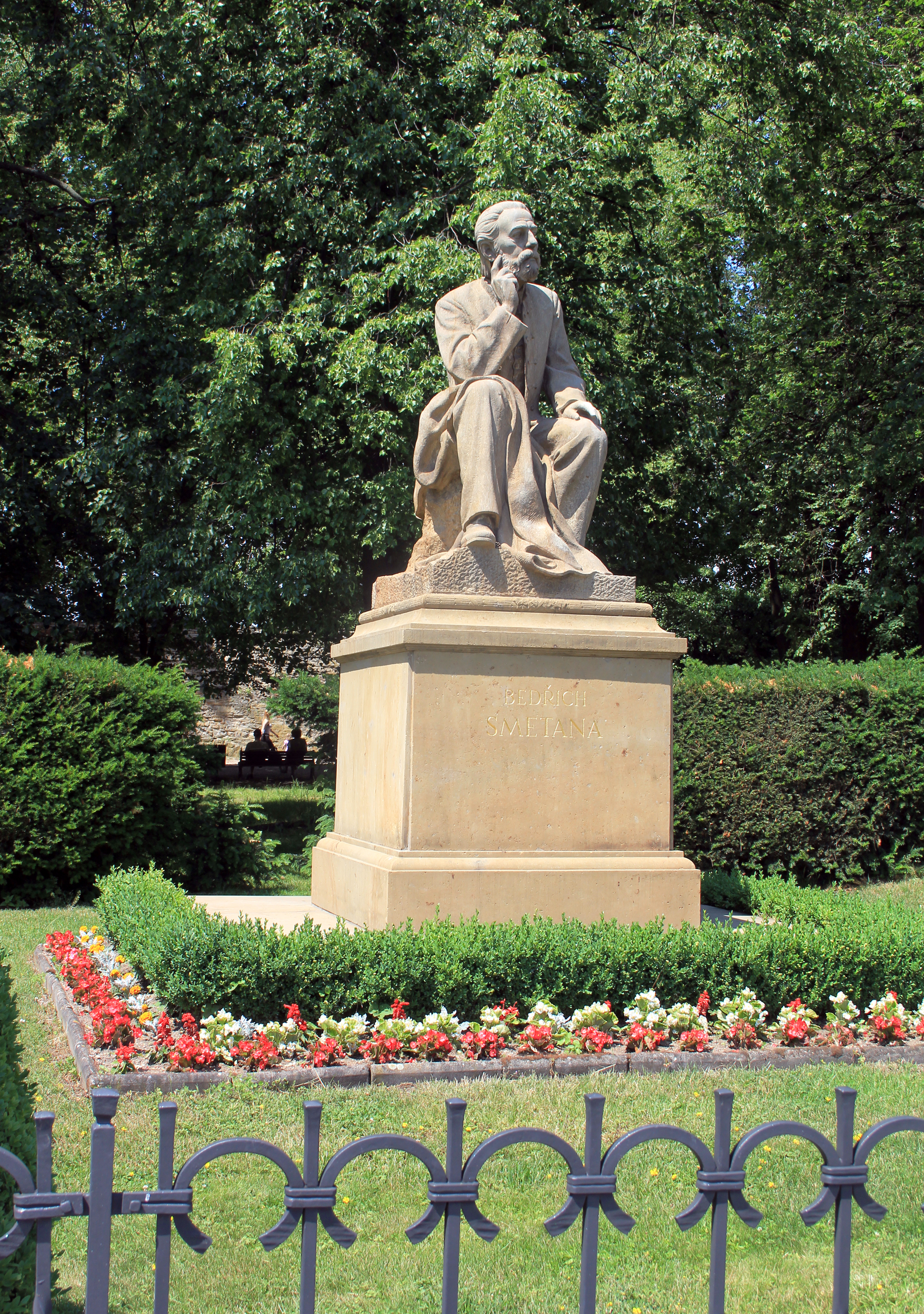
Pomník v Novém Městě nad Metují
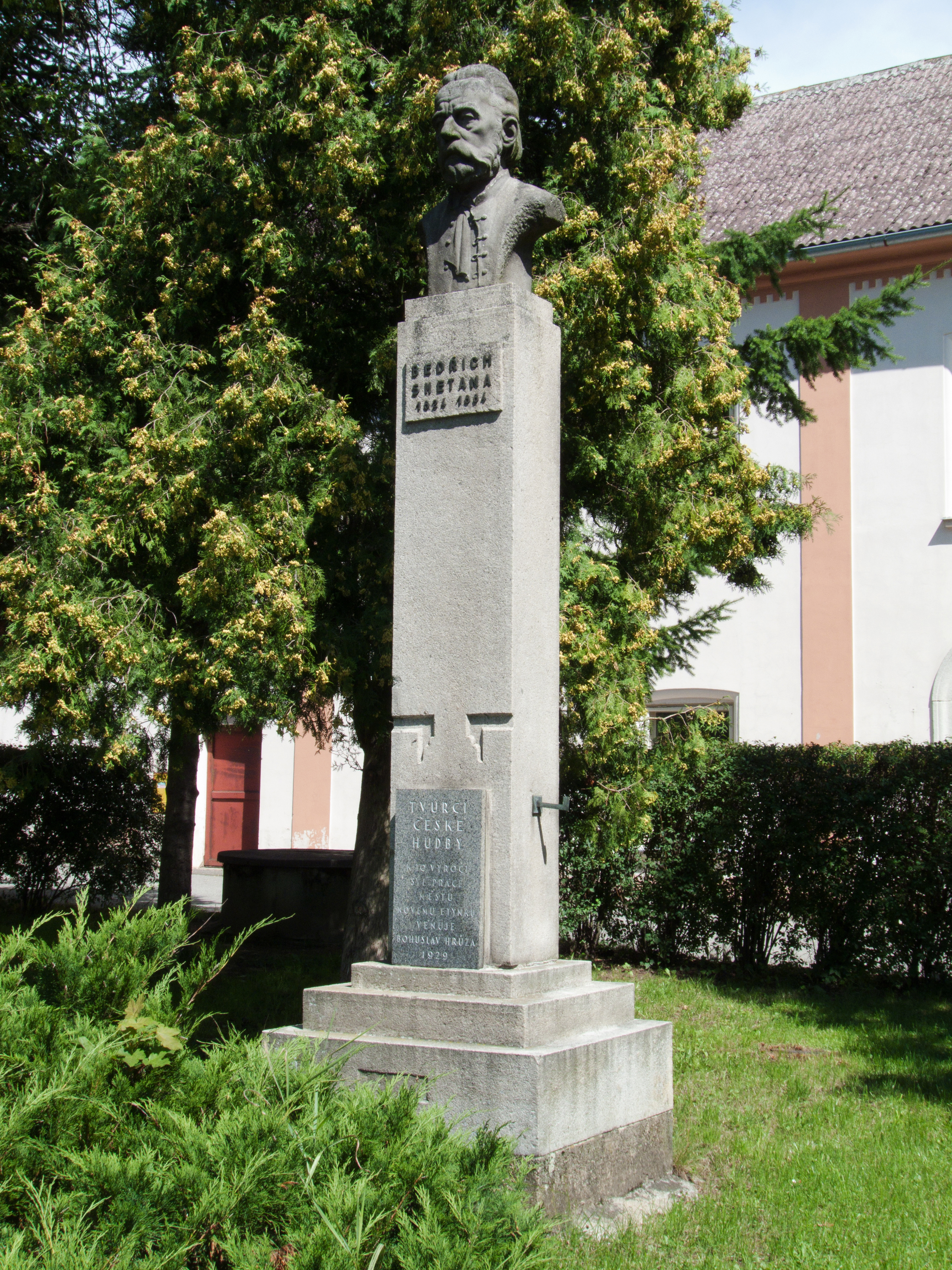
Smetanova busta v Nové Včelnici